# Liste des équipes de la LNH
Cette page présente une liste des équipes de la Ligue nationale de hockey, ligue professionnelle de hockey sur glace d'Amérique du Nord. Depuis les débuts de la ligue, en 1917, seuls les Canadiens de Montréal et la franchise des Maple Leafs de Toronto ont toujours évolué dans la LNH. Les Canadiens sont l'équipe la plus titrée avec 24 Coupes Stanley.
Pour sa première saison, la LNH compte quatre franchises, toutes canadiennes alors qu'actuellement, sur 32 équipes, seulement sept sont situées au Canada, les autres évoluant aux États-Unis.

## Équipes actuelles
La répartition des équipes Est-Ouest est telle que les équipes situées dans la moitié est de l'Amérique du Nord sont plus nombreuses que les équipes de la moitié Ouest. Ainsi, certaines équipes situées dans l'association de l'Ouest pourraient tout aussi prétendre jouer dans l'association de l'Est. De plus, les équipes situées au Canada sont minoritaires par rapport aux équipes des États-Unis (7 contre 25). Géographiquement, le nord-est des États-Unis est la région la plus représentée avec sept franchises. Le 18 avril 2024, la LNH décide de suspendre les activités des Coyotes de l'Arizona et approuve la création d'une équipe dans l'Utah, qui sera basé au Delta Center dès la 2024-2025
| Division       | Équipe                    | Ville                            | Aréna                 | Capacité | Première saison |
| -------------- | ------------------------- | -------------------------------- | --------------------- | -------- | --------------- |
| Atlantique     | Bruins de Boston          | Boston, Massachusetts            | TD Garden             | 17 565   | 1924-1925       |
| Atlantique     | Sabres de Buffalo         | Buffalo, New York                | KeyBank Center        | 19 070   | 1970-1971       |
| Atlantique     | Red Wings de Détroit      | Détroit, Michigan                | Little Caesars Arena  | 19 515   | 1926-1927       |
| Atlantique     | Panthers de la Floride    | Sunrise, Floride                 | Amerant Bank Arena    | 19 250   | 1993-1994       |
| Atlantique     | Canadiens de Montréal     | Montréal, Québec                 | Centre Bell           | 21 302   | 1917-1918       |
| Atlantique     | Sénateurs d'Ottawa        | Ottawa, Ontario                  | Centre Canadian Tire  | 18 652   | 1992-1993       |
| Atlantique     | Lightning de Tampa Bay    | Tampa, Floride                   | Amalie Arena          | 19 092   | 1992-1993       |
| Atlantique     | Maple Leafs de Toronto    | Toronto, Ontario                 | Scotiabank Arena      | 18 800   | 1917-1918       |
| Métropolitaine | Hurricanes de la Caroline | Raleigh, Caroline du Nord        | PNC Arena             | 18 680   | 1997-1998       |
| Métropolitaine | Blue Jackets de Columbus  | Columbus, Ohio                   | Nationwide Arena      | 18 500   | 2000-2001       |
| Métropolitaine | Devils du New Jersey      | Newark, New Jersey               | Prudential Center     | 17 625   | 1982-1983       |
| Métropolitaine | Islanders de New York     | Elmont, New York                 | UBS Arena             | 17 113   | 1972-1973       |
| Métropolitaine | Rangers de New York       | New York, New York               | Madison Square Garden | 18 006   | 1926-1927       |
| Métropolitaine | Flyers de Philadelphie    | Philadelphie, Pennsylvanie       | Wells Fargo Center    | 19 306   | 1967-1968       |
| Métropolitaine | Penguins de Pittsburgh    | Pittsburgh, Pennsylvanie         | PPG Paints Arena      | 18 387   | 1967-1968       |
| Métropolitaine | Capitals de Washington    | Washington, District de Columbia | Capital One Arena     | 18 573   | 1974-1975       |

| Division  | Équipe                  | Ville                           | Aréna                    | Capacité | Première saison |
| --------- | ----------------------- | ------------------------------- | ------------------------ | -------- | --------------- |
| Centrale  | Mammoth de l'Utah       | Salt Lake City, Utah            | Delta Center             | 16 200   | 2024-2025       |
| Centrale  | Blackhawks de Chicago   | Chicago, Illinois               | United Center            | 19 717   | 1926-1927       |
| Centrale  | Avalanche du Colorado   | Denver, Colorado                | Ball Arena               | 18 007   | 1995-1996       |
| Centrale  | Stars de Dallas         | Dallas, Texas                   | American Airlines Center | 18 532   | 1993-1994       |
| Centrale  | Wild du Minnesota       | St. Paul, Minnesota             | Xcel Energy Center       | 17 954   | 2000-2001       |
| Centrale  | Predators de Nashville  | Nashville Tennessee             | Bridgestone Arena        | 17 113   | 1998-1999       |
| Centrale  | Blues de Saint-Louis    | Saint-Louis, Missouri           | Enterprise Center        | 19 250   | 1967-1968       |
| Centrale  | Jets de Winnipeg        | Winnipeg, Manitoba              | Canada Life Centre       | 15 004   | 2011-2012       |
| Pacifique | Ducks d'Anaheim         | Anaheim, Californie             | Honda Center             | 17 174   | 1993-1994       |
| Pacifique | Flames de Calgary       | Calgary, Alberta                | Scotiabank Saddledome    | 19 289   | 1980-1981       |
| Pacifique | Oilers d'Edmonton       | Edmonton, Alberta               | Rogers Place             | 18 641   | 1979-1980       |
| Pacifique | Golden Knights de Vegas | Las Vegas, Nevada               | T-Mobile Arena           | 17 500   | 2017-2018       |
| Pacifique | Kings de Los Angeles    | Los Angeles, Californie         | Crypto.com Arena         | 18 118   | 1967-1968       |
| Pacifique | Sharks de San José      | San José, Californie            | SAP Center               | 17 562   | 1991-1992       |
| Pacifique | Kraken de Seattle       | Seattle, Washington             | Climate Pledge Arena     | 17 100   | 2021-2022       |
| Pacifique | Canucks de Vancouver    | Vancouver, Colombie-Britannique | Rogers Arena             | 18 810   | 1970-1971       |

## Association de l'Est

### Division Atlantique

#### Bruins de Boston
Les Bruins de Boston sont l'une des plus vieilles équipes de la LNH : basée à Boston dans le Massachusetts, la franchise participe à la LNH depuis 1924 et devient alors la première équipe de la LNH basée aux États-Unis. Les Bruins sont une des « six équipes originales » en compagnie des équipes des Canadiens de Montréal, des Maple Leafs de Toronto, des Blackhawks de Chicago, des Red Wings de Détroit et des Rangers de New York. Seize fois finalistes de la Coupe Stanley, les Bruins en rapportent cinq à la maison : 1929, 1939, 1941, 1970 et 1972.
L'histoire des Bruins étant riche, plus de cinquante personnalités de l'équipe font partie du Temple de la renommée du hockey. C'est ainsi le cas de : Raymond Bourque, également meilleur pointeur de l'histoire du club, Bobby Orr, Phil Esposito, Tiny Thompson ou encore Cam Neely. L'équipe évolue dans le TD Garden après avoir joué pendant des années dans le Boston Garden.

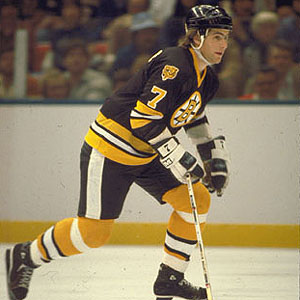
Raymond Bourque en 1981
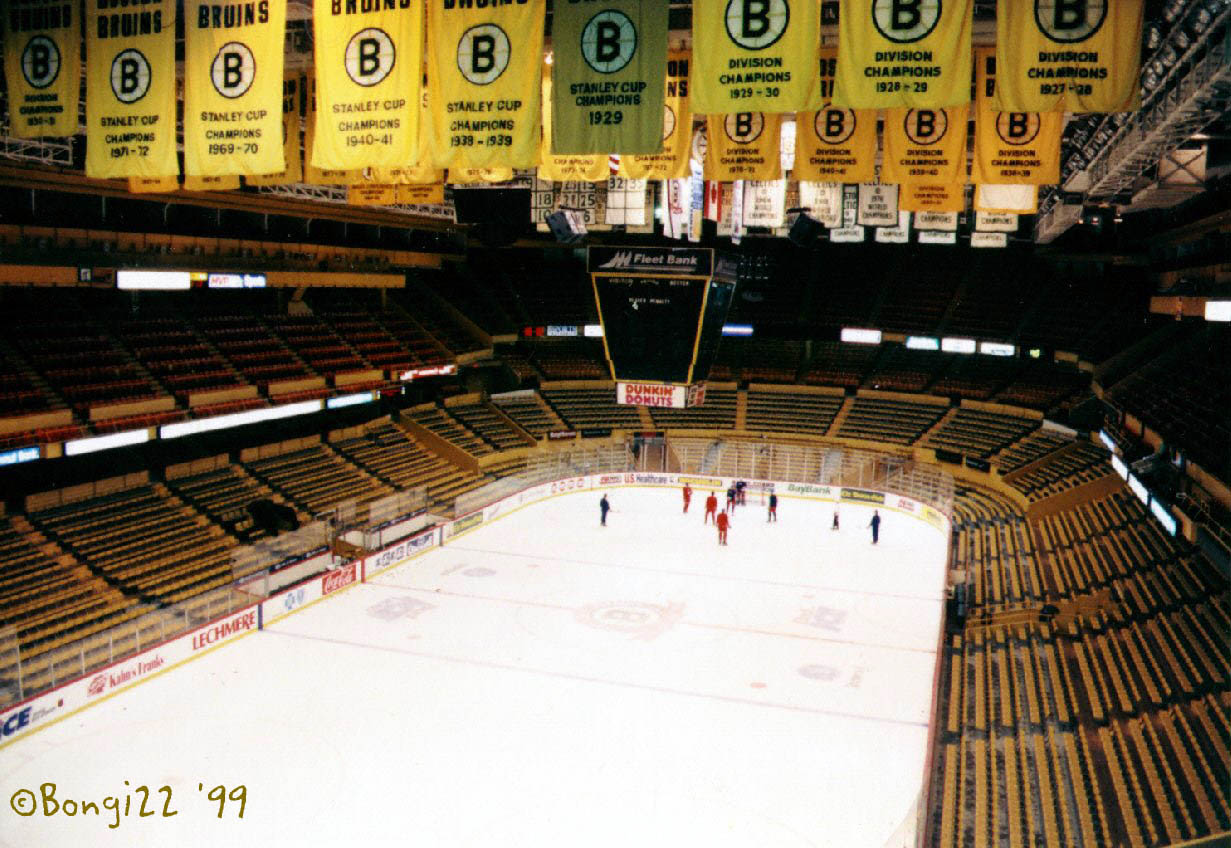
Le plafond du Boston Garden
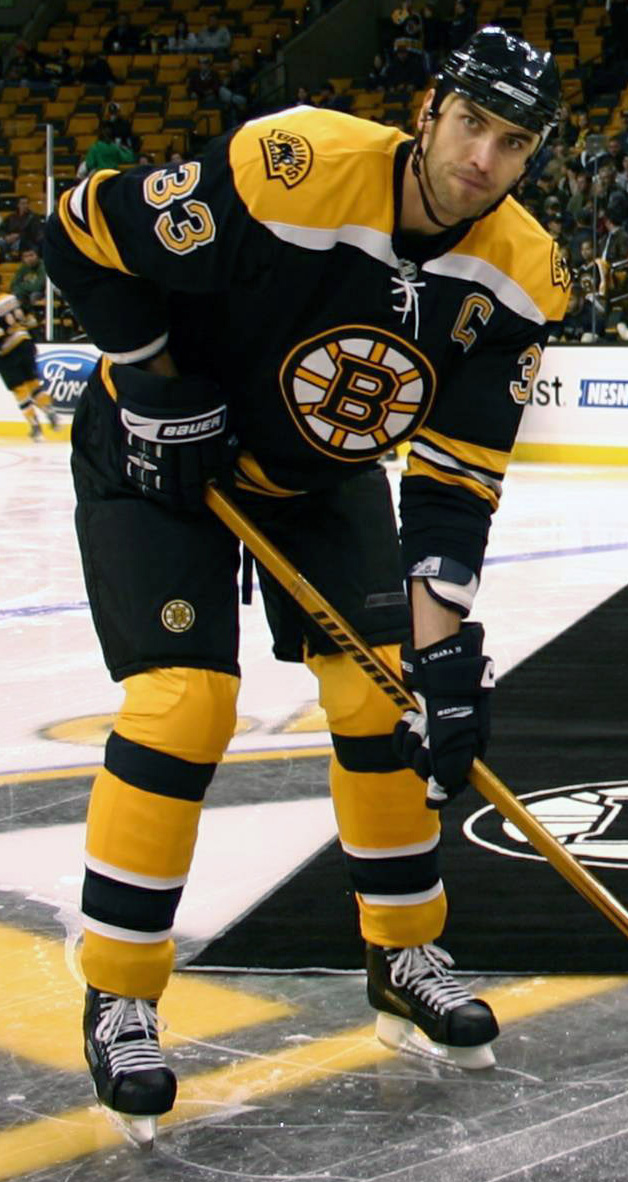
Zdeno Chára capitaine de l'équipe en 2010
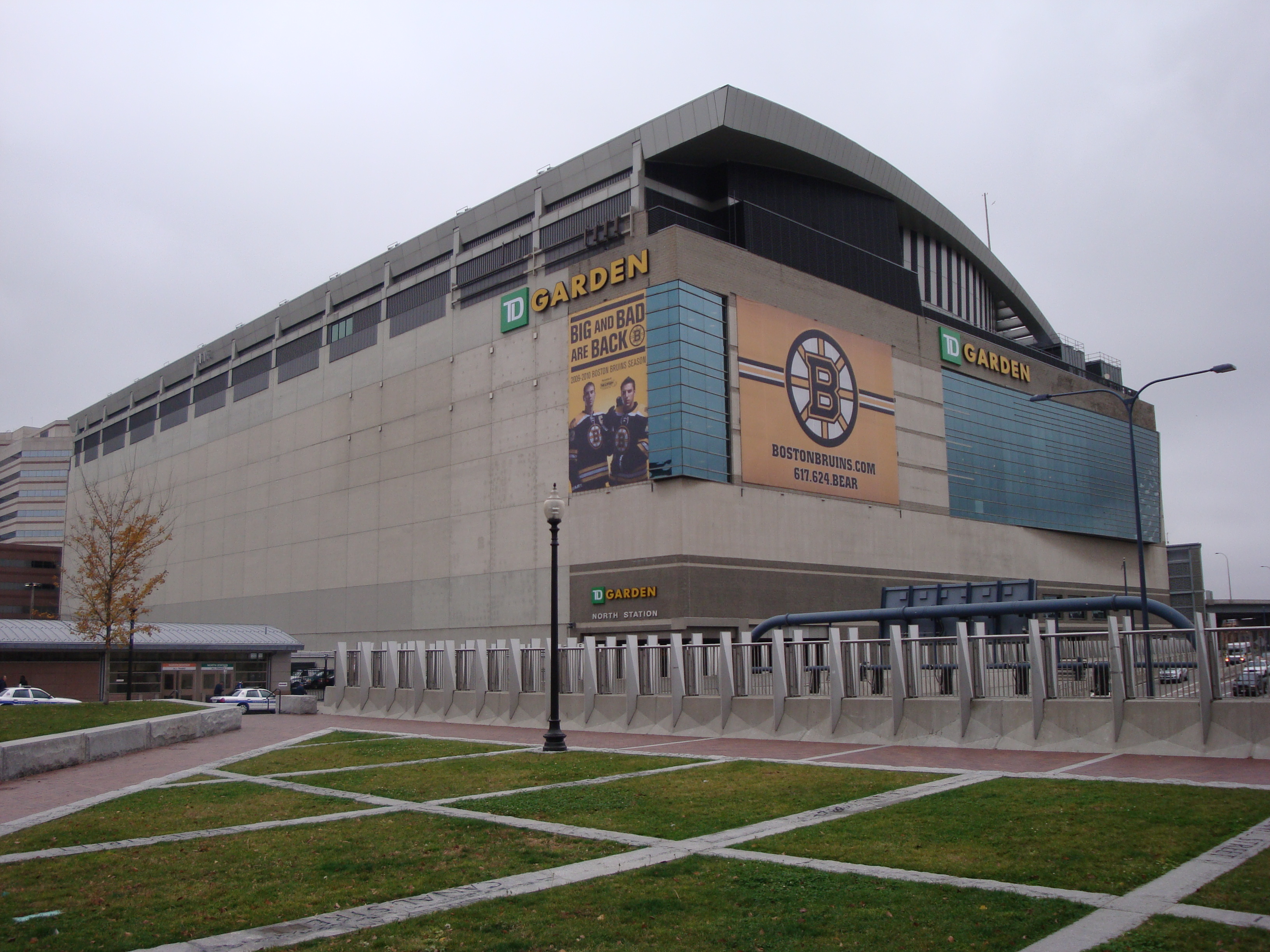
Le TD Garden

#### Sabres de Buffalo
Les Sabres de Buffalo rejoignent la LNH en 1970 en même temps que les Canucks de Vancouver. Basés dans le KeyBank Center, patinoire de Buffalo dans l'État de New York, les Sabres ont accédé deux fois à la finale de la Coupe Stanley mais sans jamais remporter le fameux trophée.
Gilbert Perreault, Dale Hawerchuk et Pat LaFontaine sont tous des anciens joueurs de l'équipe, aujourd'hui membre du temple de la renommée. Perreault, meilleur pointeur de l'histoire du club, est également membre de ce qui a porté le nom de French Connection au cours des années 1970, ligne particulièrement efficace des Sabres.

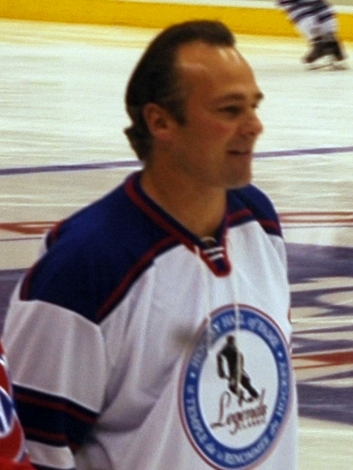
Dale Hawerchuk
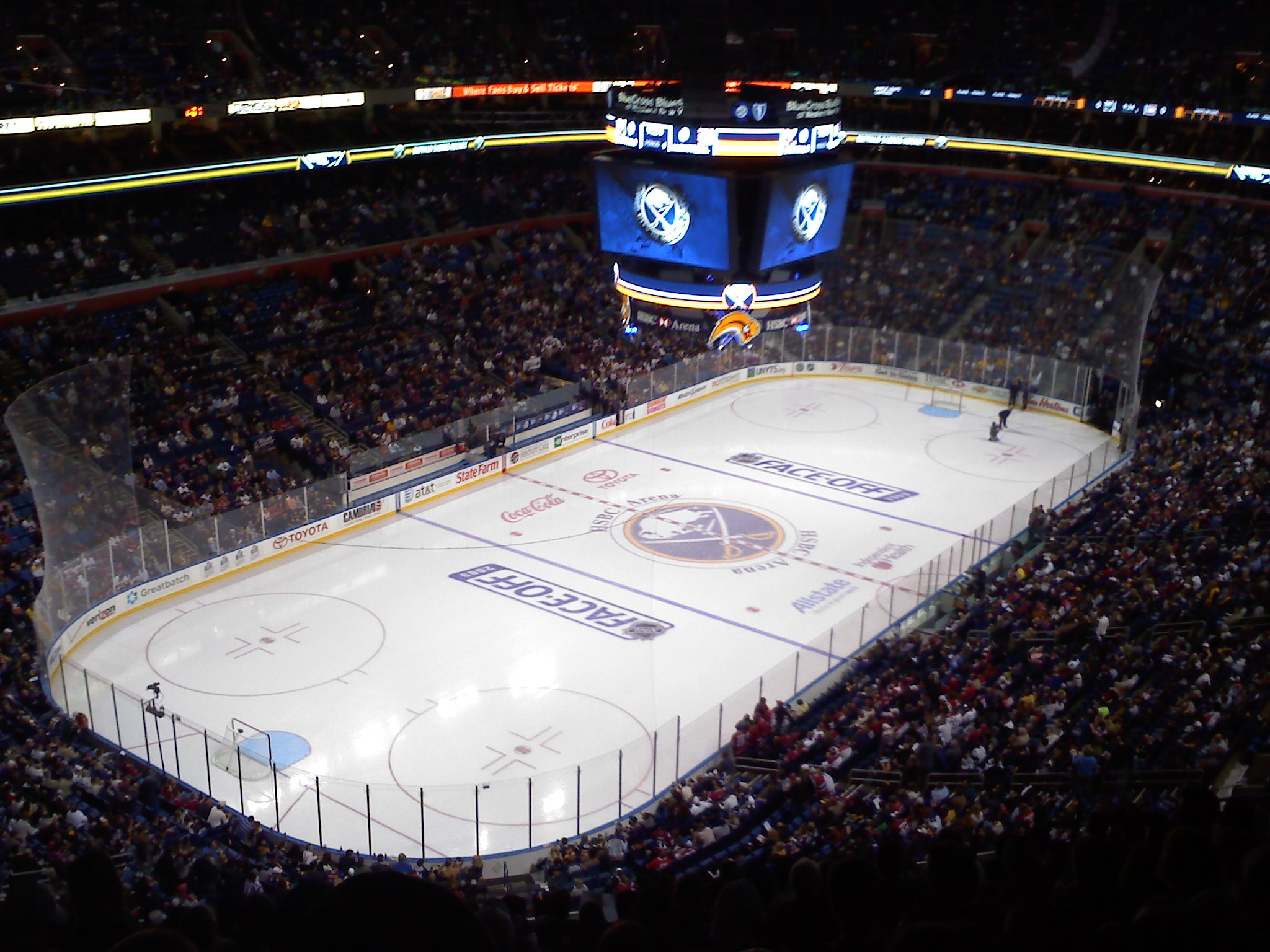
Le KeyBank Center
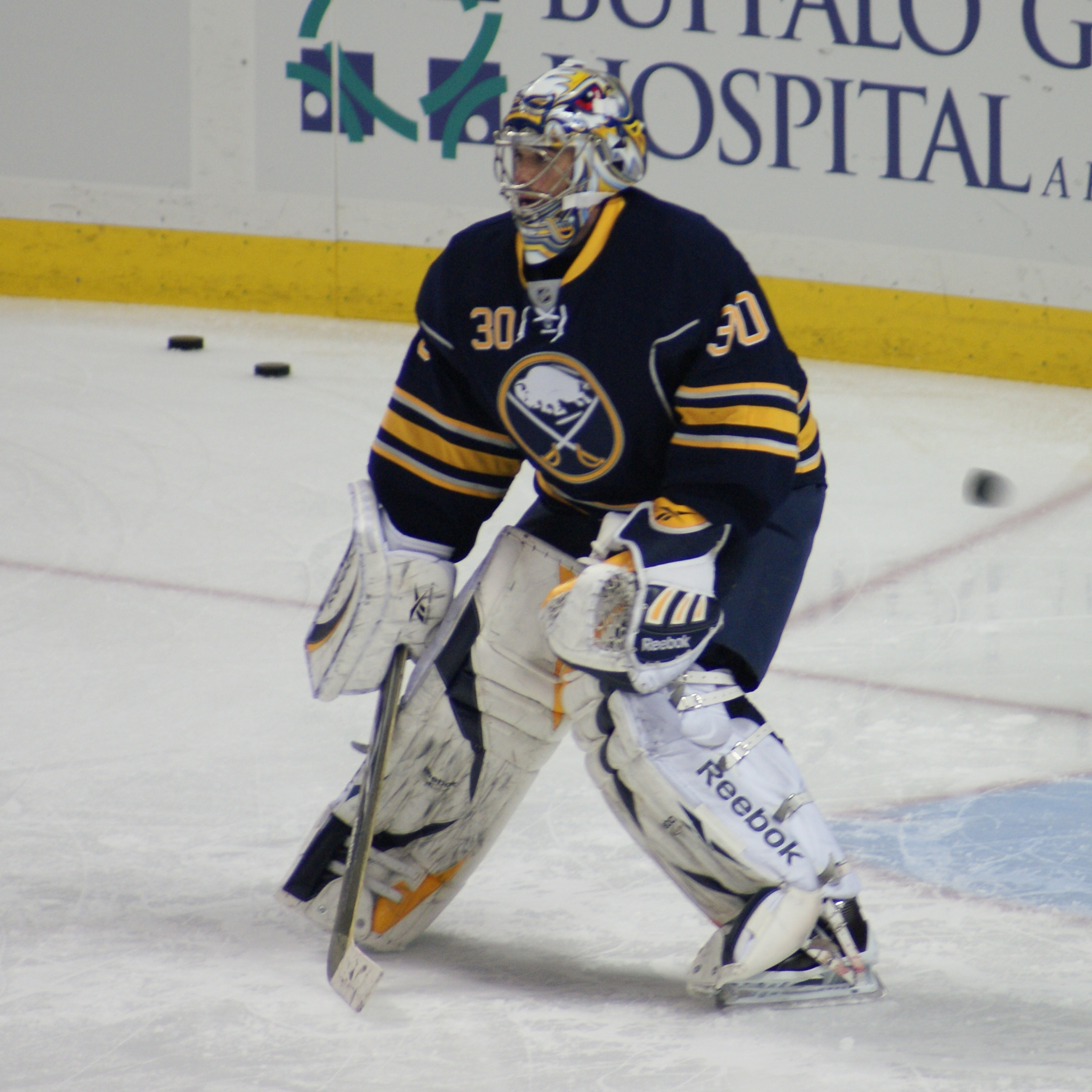
Ryan Miller, gardien de l'équipe de 2005 à 2013
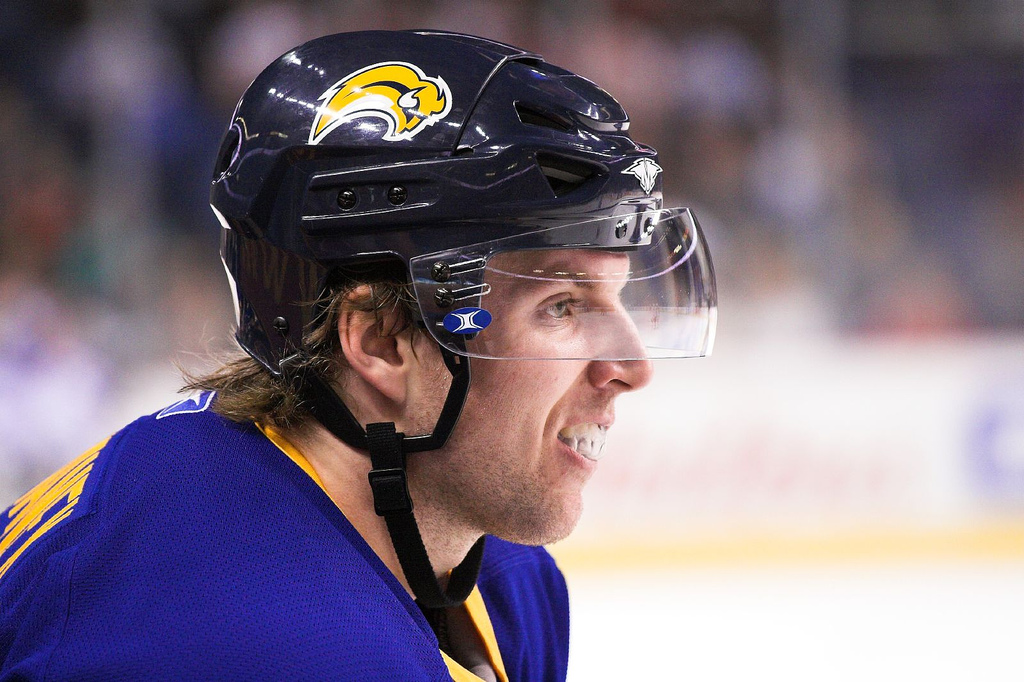
Thomas Vanek

#### Red Wings de Détroit
Fondée en 1926, les Red Wings de Détroit sont une des « six équipes originales » en compagnie des Canadiens de Montréal, des Bruins de Boston, des Maple Leafs de Toronto, des Rangers de New York et des Blackhawks de Chicago. L'équipe s'appelait les Cougars puis les Falcons et s'appelle ensuite les Red Wings depuis 1932. Considérées comme une des meilleures équipes américaines de la LNH, ils ont apparu à la finale de la Coupe Stanley 24 fois et gagnent onze fois ce fameux titre.
Les meilleurs joueurs de l'histoire des Red Wings sont Gordie Howe, Alex Delvecchio, Ted Lindsay, Sergueï Fiodorov, Norm Ullman, Terry Sawchuk, Syd Howe, Chris Osgood, Brendan Shanahan, Red Kelly, Sid Abel, Pavel Datsiouk ou encore Steve Yzerman. Depuis 2000, une colonie s'est formée à Détroit, il s'agit de la Swedish connection qui est composée de joueurs suédois. Il y a eu des joueurs comme Tomas Holmström, Henrik Zetterberg, Niklas Kronwall, Jonathan Ericsson, Johan Franzén, Mikael Samuelsson, Andreas Lilja ou encore le défenseur Nicklas Lidström, qui est devenu capitaine depuis la saison 2006-2007. Ils ont joué 52 ans à l'Olympia Stadium puis ils jouent au Joe Louis Arena depuis la saison 1979-1980 et actuellement de le Little Caesars Arena, depuis saison 2017-2018.

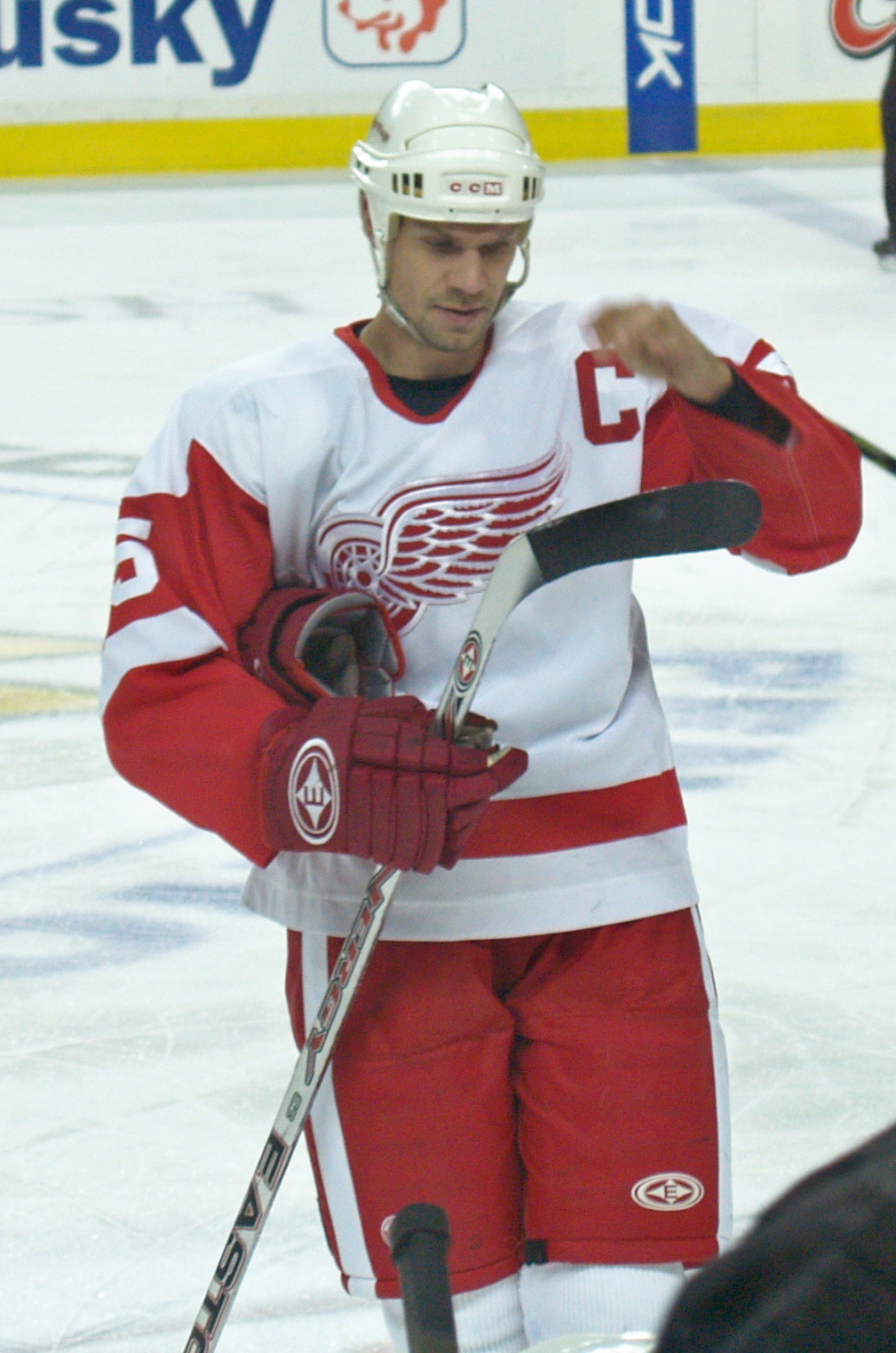
Nicklas Lidström
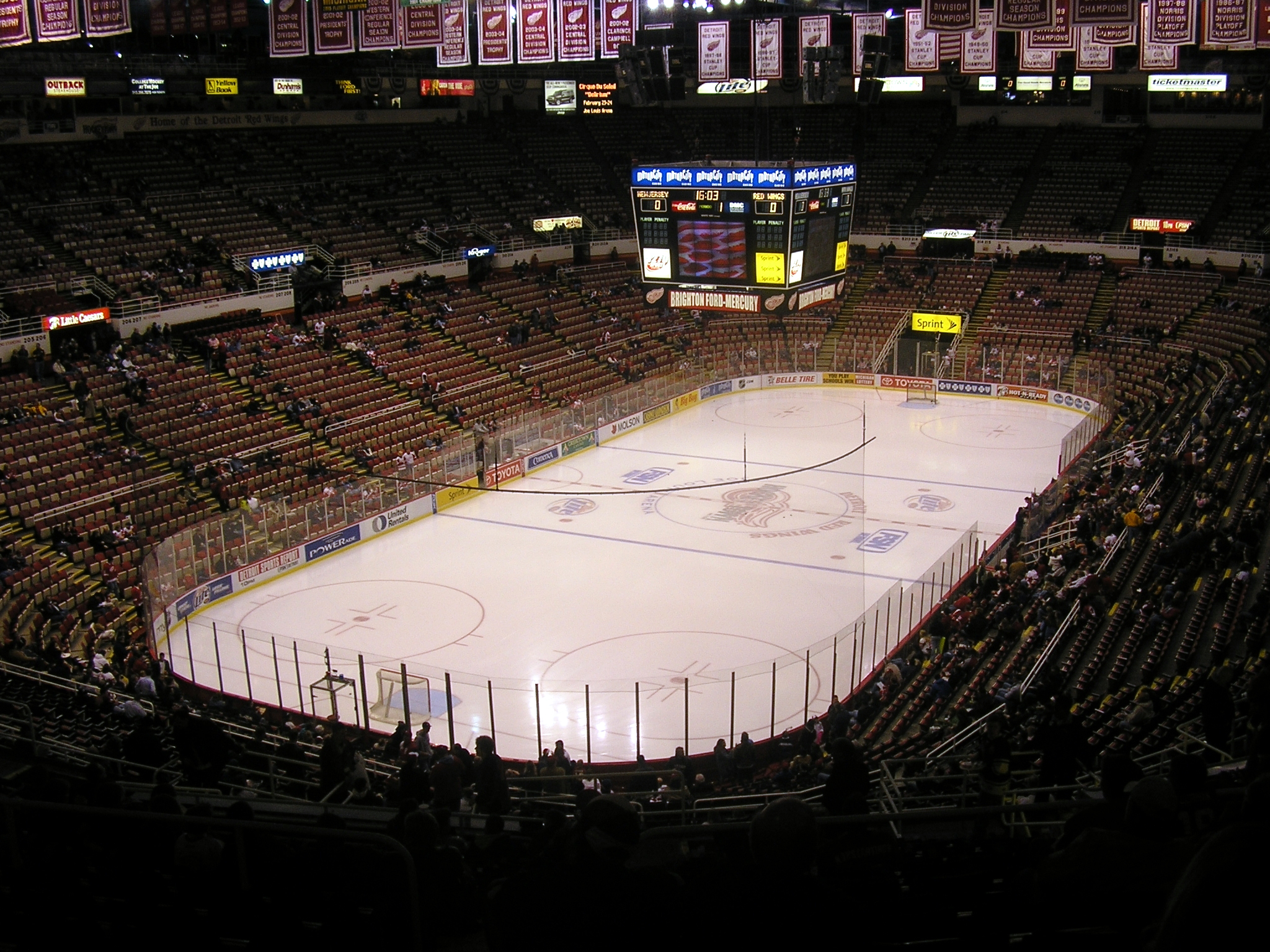
Le Joe Louis Arena, patinoire des Red Wings de 1979 à 2017.
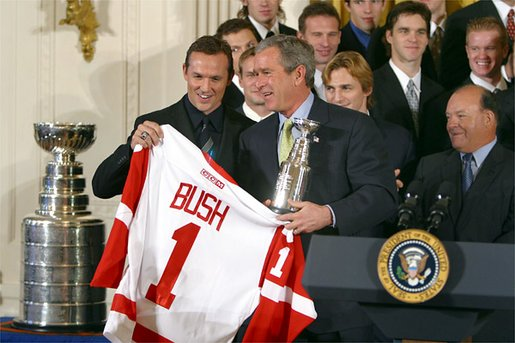
Steve Yzerman à la Maison-Blanche avec George W. Bush en 2002.
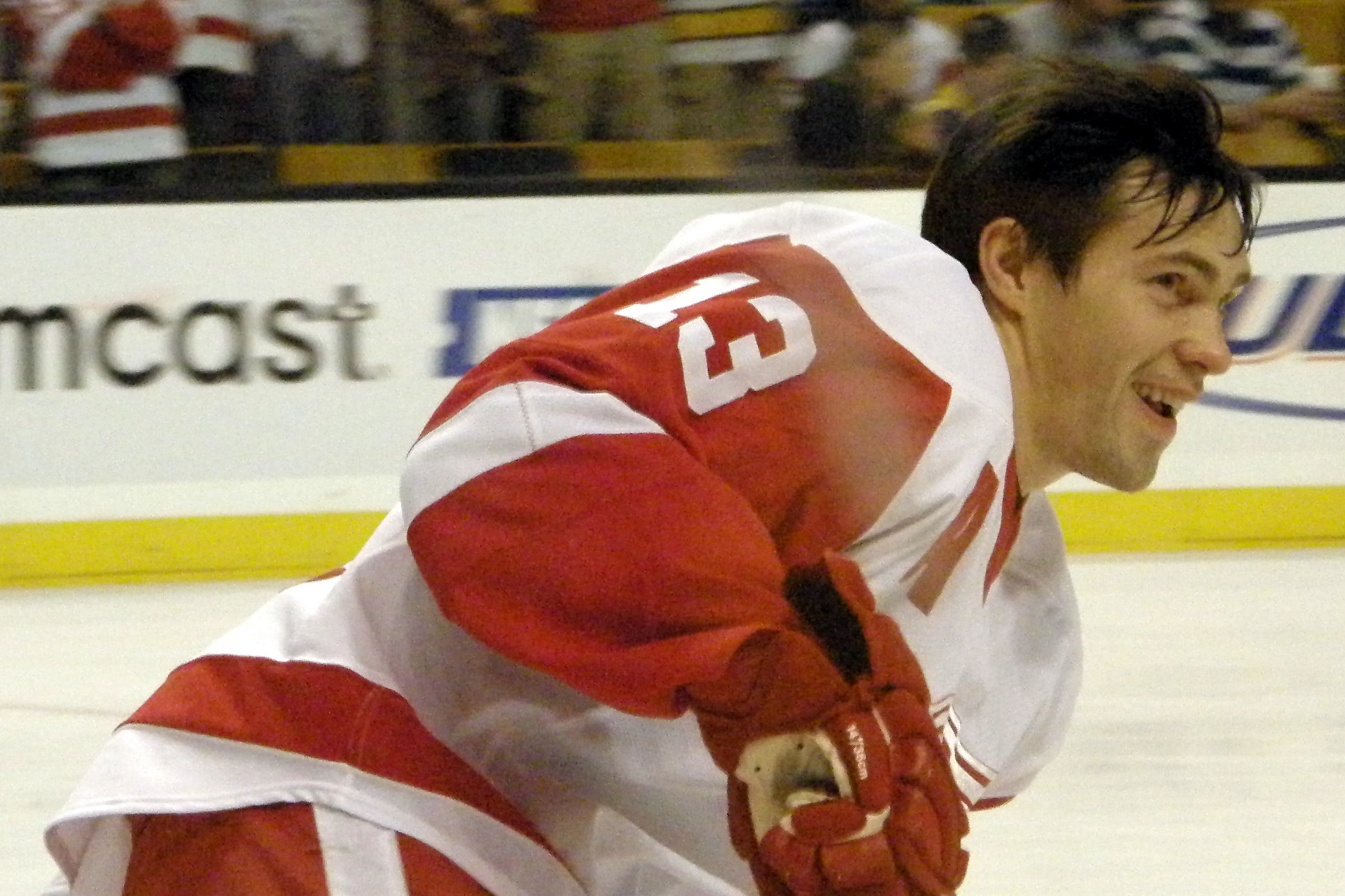
Pavel Datsiouk

#### Panthers de la Floride
Les Panthers de la Floride sont une des deux dernières franchises à rejoindre la LNH avec les Mighty Ducks d'Anaheim lors de l'expansion de la Ligue en 1993. Ils jouent leur première saison en 1993-1994 en étant établis à Sunrise dans l’État de la Floride, États-Unis. Ils apparaissent pour la première fois dans les séries éliminatoires en 1995-1996 mais perdent lors de la Finale de la Coupe Stanley face à l'Avalanche du Colorado.
À leur arrivée à Sunrise, ils jouent leurs matchs à domicile au Miami Arena puis ils jouent depuis la saison 1998-1999 dans le BankAtlantic Center.

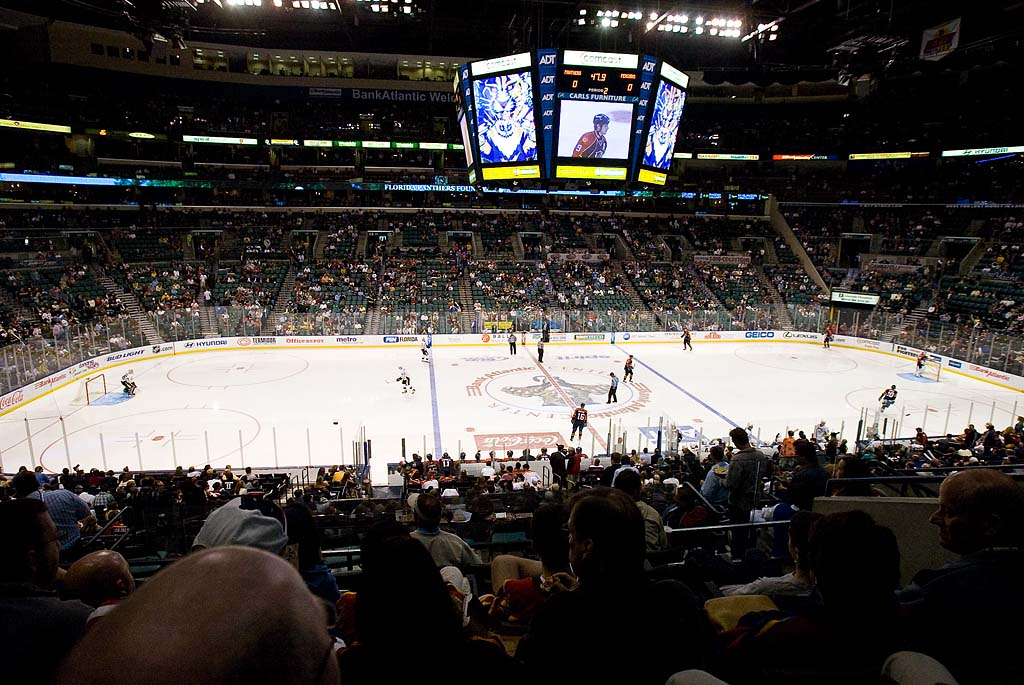
Le BankAtlantic Center
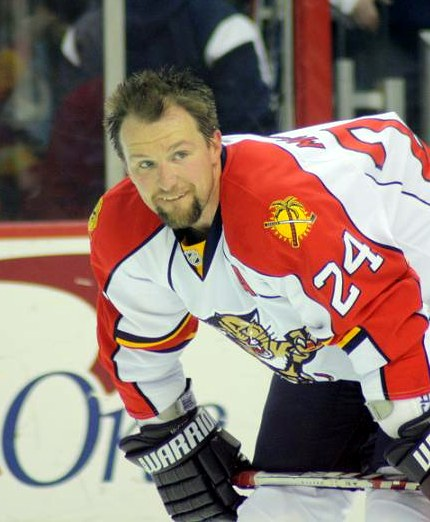
Bryan McCabe capitaine de l'équipe de 2009 jusqu'en 2011

#### Canadiens de Montréal
Les Canadiens de Montréal sont basés à Montréal, métropole du Québec au Canada. Bien que le nom le plus utilisé pour désigner cette équipe soit « les Canadiens de Montréal », son nom officiel est le « Club de hockey Canadien ». L'équipe dispute ses matchs locaux au Centre Bell, anciennement connu sous le nom de Centre Molson jusqu'en 2002. Avant 1996, l'équipe était domiciliée au Forum de Montréal, où elle a reçu ses adversaires pendant sept décennies et remporté 22 de ses 24 Coupes Stanley ; l'équipe est la plus titrée de toute la LNH mais également la plus vieille puisque fondée en 1909. L'équipe fait partie des équipes fondatrices de la ligue avec les Arenas de Toronto, les Sénateurs d'Ottawa et les Wanderers de Montréal et fait également partie des Six équipes originales.
Plus de 700 joueurs ont porté le chandail des Canadiens et près de cinquante sont membres du Temple de la renommée. L'histoire de l'équipe est riche en joueurs historiques et de légende : Howie Morenz, Georges Vézina, Joe Malone, Maurice « Rocket » Richard, Jean Béliveau, Bernard Geoffrion, Jacques Plante, Frank Mahovlich, Saku Koivu ou encore Guy Lafleur, meilleur pointeur de l'histoire de l'équipe.

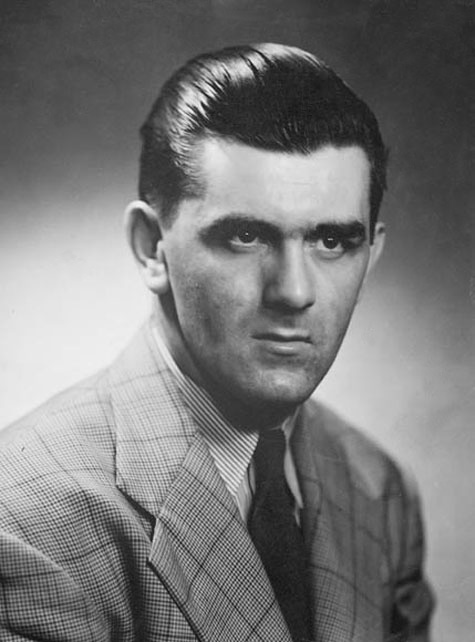
Maurice « Rocket » Richard
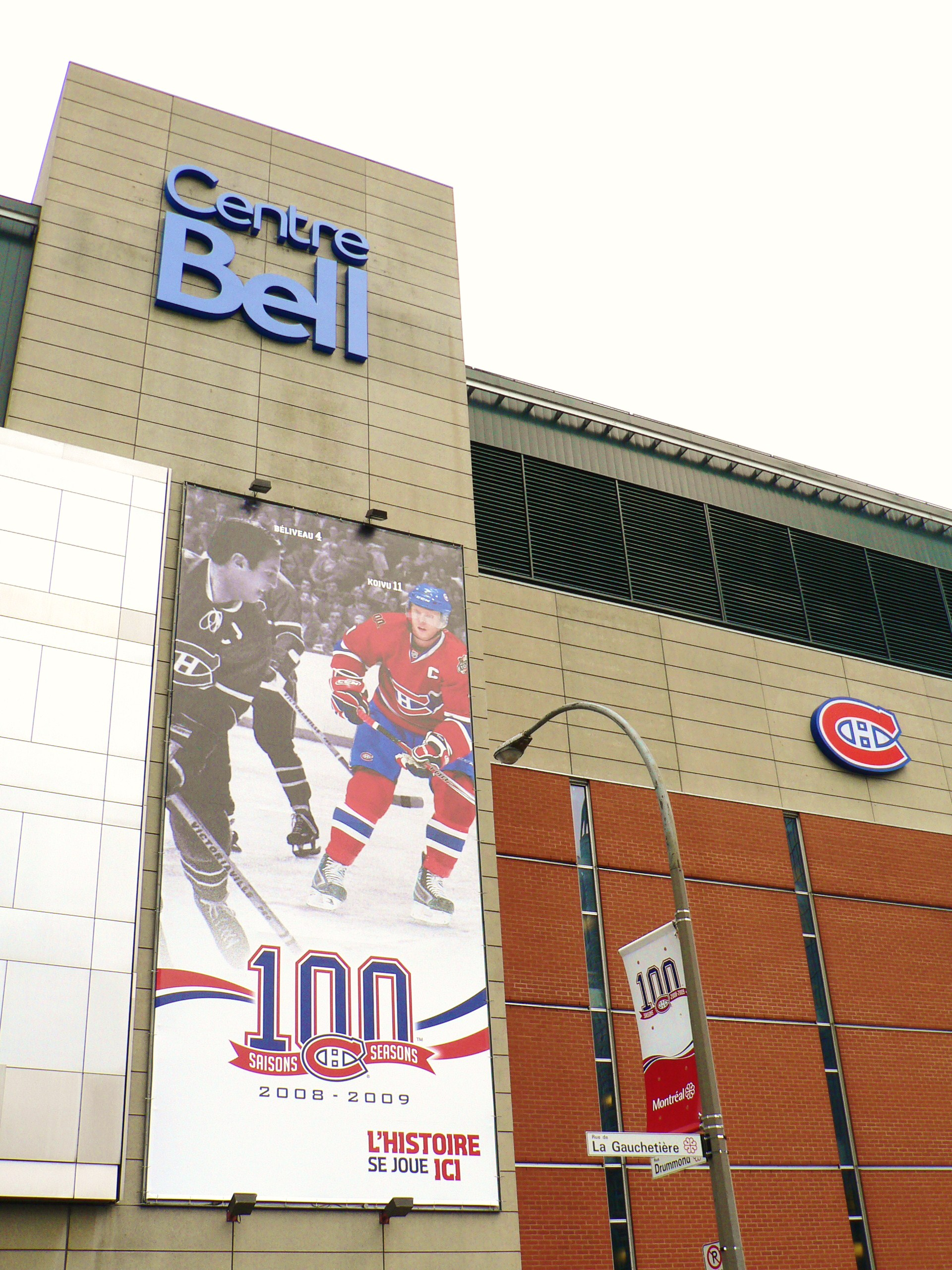
La façade du Centre Bell
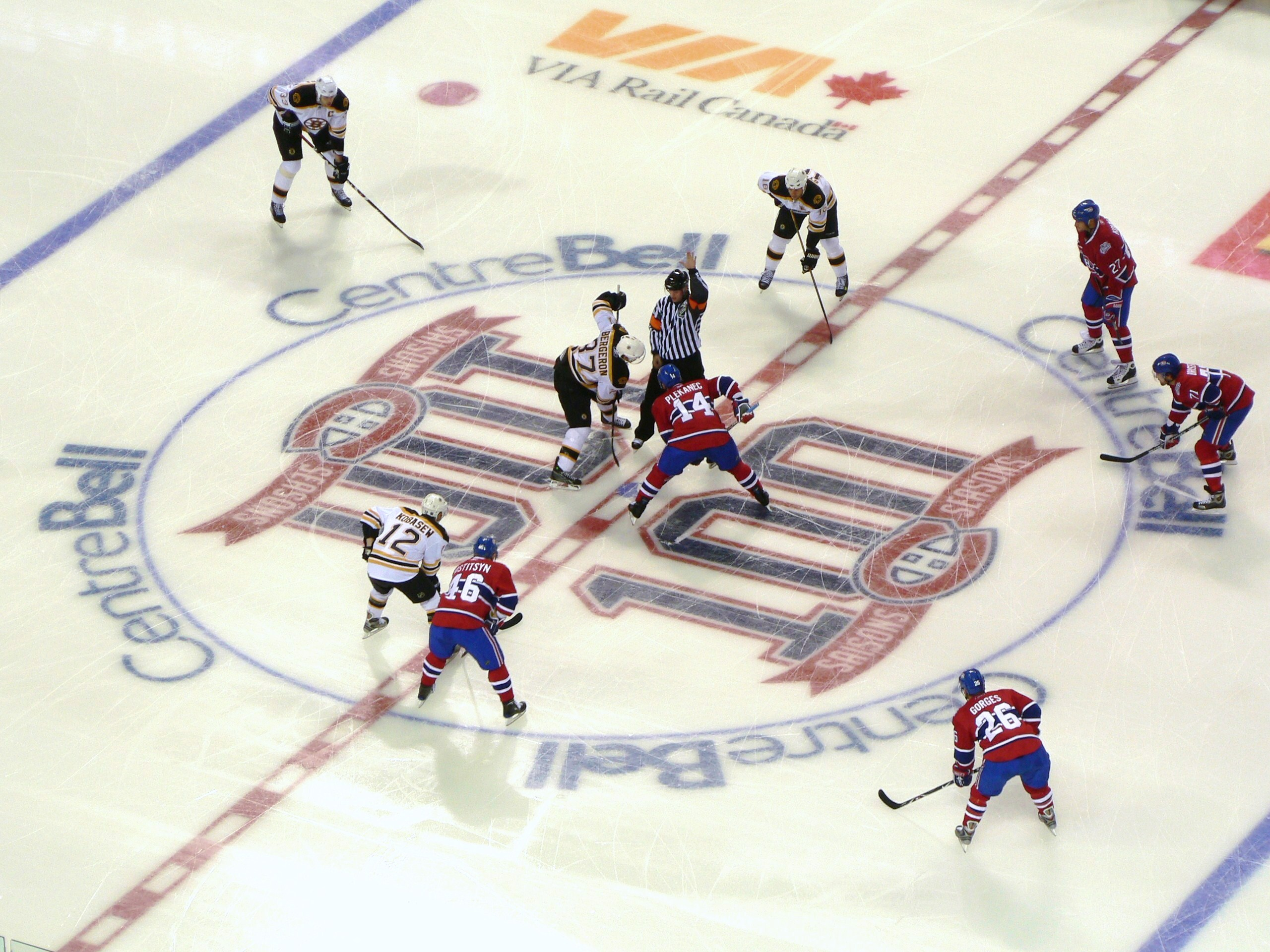
Mise au jeu entre les Canadiens et les Bruins en 2008
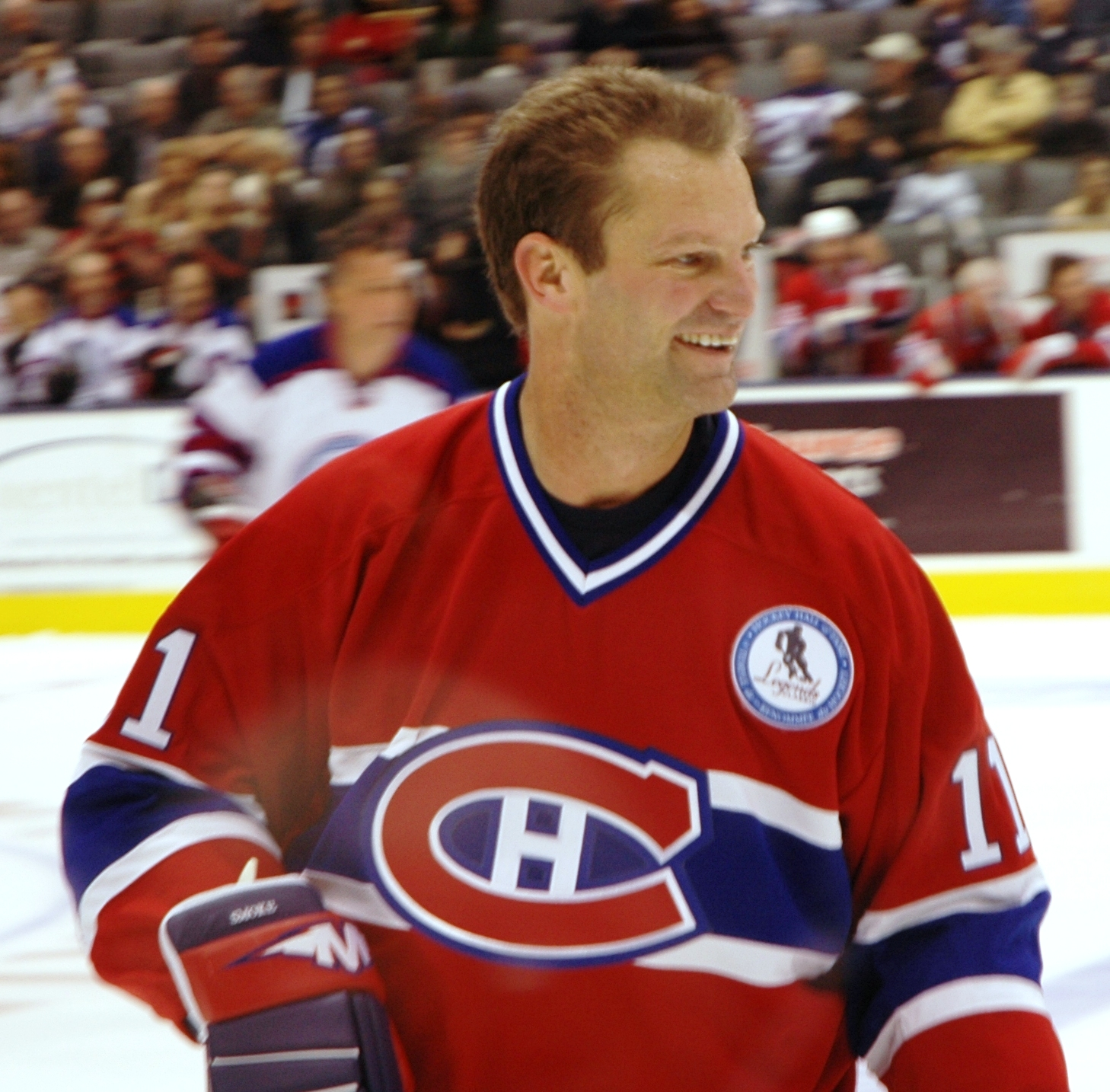
Kirk Muller ancien capitaine de l'équipe et entraîneur adjoint en 2010

#### Sénateurs d'Ottawa
Les Sénateurs d'Ottawa ont été créés en 1990, mais jouent leur première saison en 1992-1993. Ayant un niveau sportif médiocre depuis la première saison, ils font leur première apparition aux séries éliminatoires en 1997. Ils marquent les séries éliminatoires en 2007, en atteignant la finale de la Coupe Stanley mais perdent contre les Ducks d'Anaheim.
À leurs débuts, ils jouent leurs matchs à domicile au Ottawa Civic Centre pendant quatre saisons puis jouent présentement dans le Centre Canadian Tire depuis 1996. Les meilleurs joueurs de l'histoire de l'équipe sont Alekseï Iachine, Marián Hossa, Dany Heatley, Mike Fisher, Chris Phillips, Wade Redden, Radek Bonk, Shawn McEachern, Jason Spezza ou encore Daniel Alfredsson, le meilleur pointeur de l'équipe. Ce dernier a été le premier joueur des Sénateurs à atteindre les 1000 points le 22 octobre 2010, devenant ainsi le 75e joueur de l'histoire de la LNH à marquer 1000 points.

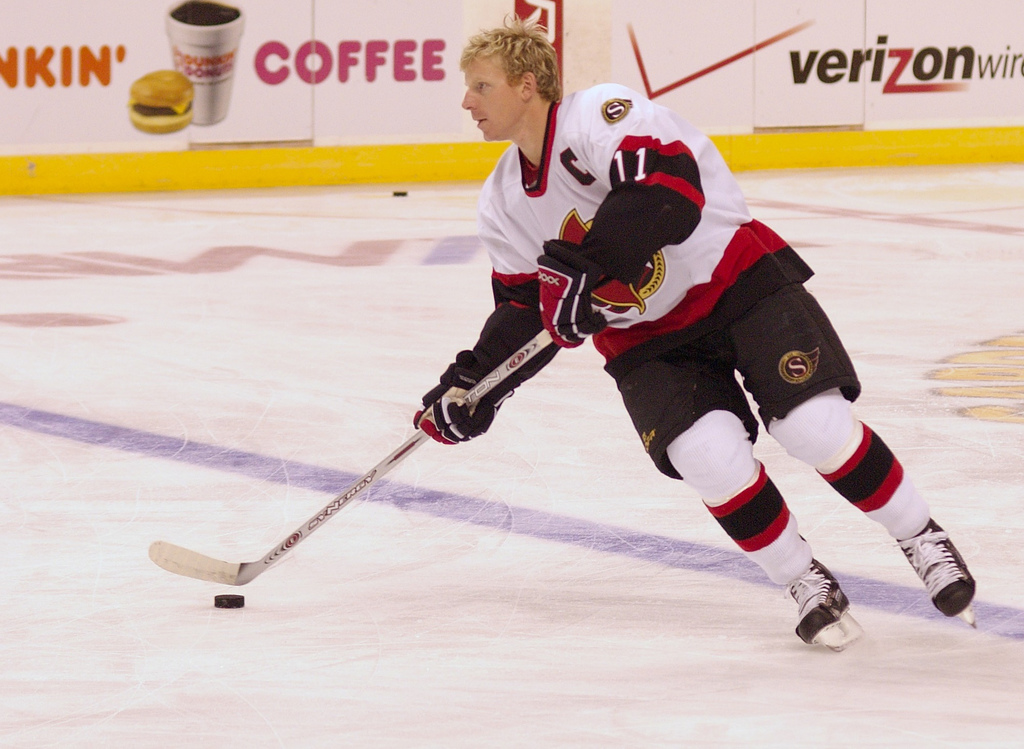
Daniel Alfredsson
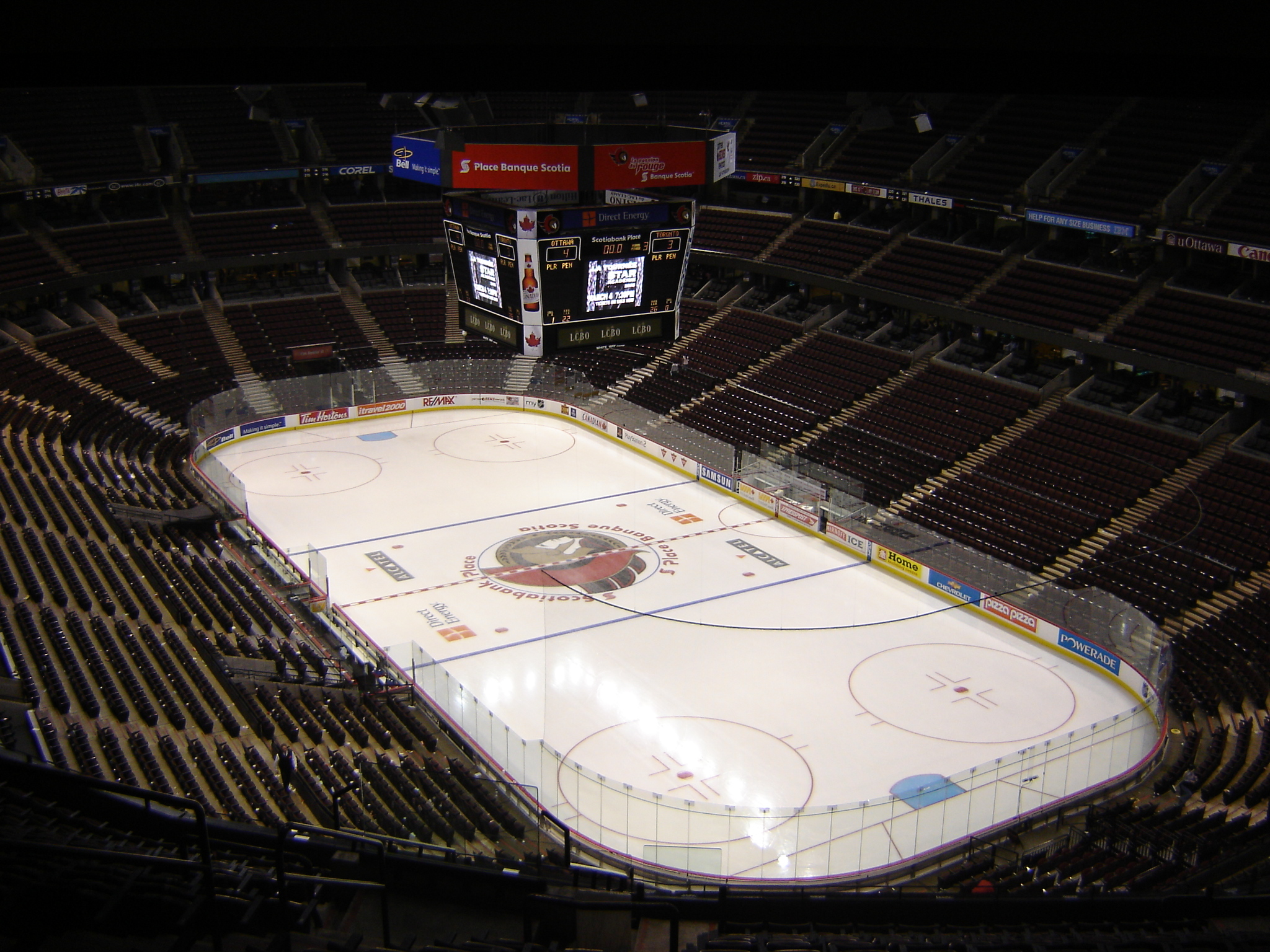
Le Centre Canadian Tire
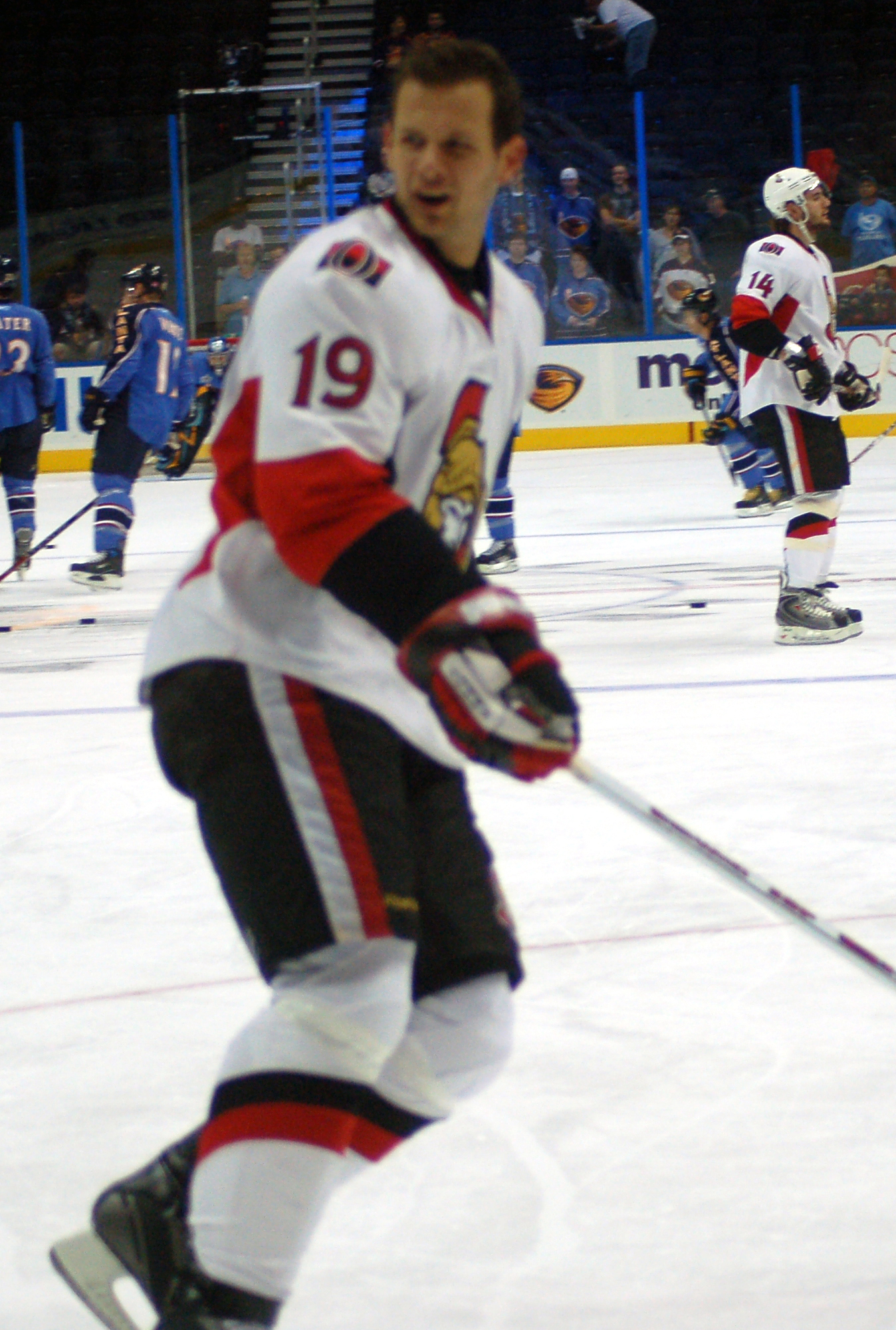
Jason Spezza
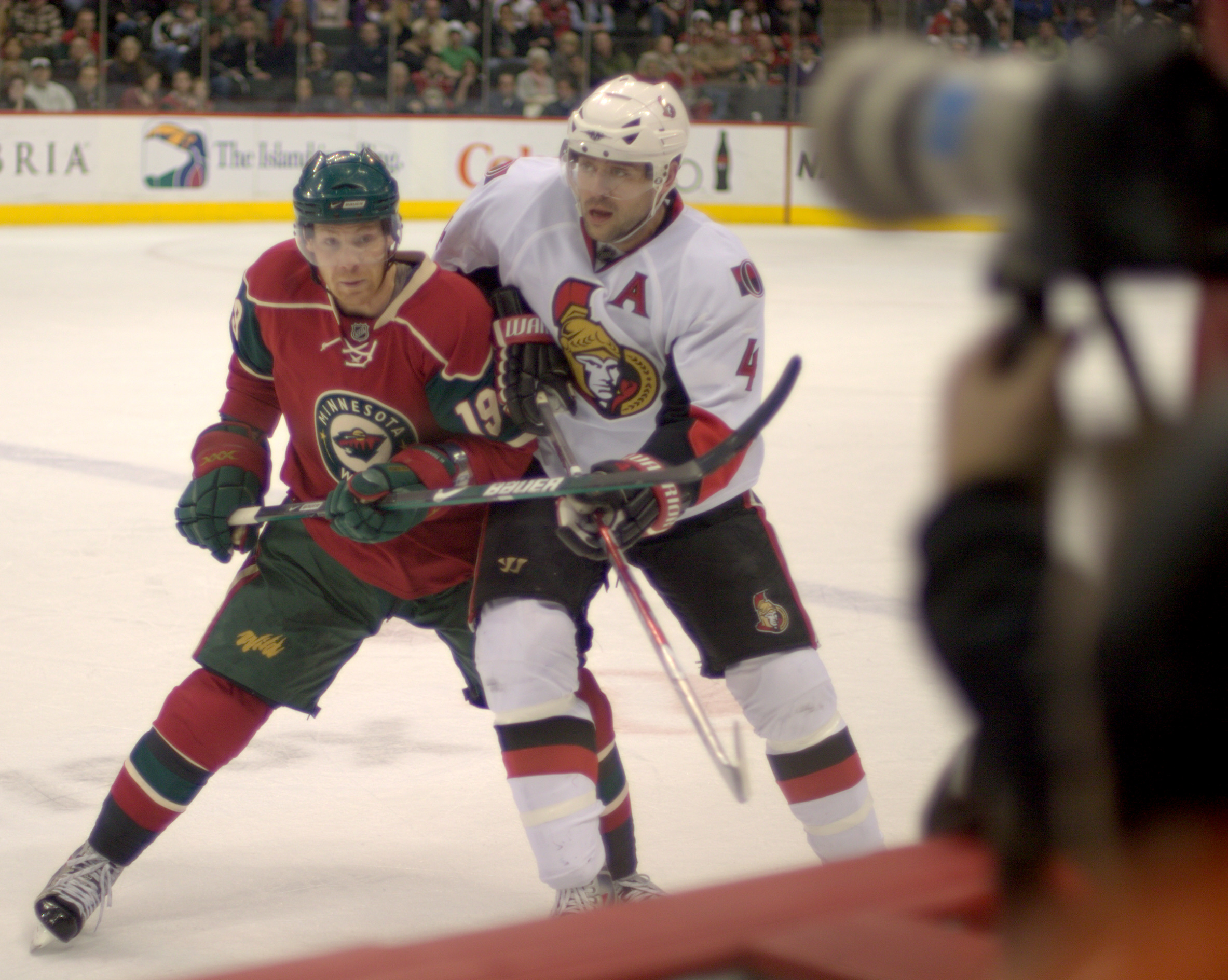
Chris Phillips, assistant-capitaine en 2010

#### Lightning de Tampa Bay
Le Lightning de Tampa Bay rejoint la LNH depuis la saison 1992-1993 avec les Sénateurs d'Ottawa. Situé à Tampa dans la Floride, le Lightning joue leurs matchs à domicile au Expo Hall pendant seulement une saison, ensuite ils ont joué trois saisons au Tropicana Field puis ils jouent depuis 1996 au Amalie Arena. Le Lightning a gagné la Coupe Stanley en 2004 contre les Flames de Calgary et en 2020 contre les Stars de Dallas.

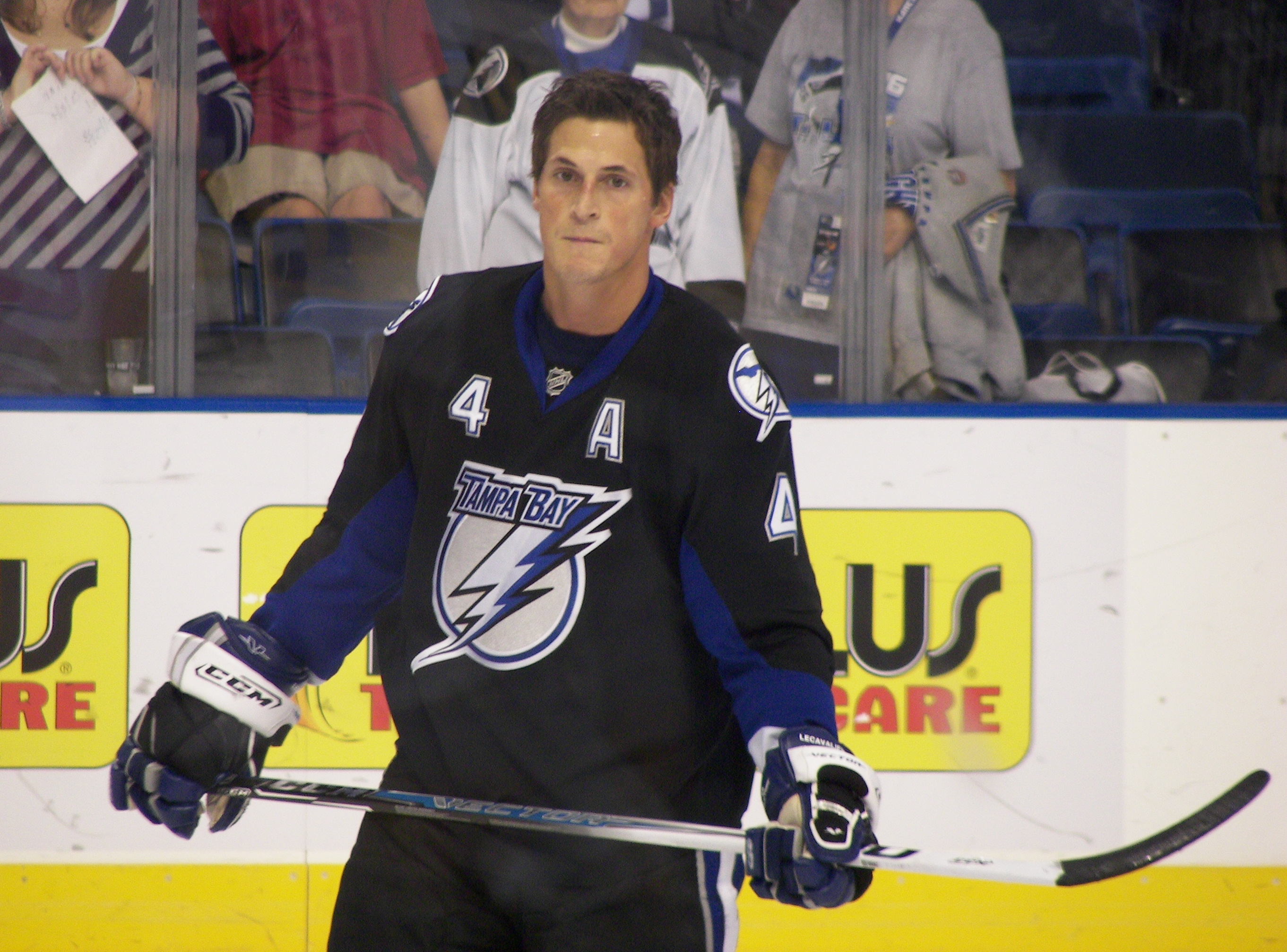
Vincent Lecavalier
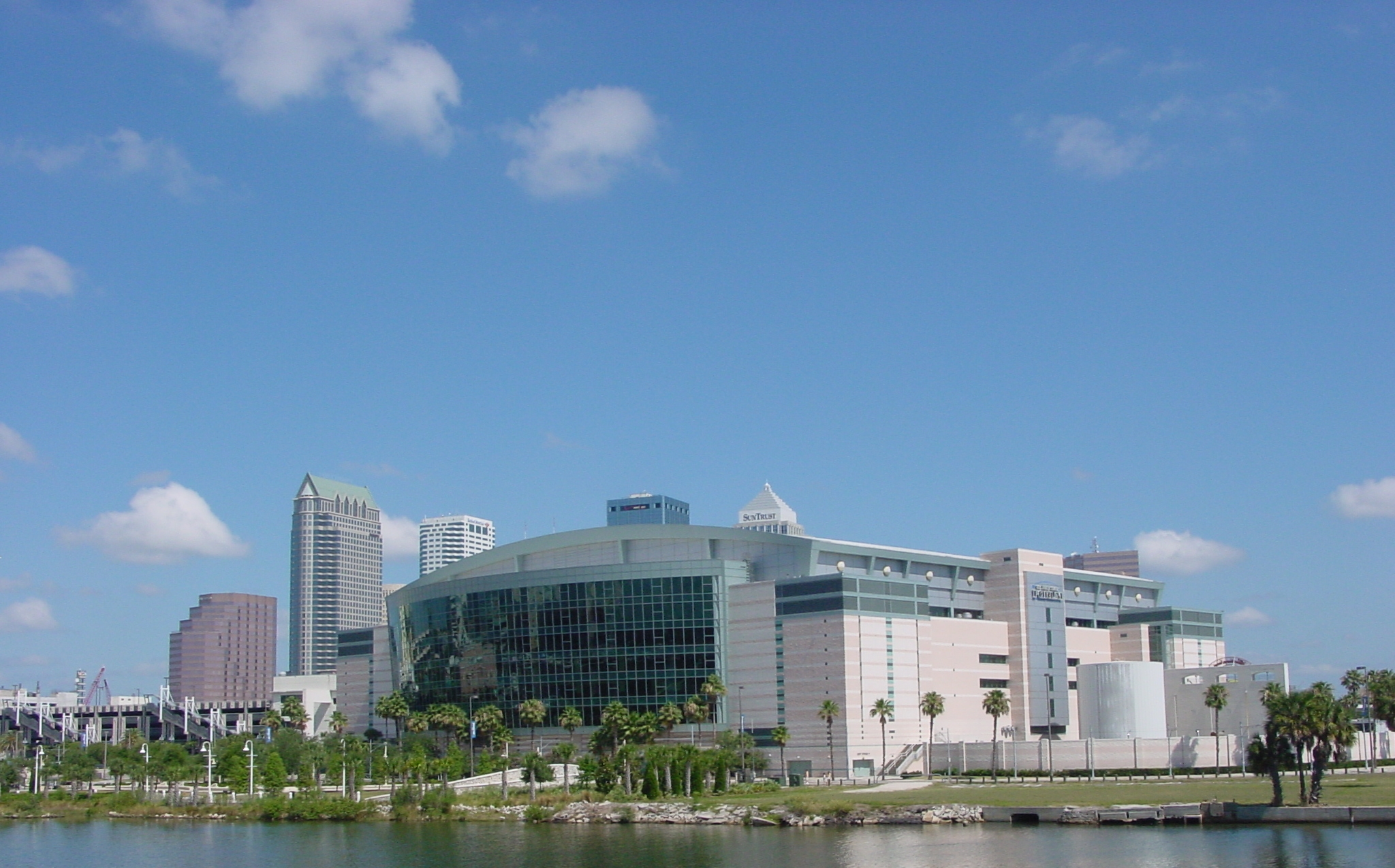
Le Amalie Arena
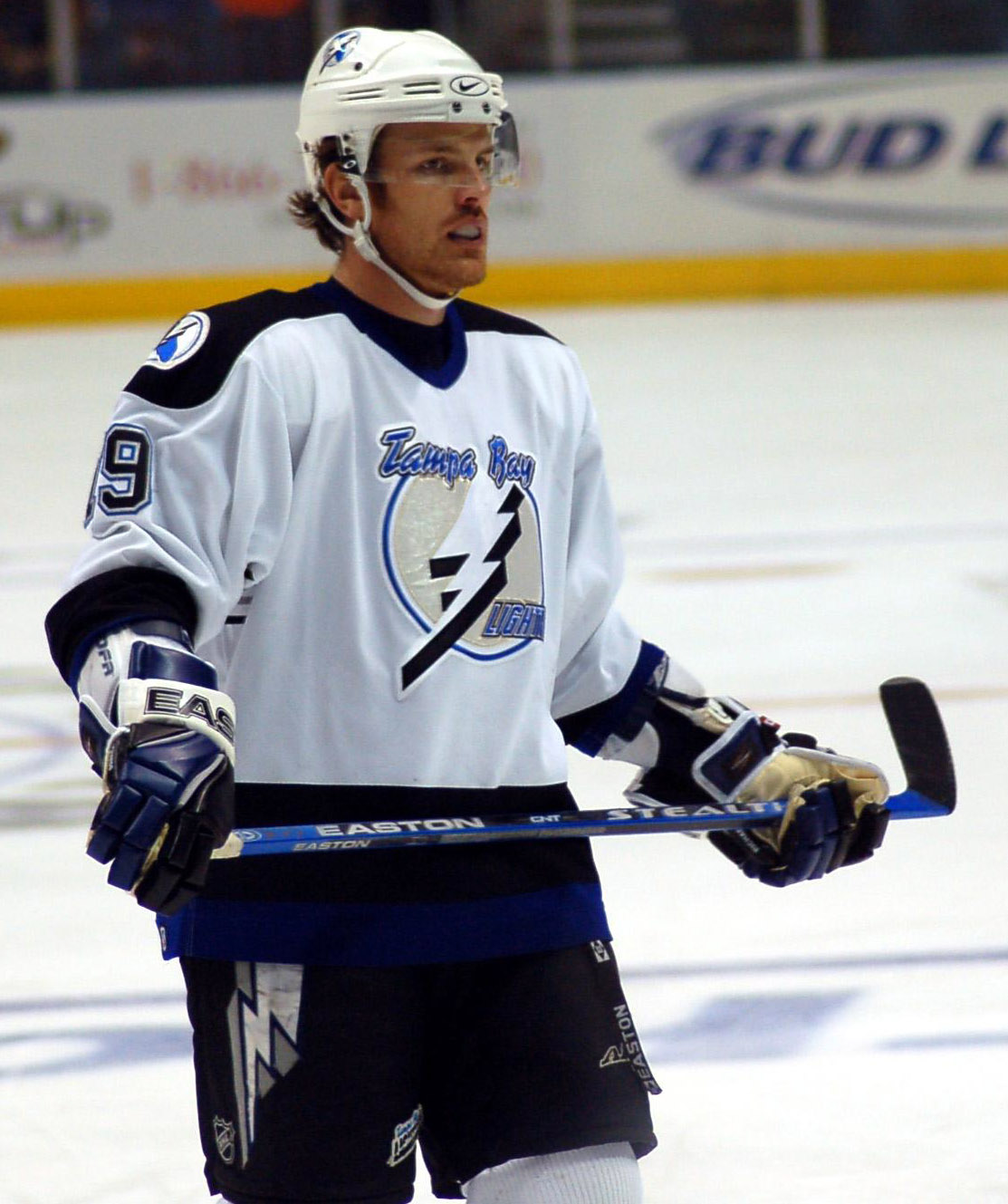
Brad Richards, récipiendaire du trophée Conn-Smythe en 2004
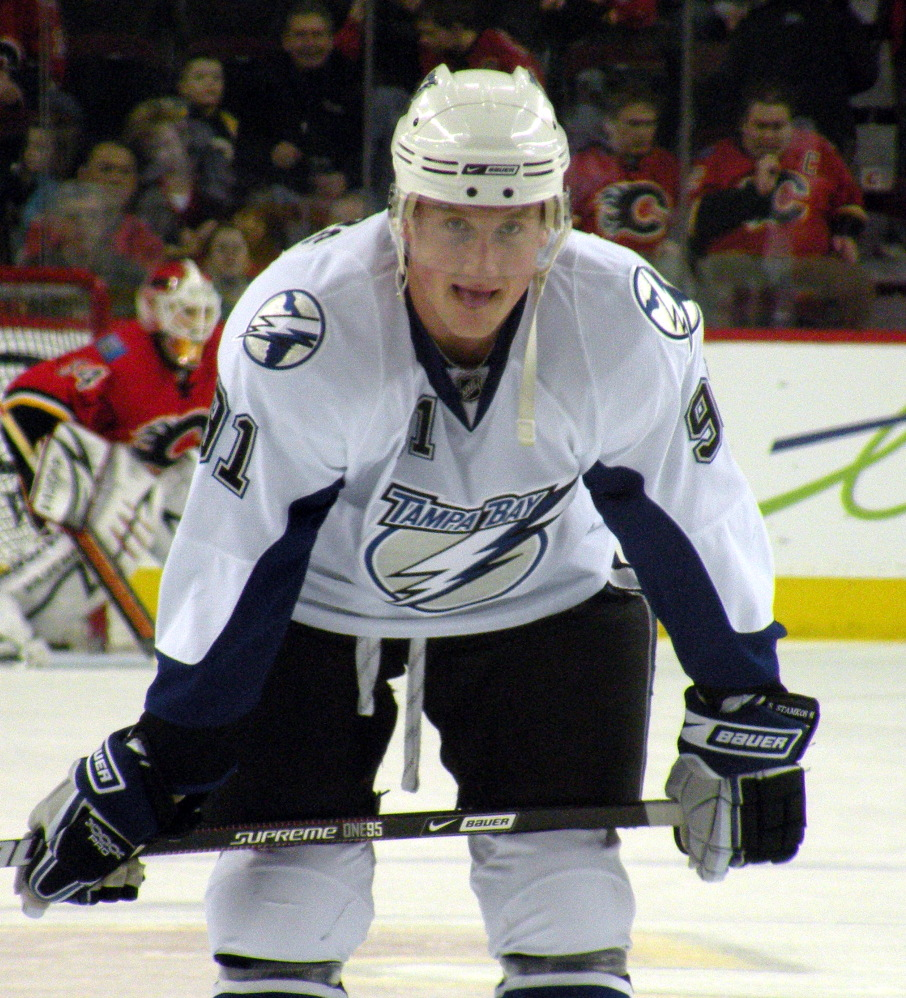
Steven Stamkos

#### Maple Leafs de Toronto
Fondée en 1917, les Maple Leafs de Toronto sont une des « six équipes originales » en compagnie des Canadiens de Montréal, des Bruins de Boston, des Red Wings de Détroit, des Rangers de New York et des Blackhawks de Chicago. Par le passé, l'équipe a porté les noms d'Arenas de Toronto de 1917 à 1919 puis de Saint-Patricks de Toronto de 1919 à 1926.
Les Maple Leafs ont remporté treize Coupes Stanley dans leur histoire et jouent leurs matches à domicile au Centre Air Canada, à Toronto.

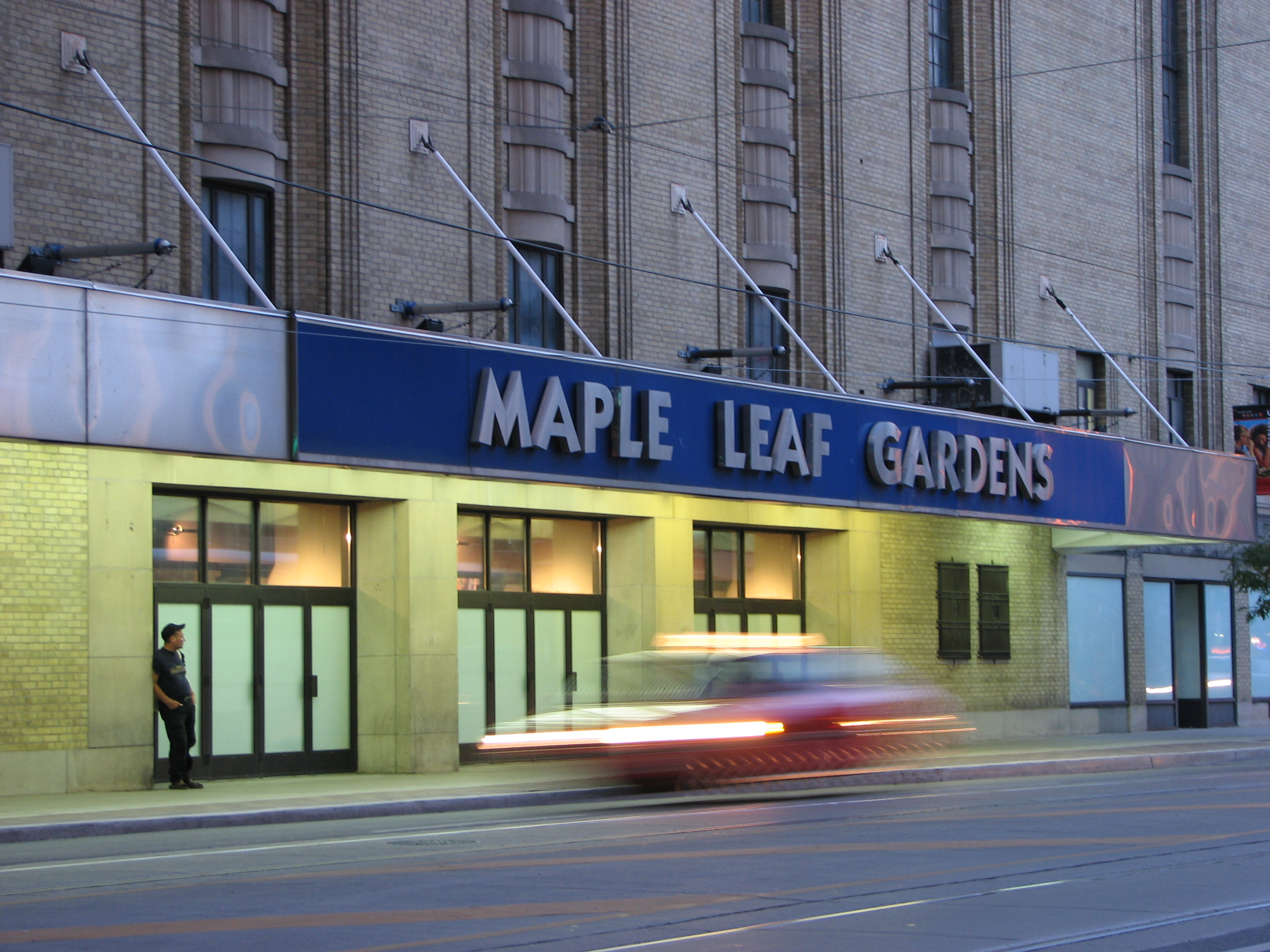
Le Maple Leaf Gardens, l'ancien domicile des Maple Leafs
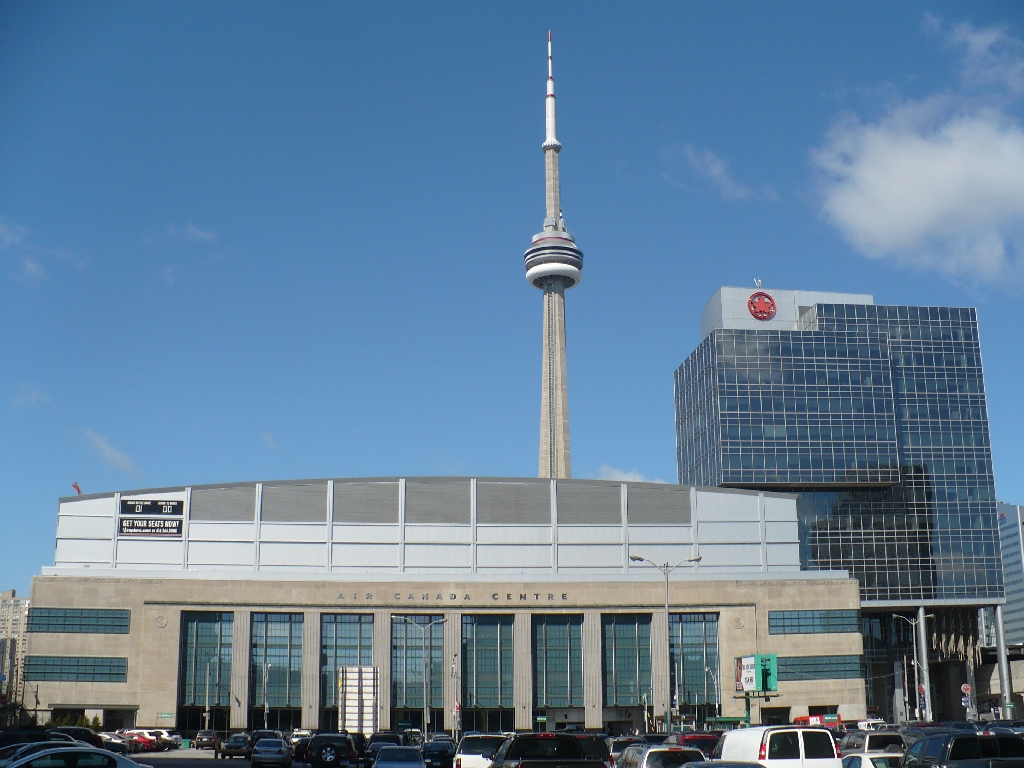
Le Centre Air Canada, le stade actuel

### Division Métropolitaine

#### Hurricanes de la Caroline
Les Hurricanes de la Caroline sont la continuité des Whalers de Hartford, qui joue jusqu'en 1997 pour déménager à Raleigh, en Caroline du Nord. Après une finale perdue en 2002, ils gagnent leur première Coupe Stanley en 2006 contre les Oilers d'Edmonton.
Depuis leur arrivée à Raleigh, ils jouent leurs matchs à domicile au Greensboro Coliseum jusqu'en 1999 où ils vont jouer au PNC Arena. Depuis l'arrivée à Raleigh, les meilleurs joueurs des Hurricanes sont Ron Francis, Glen Wesley, Jeff O'Neill, Rod Brind'Amour, Cam Ward ou encore Eric Staal, qui est devenu capitaine depuis janvier 2010.

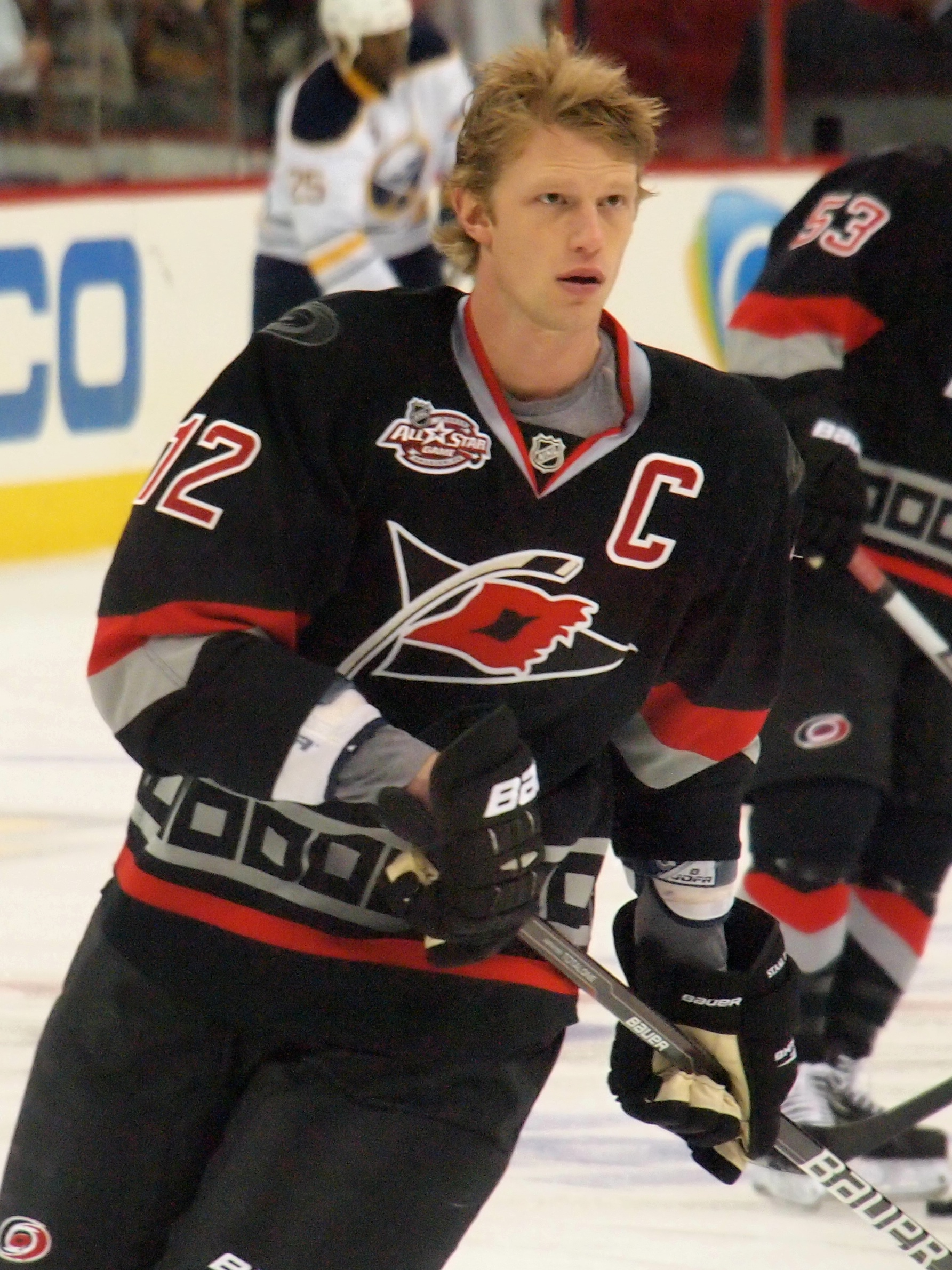
Eric Staal
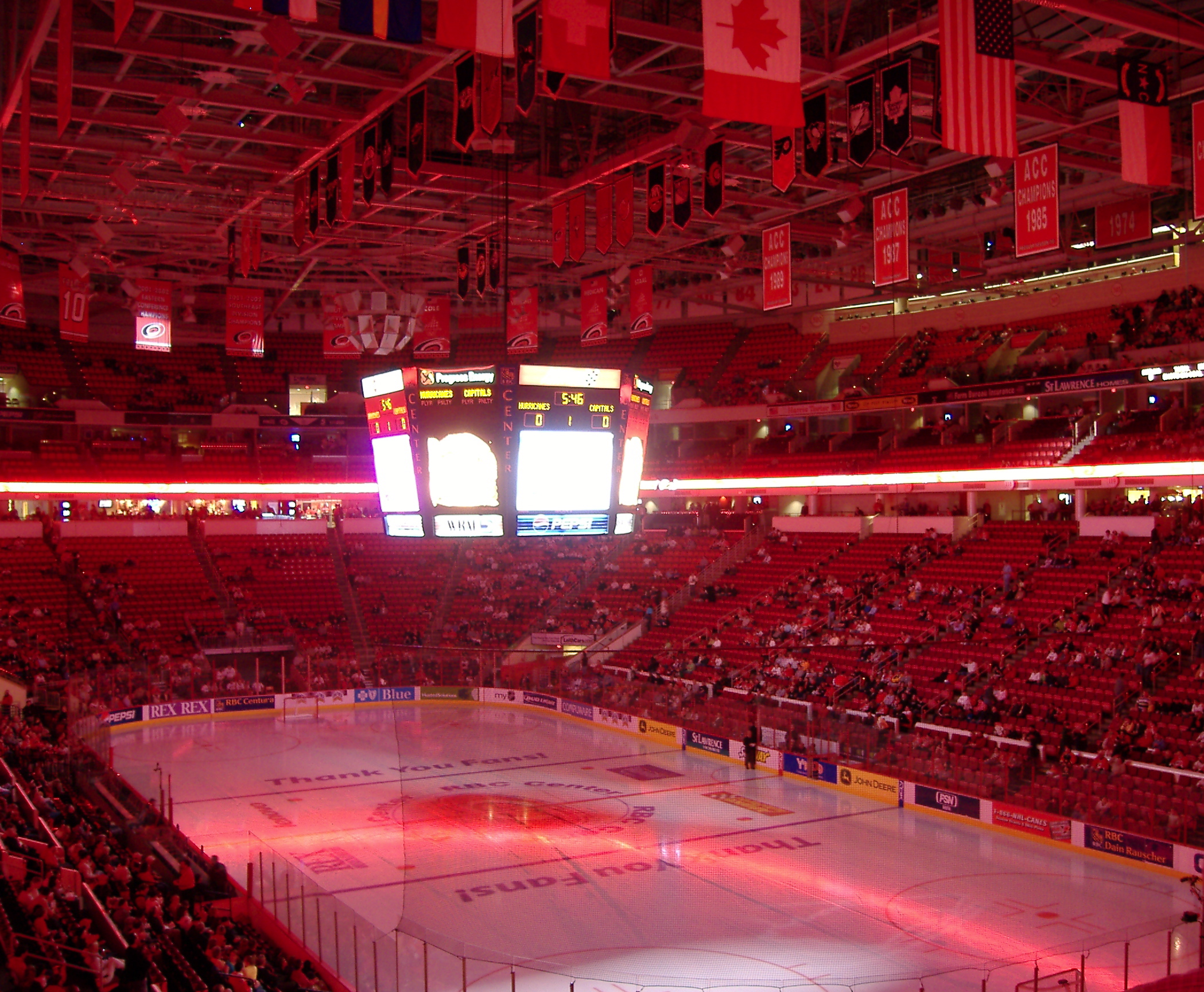
Le PNC Arena
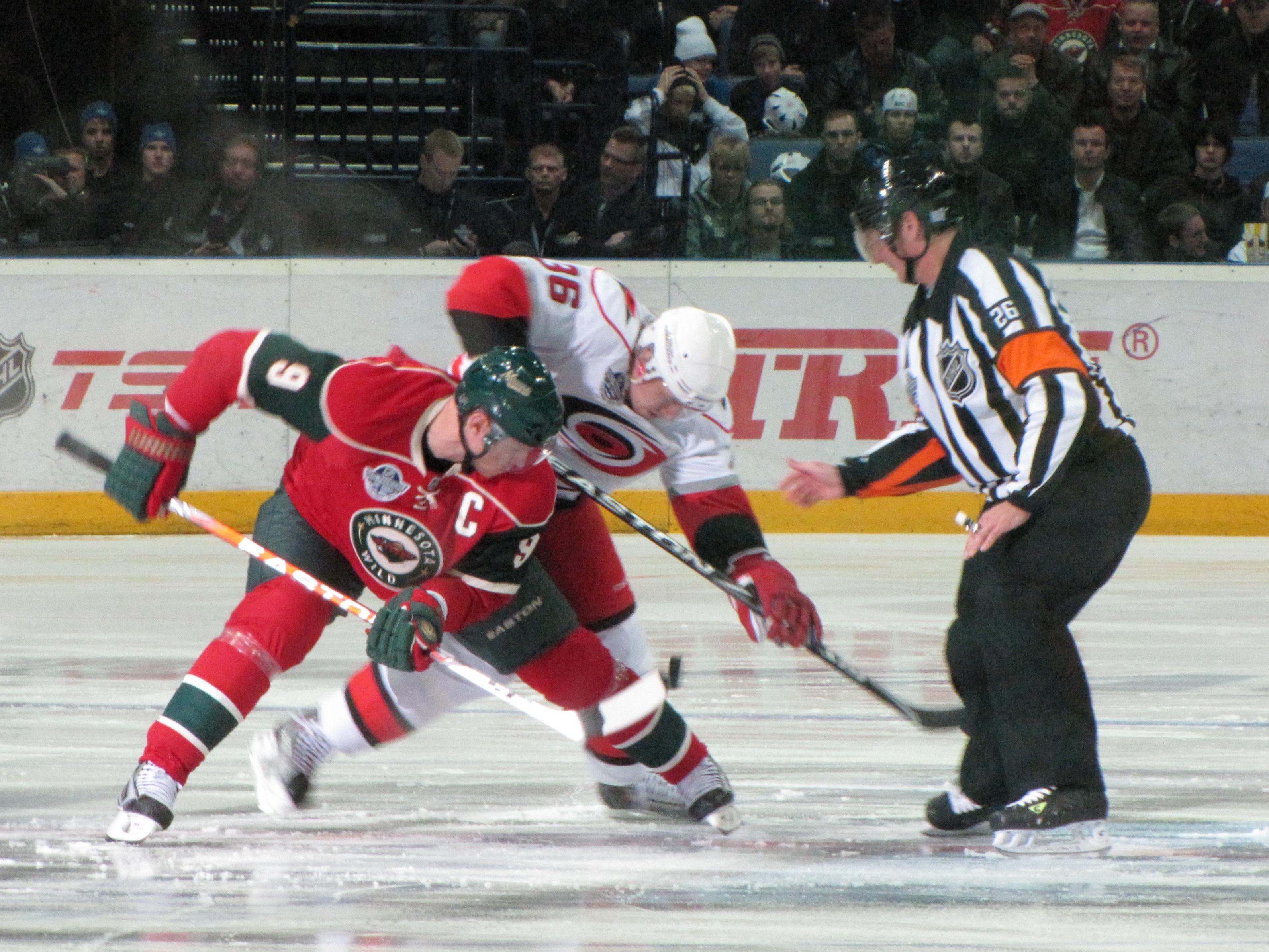
Engagement lors du premier match de la saison 2010-2011
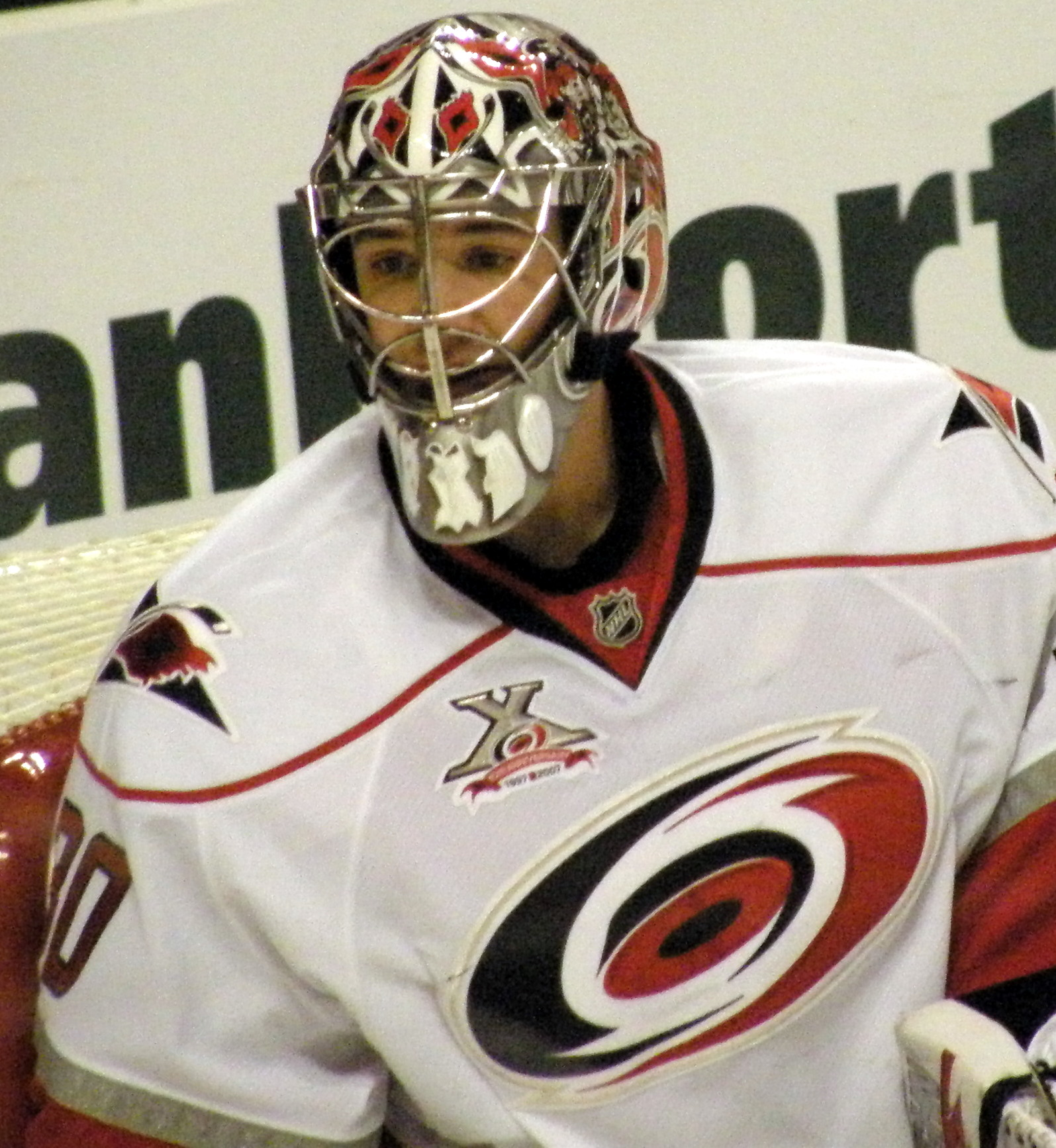
Cam Ward

#### Blue Jackets de Columbus
Les Blue Jackets de Columbus sont une des deux dernières franchises à rejoindre la LNH avec le Wild du Minnesota. Ils jouent leur première saison en 2000-2001 en étant établis à Columbus dans l'Ohio. Ils apparaissent pour la première fois dans les séries éliminatoires en 2008-2009 mais perdent lors de la première ronde. Ils jouent leurs matchs à domicile au Nationwide Arena, depuis leur première saison.

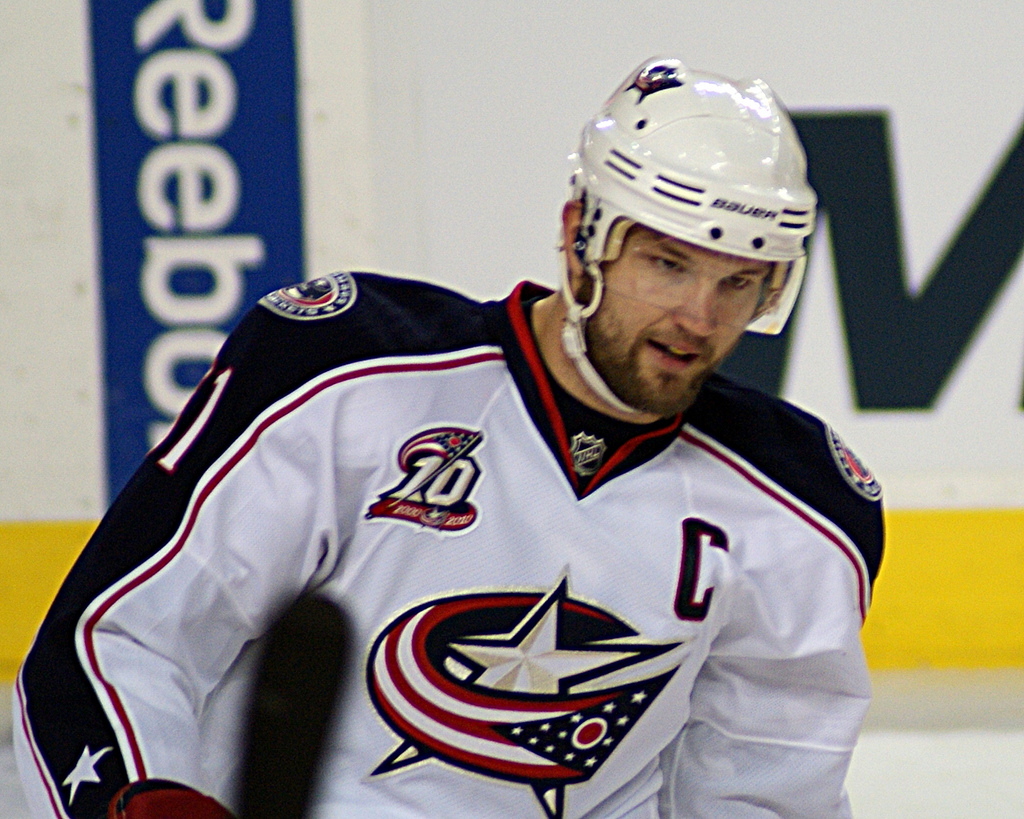
Rick Nash, l'ancien capitaine des Blue Jackets
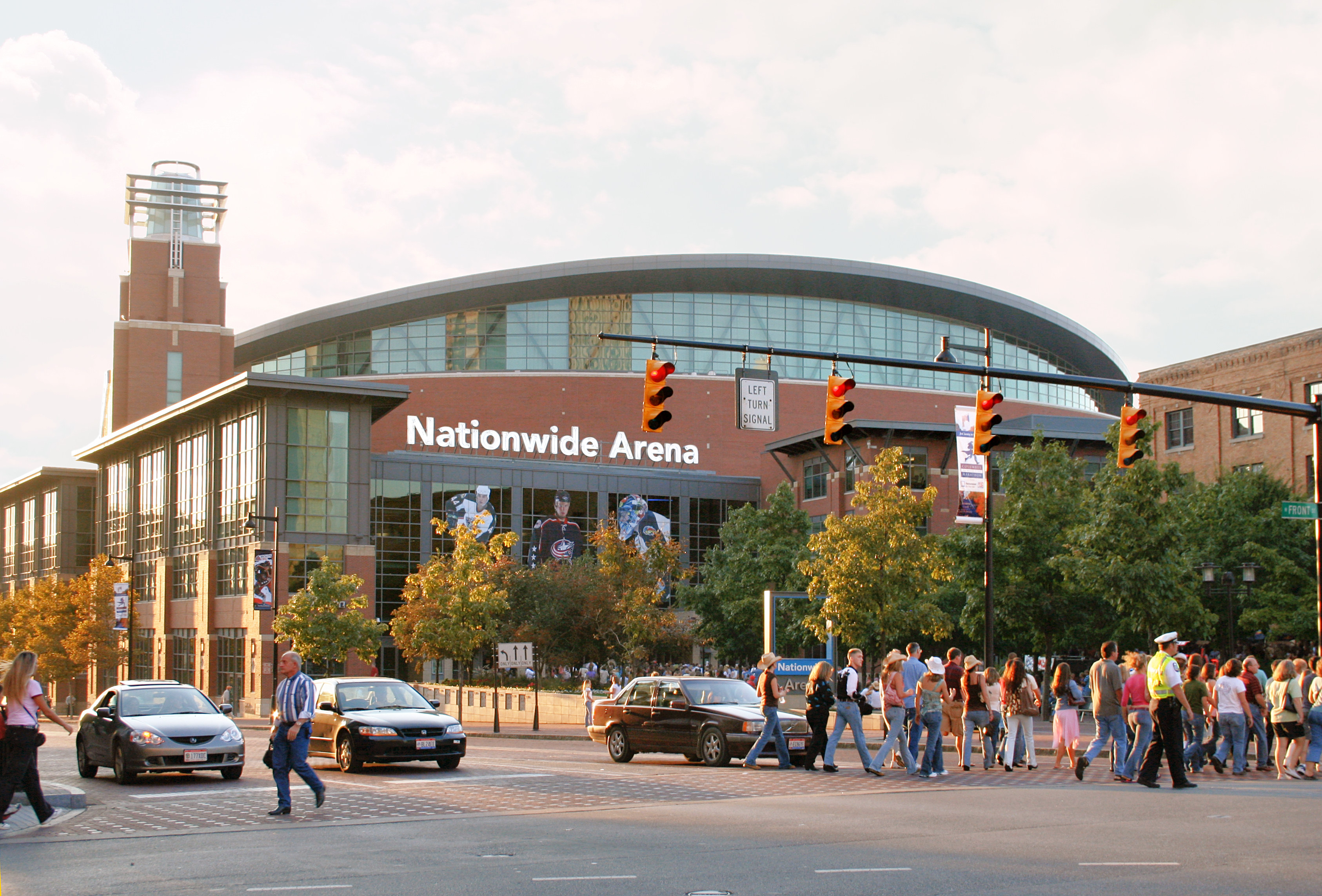
Le Nationwide Arena
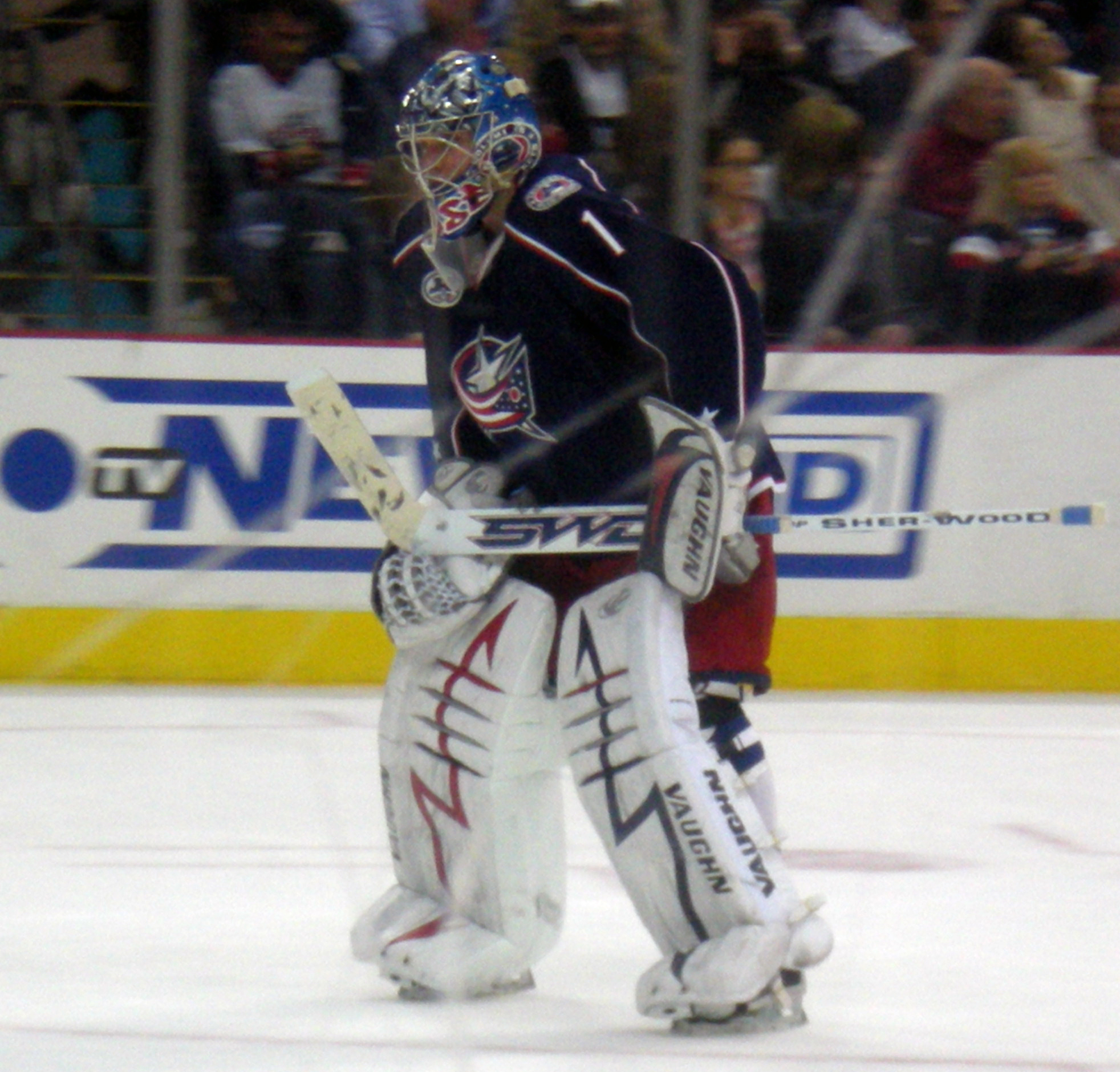
Steve Mason
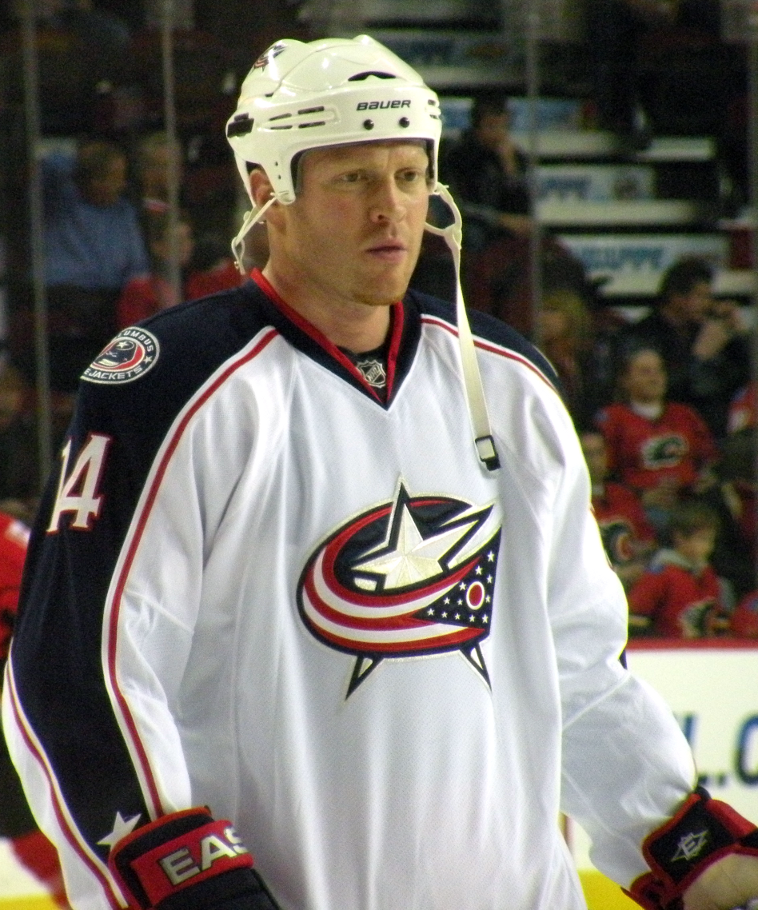
Raffi Torres

#### Devils du New Jersey
Les Devils du New Jersey sont basés à Newark dans le New Jersey. La franchise est créée à Kansas City dans le Missouri en 1974 en tant que Scouts de Kansas City puis elle a déménagé vers Denver dans le Colorado après seulement deux saisons, pour devenir les Rockies du Colorado. En 1982-1983, la franchise change une nouvelle fois et rejoint le New Jersey. Sous la direction du directeur général Lou Lamoriello, les Devils décrochent régulièrement une place en séries éliminatoires. Ils remportent la Coupe Stanley en 1994-1995, en 1999-2000 et enfin en 2002-2003.
Depuis leur arrivée dans le New Jersey, les Devils jouent leurs matchs à domicile dans la patinoire du Continental Airlines Arena mais depuis octobre 2007, l'équipe joue à domicile au Prudential Center. Depuis les débuts de la franchise, les meilleurs joueurs de l'équipe se nomment Patrik Eliáš, Kirk Muller, Scott Niedermayer, Bobby Holik, Ken Daneyko, Scott Stevens ou encore John MacLean, entraîneur de l'équipe en 2010. Dans les buts, Martin Brodeur était le gardien numéro un de l'équipe depuis la saison 1993-1994,.

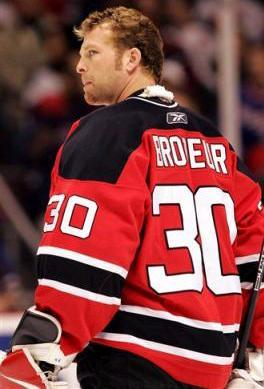
Martin Brodeur, l'ancien gardien-vedette des Devils
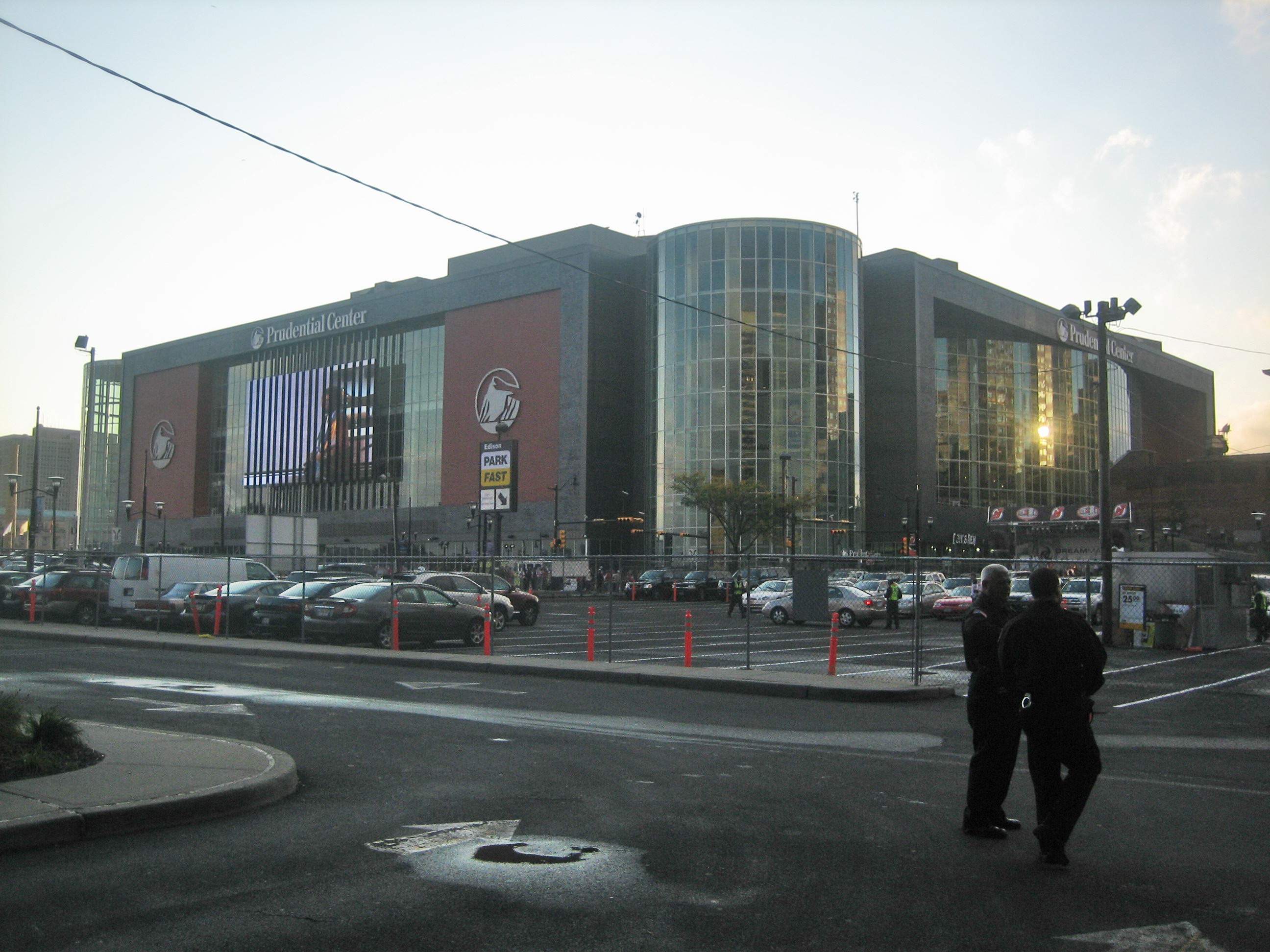
Le Prudential Center
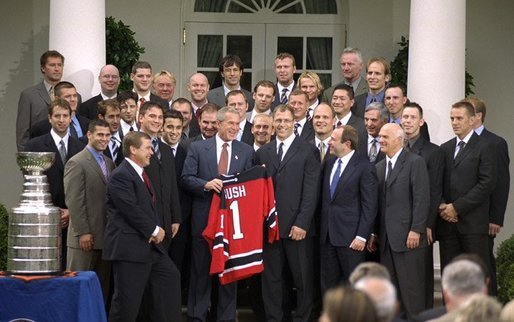
L'équipe championne en 2003 avec George W. Bush
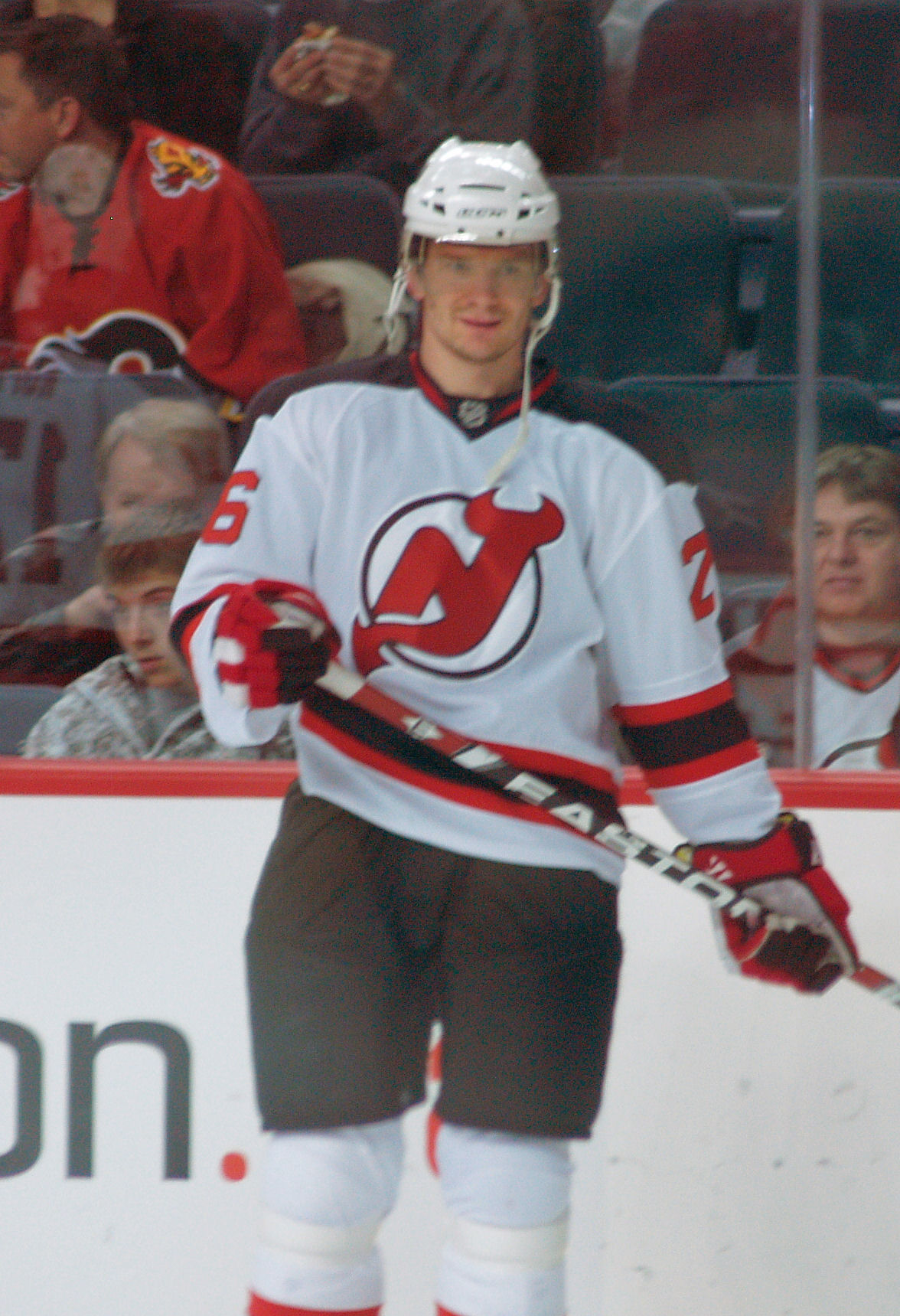
Patrik Eliáš, meilleur pointeur de l'équipe

#### Islanders de New York
Les Islanders de New York sont basés dans le Queens dans l'État de New York. La franchise est créée en 1972-1973 afin de contrer l'avancée de l'Association mondiale de hockey ; ils évoluent dans la salle de l'UBS Arena. Médiocres à leur création, les Islanders remportent quatre Coupes Stanley consécutives en 1980, 1981, 1982, 1983 avant de perdre la saison suivante contre les Oilers d'Edmonton. Cette équipe du début des années 1980 est reconnue officiellement comme l'une des neuf dynasties de l'histoire de la LNH.
Huit anciens membres de l'organisation font partie du Temple de la renommée du hockey dont sept faisant partie de la dynastie des années 1980 : Al Arbour, Mike Bossy, Clark Gillies, Denis Potvin, Billy Smith, Bill Torrey et Bryan Trottier, ce dernier étant le meilleur pointeur de l'histoire du club. Pat LaFontaine est le dernier membre de l'équipe admis, honoré en 2003.

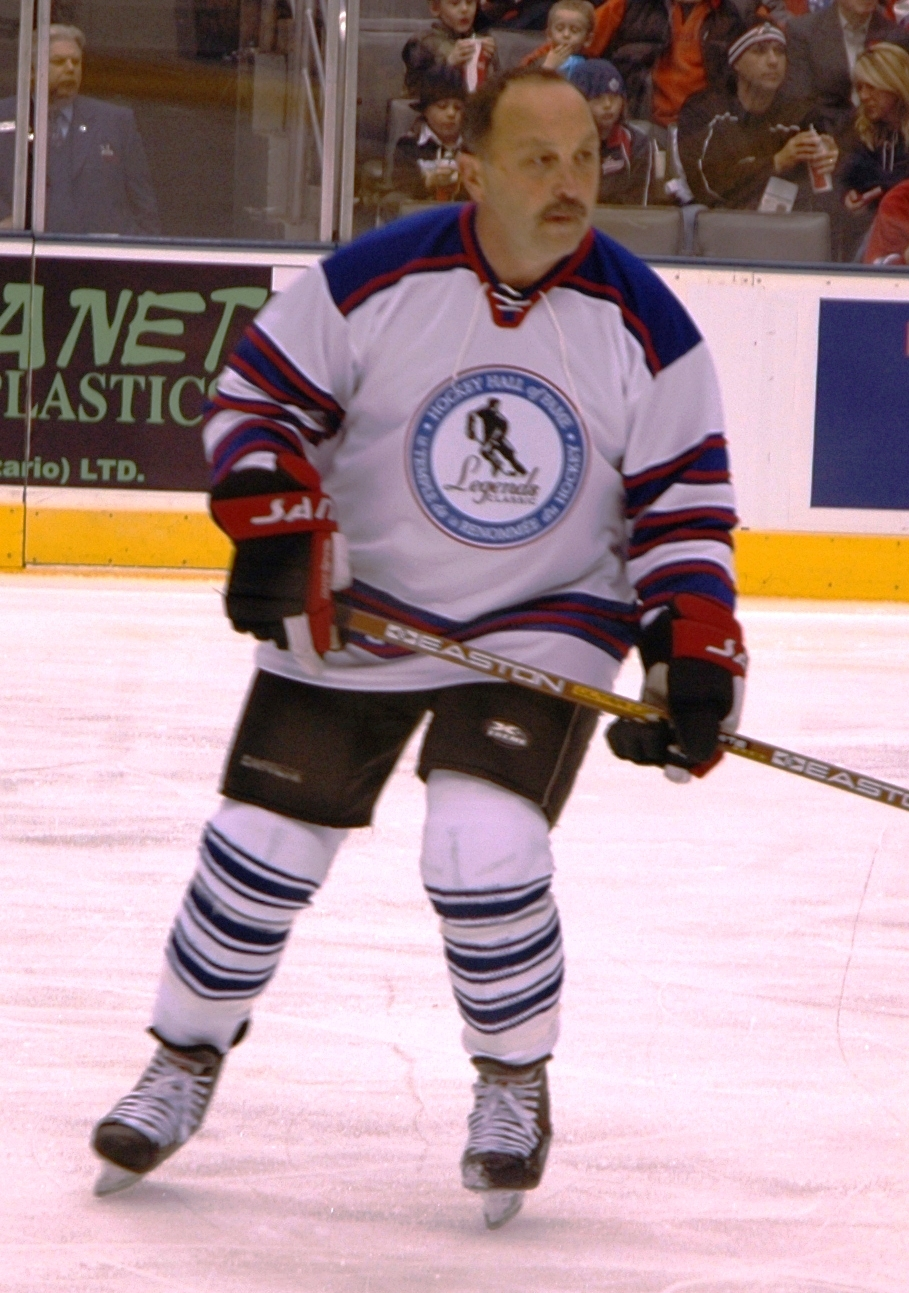
Bryan Trottier
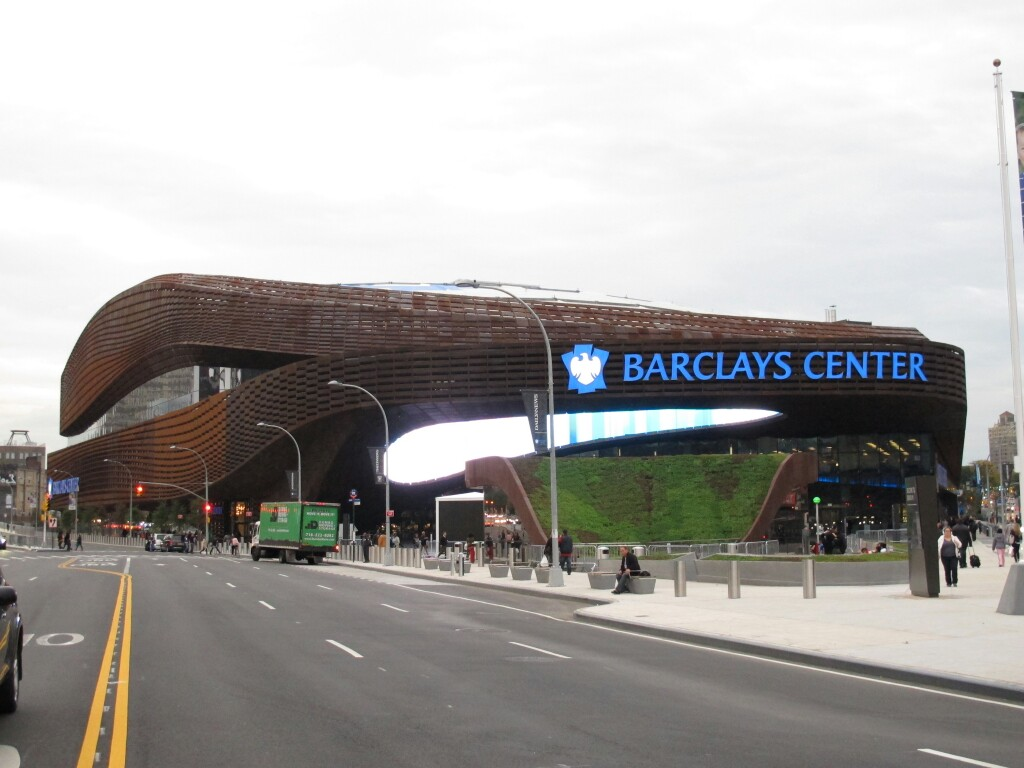
Le Barclays Center
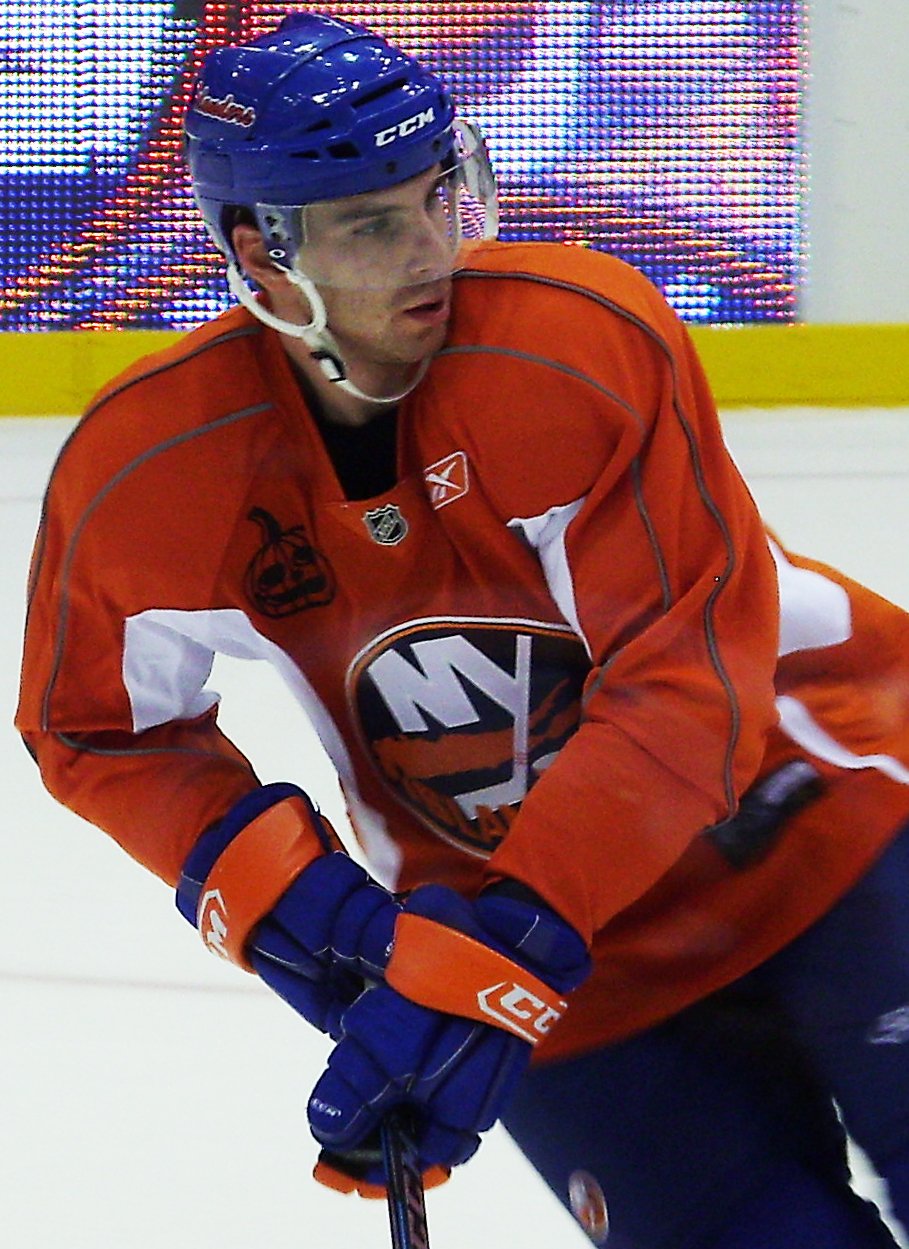
John Tavares, vedette des Islanders
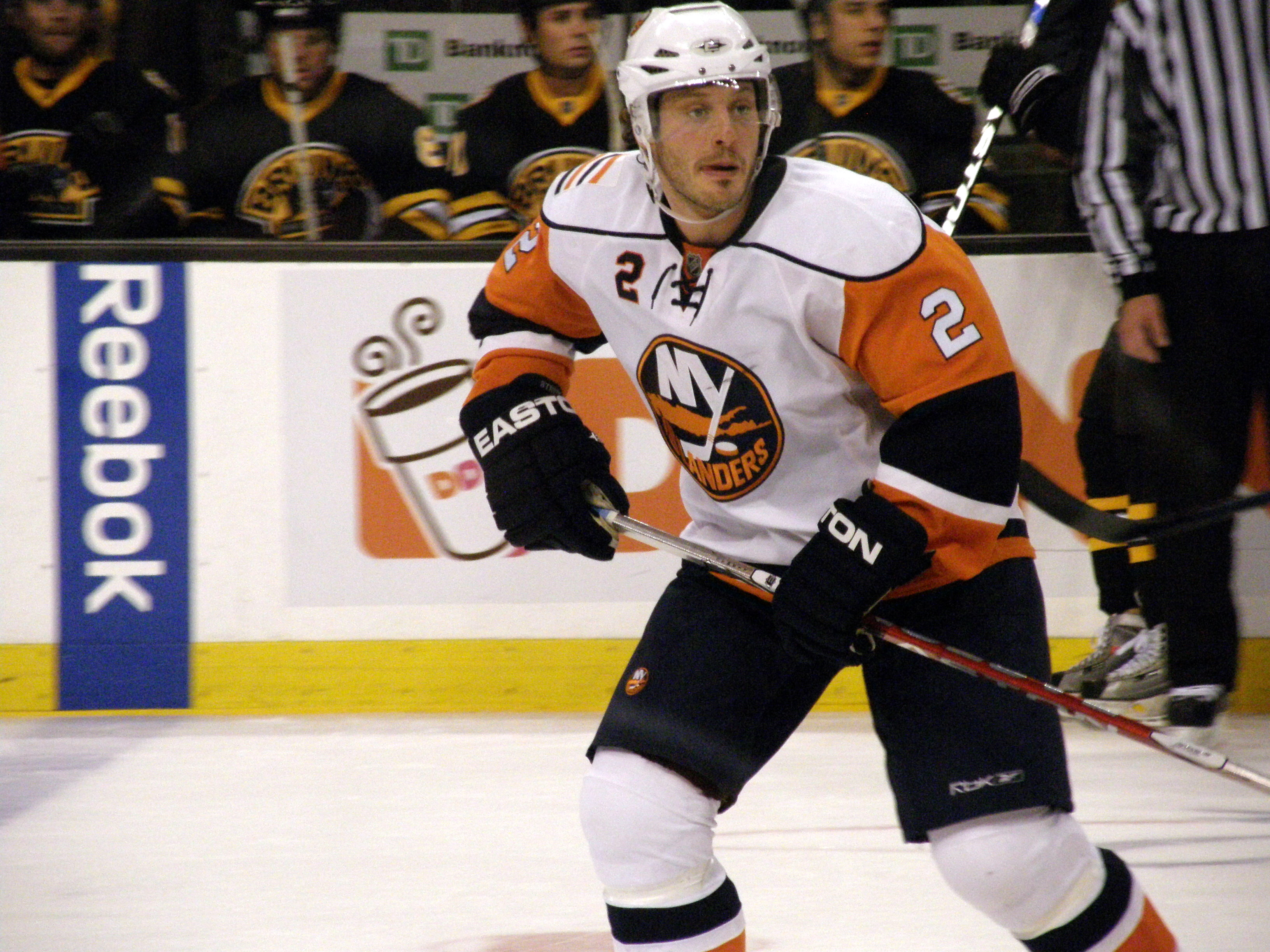
Mark Streit, alors assistant capitaine en 2010

#### Rangers de New York
Les Rangers de New York sont également basés dans l'État de New York. Ils évoluent dans le Madison Square Garden de New York aux États-Unis depuis leurs débuts lors de la saison 1926-1927. Les Rangers sont l'une des « six équipes originales » en compagnie des équipes des Canadiens de Montréal, des Maple Leafs de Toronto, des Blackhawks de Chicago, des Red Wings de Détroit et des Bruins de Boston. Au cours de leur histoire, ils remportent à quatre reprises la Coupe Stanley : en 1928, en 1933, en 1940 et enfin en 1994.
Depuis les débuts de l'équipe de nombreux joueurs et personnalités liées à la franchise ont été admis au Temple de la renommée du hockey. C'est ainsi le cas, par exemple, de Frank Boucher, Bill et Bun Cook, Gump Worsley, Andy Bathgate, Lester Patrick ou plus récemment Mark Messier et Brian Leetch, deux joueurs vedettes de l'équipe dans les années 2000. Rod Gilbert est le meilleur pointeur de l'histoire du club avec un total de 1 021 points.

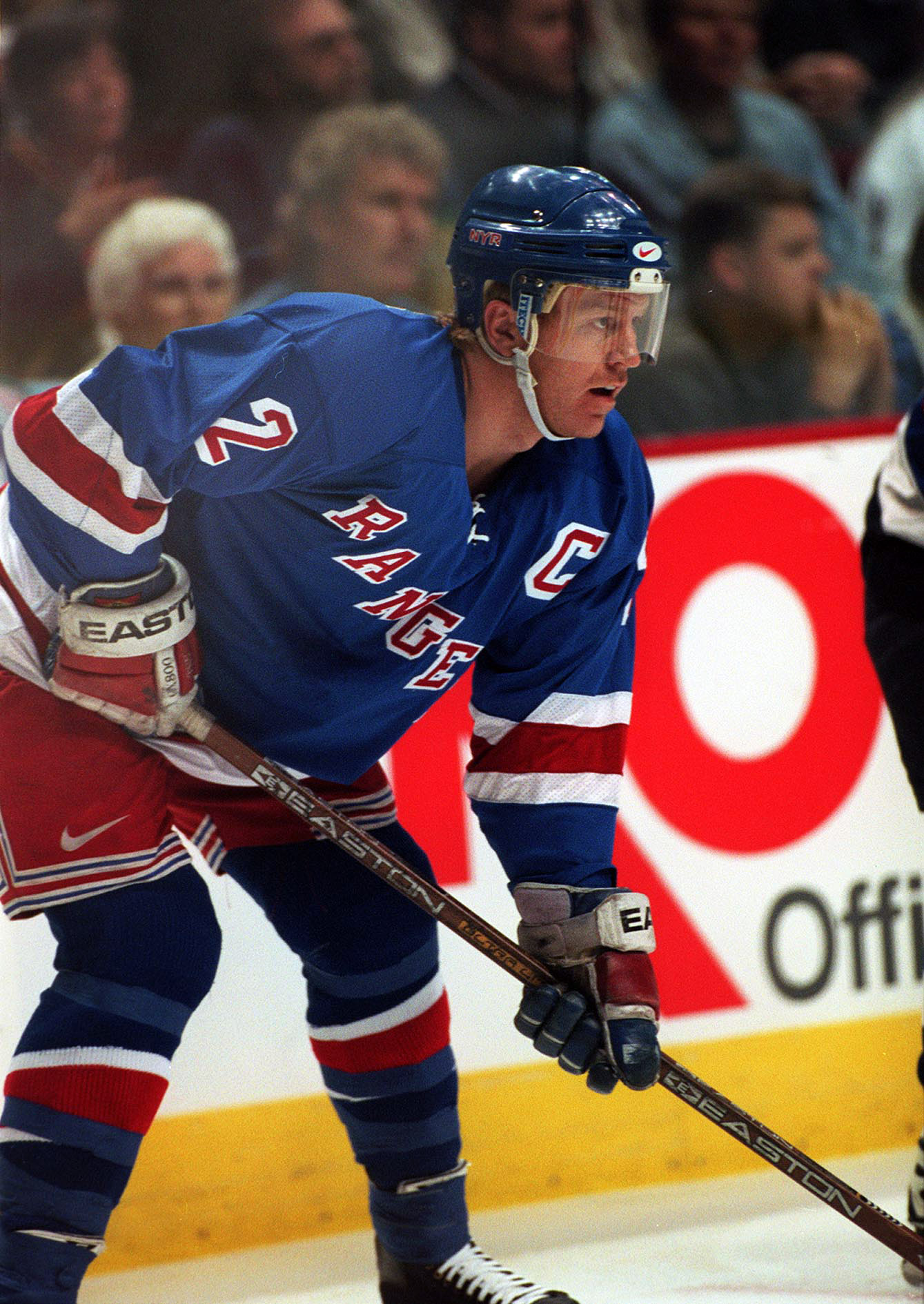
Brian Leetch
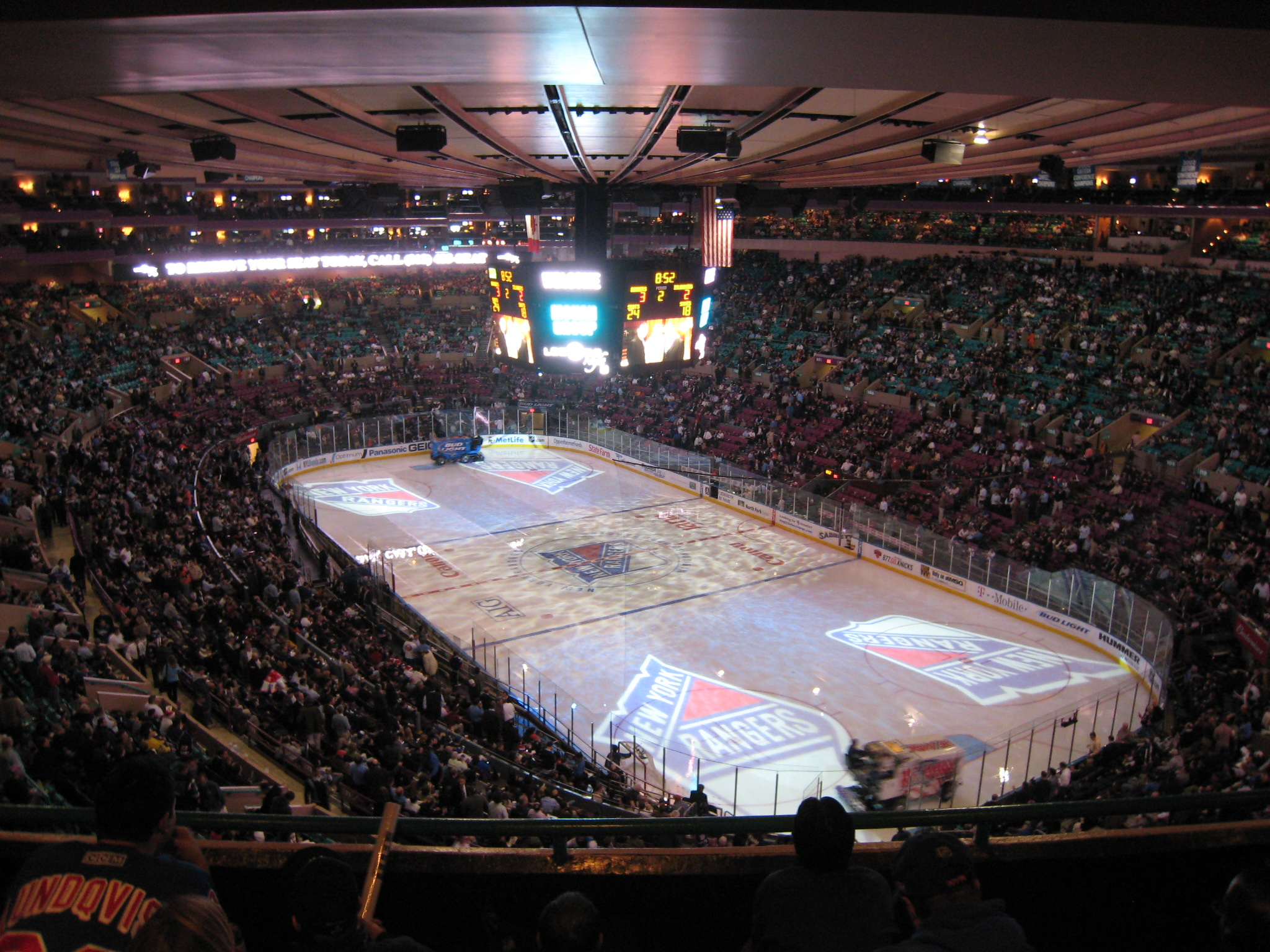
Le Madison Square Garden
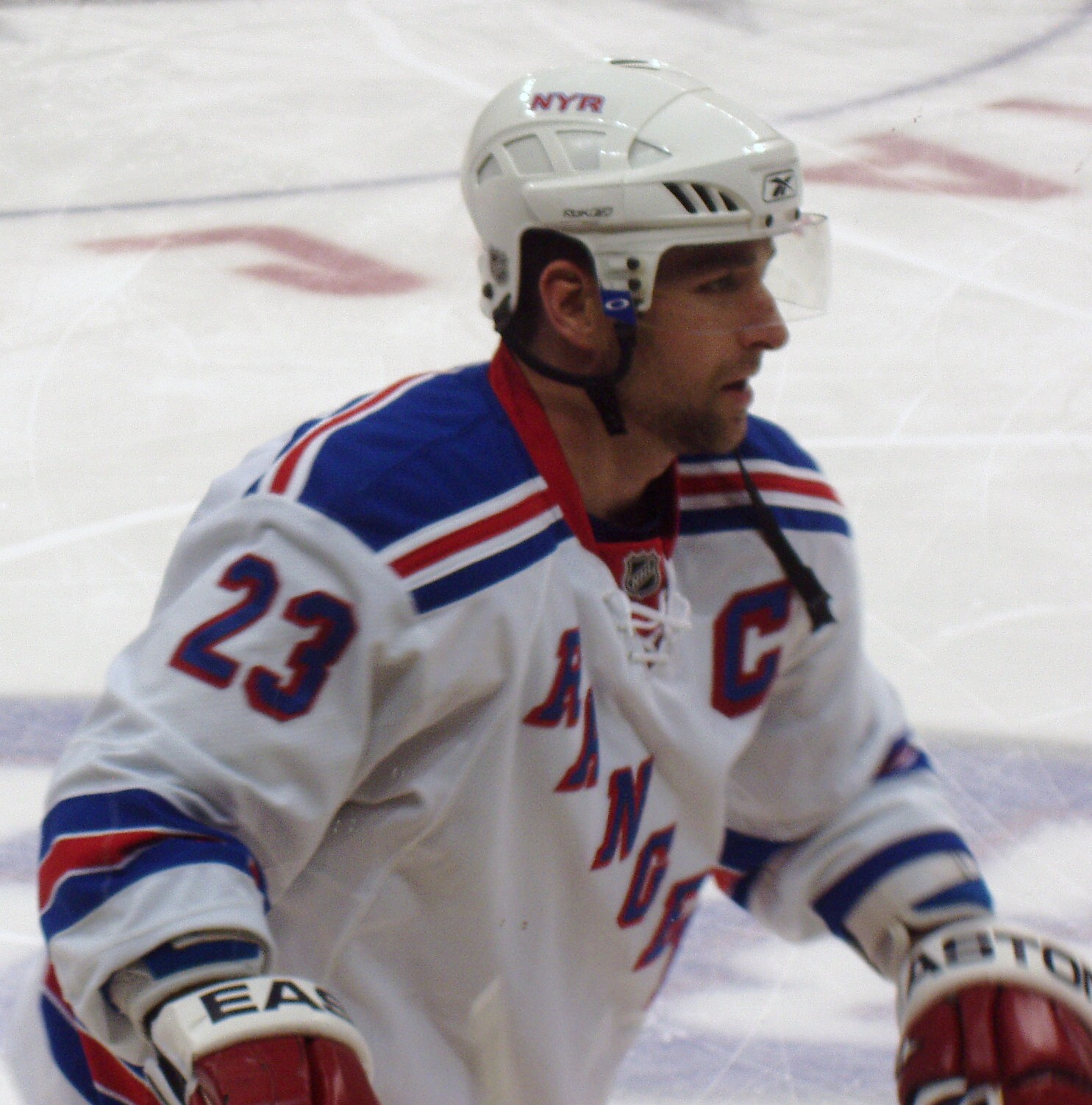
Chris Drury, capitaine de l'équipe
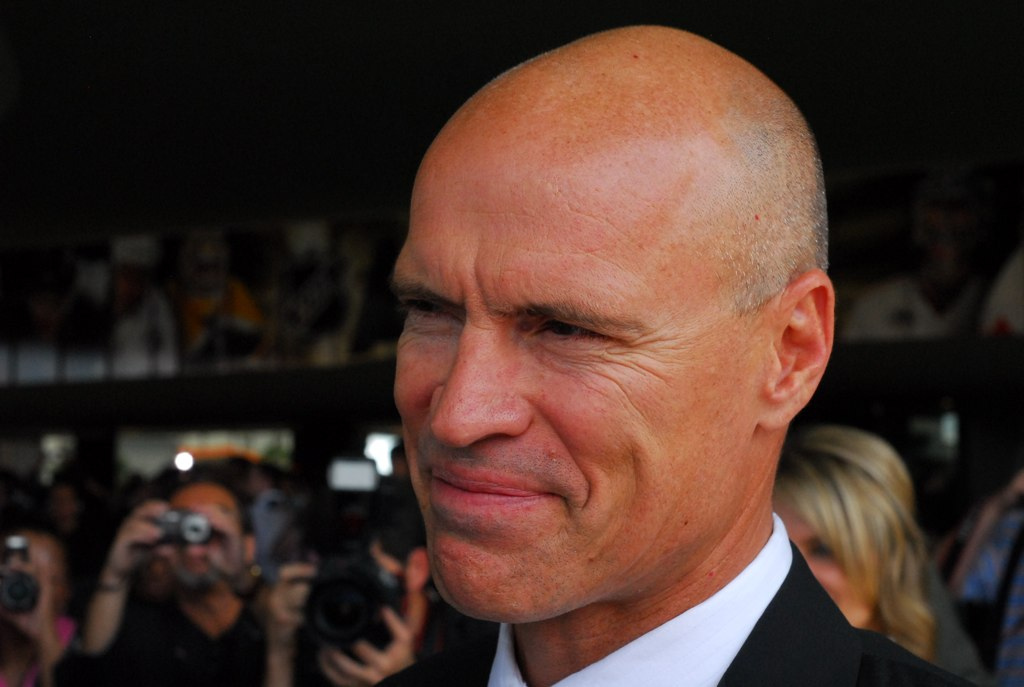
Mark Messier

#### Flyers de Philadelphie
Les Flyers de Philadelphie sont l'une des six équipes mises en place lors de l'expansion de 1967. Ils jouent leur match à domicile dans la patinoire du Wells Fargo Center de Philadelphie en Pennsylvanie. L'équipe atteint à huit reprises la finale de la Coupe Stanley mais n'en remporte que deux : en 1974 et en 1975.
Cette époque correspond aux heures de gloire de la franchise avec les Broad Street Bullies, formation des Flyers spécialisée dans l'intimidation de ses adversaires : Bobby Clarke, Rick MacLeish et Bill Barber en attaque, « Moose » Dupont en défense mais surtout Bernie Parent dans les buts, Fred Shero en tant qu'entraîneur et Bud Poile gérant de l'équipe. En plus de Clarke, Parent et Poile, Ron Hextall est l'un des joueurs de l'équipe à faire partie du Temple de la renommée du hockey.

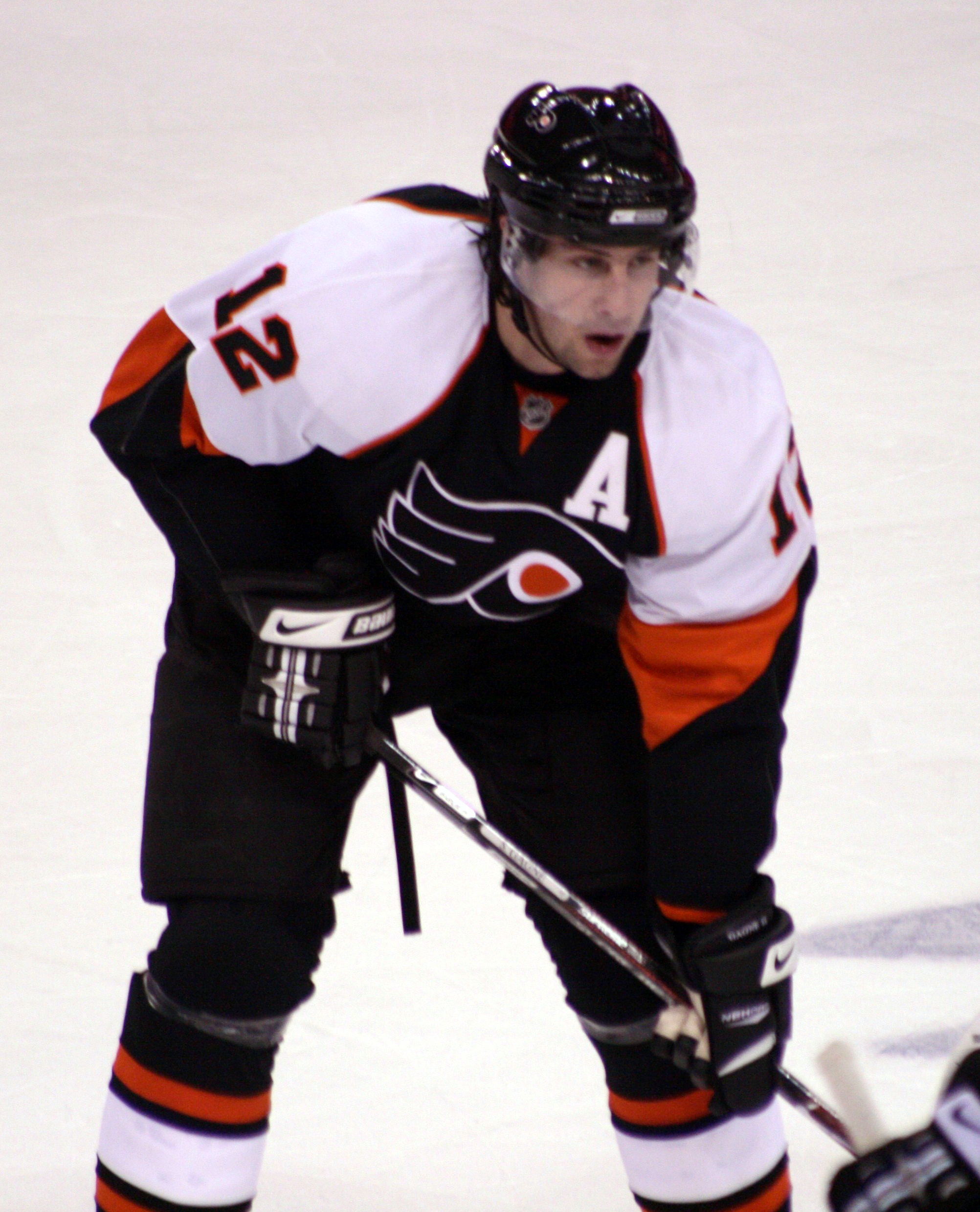
Simon Gagné, un des meilleurs pointeurs de l'équipe
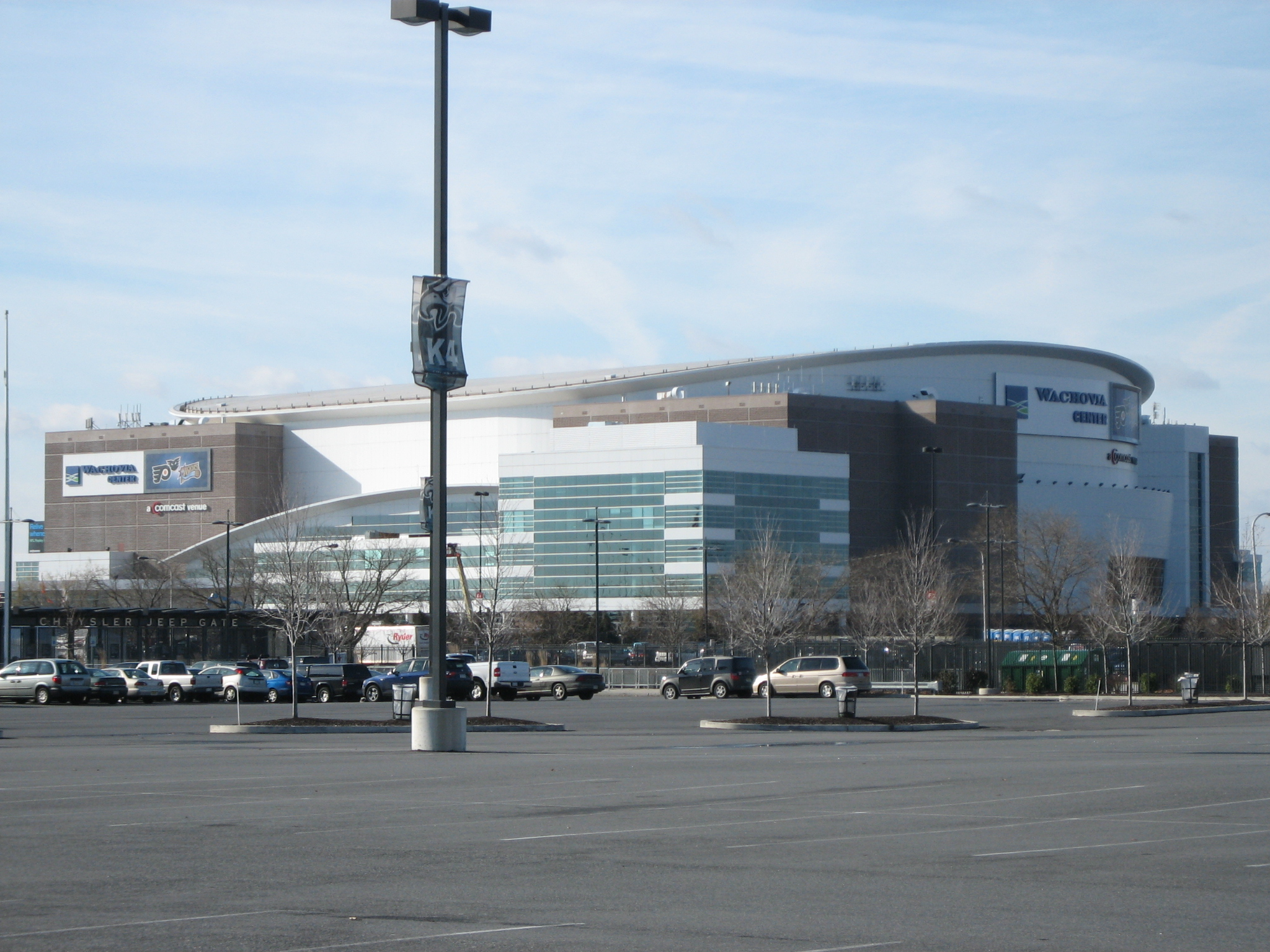
Le Wells Fargo Center
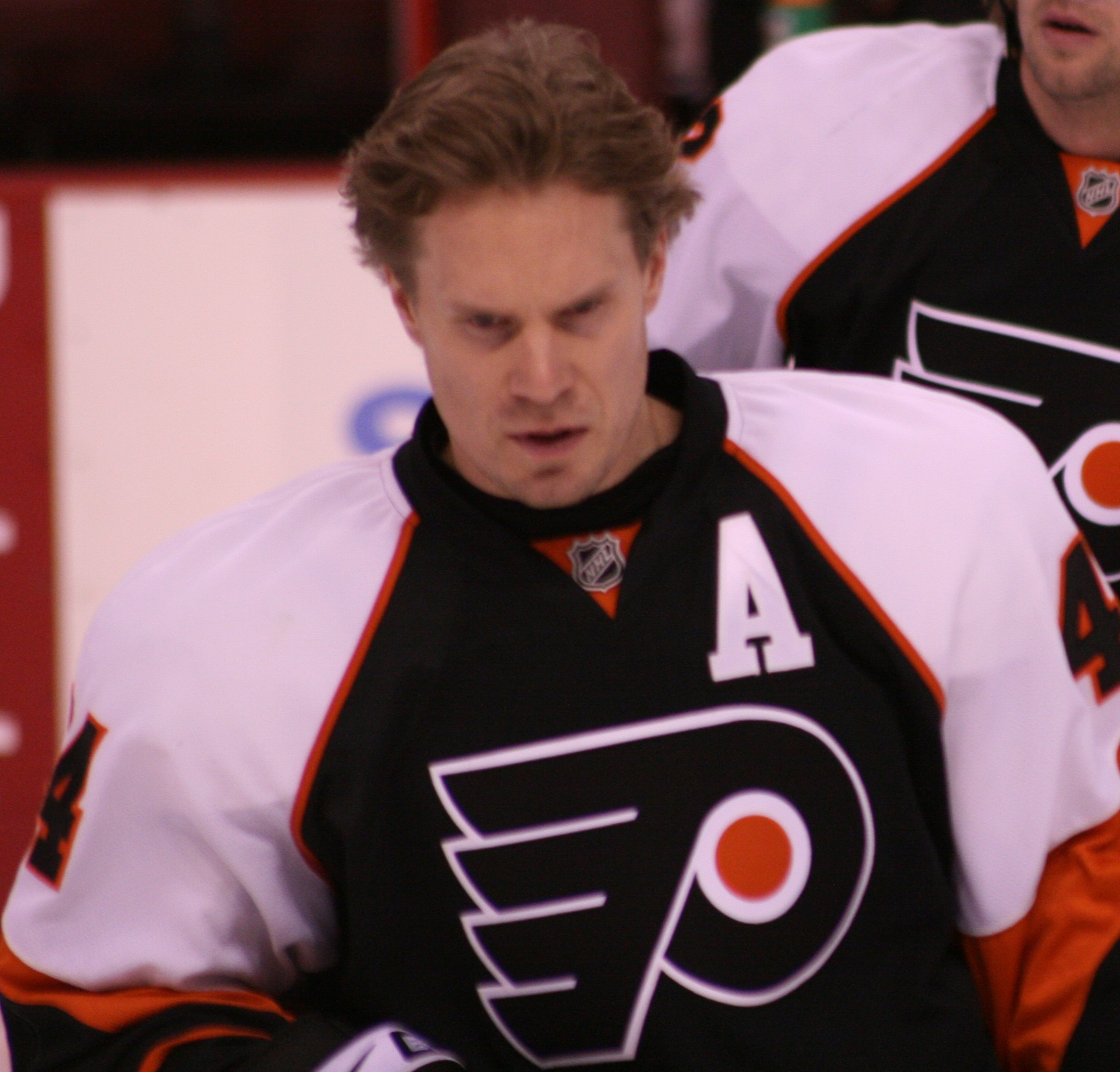
Kimmo Timonen
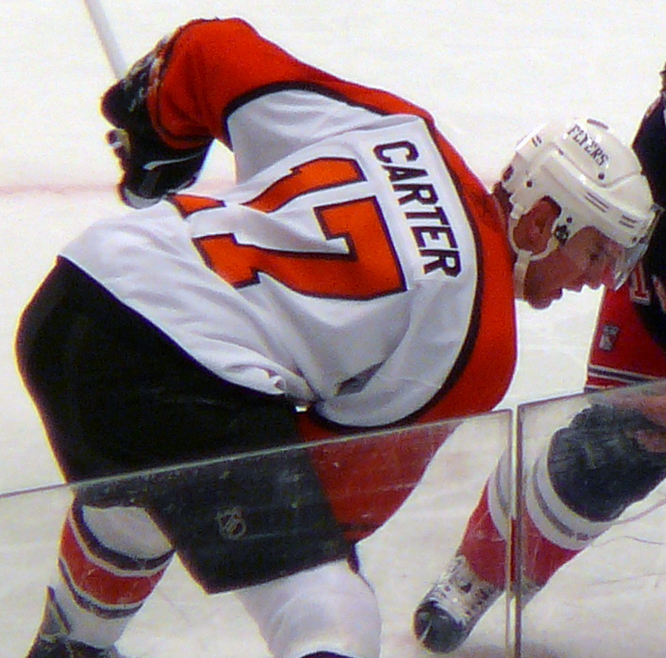
Jeff Carter assistant-capitaine en 2010

#### Penguins de Pittsburgh
Tous comme les Flyers, les Penguins de Pittsburgh débutent en 1967 dans la LNH et jouent en Pennsylvanie. Longtemps locataires du Civic Arena de Pittsburgh, les Penguins jouent depuis le début de la saison 2010-2011 dans le Consol Energy Center, renommé en octobre 2016 le PPG Paints Arena. Depuis ses débuts, l'équipe de Pittsburgh a remporté cinq Coupes Stanley : deux fois consécutivement en 1991 et 1992, en 2009 et enfin de nouveau consécutivement en 2016 et 2017.
Depuis 1984, la franchise des Penguins compte dans ses rangs Mario Lemieux ; tout d'abord comme joueur, puis comme actionnaire et ensuite comme président et propriétaire. Il guide son équipe aux deux Coupes des années 1990 et ne raccroche les patins qu'en 2006, à l'âge de 40 ans. Il est l'un des Penguins membre du Temple de la renommée du hockey, admis en 1997 immédiatement après sa première retraite. D'autres personnalités des Penguins sont membres du Temple dont les entraîneurs des Coupes des années 1990, Bob Johnson et Scotty Bowman – même si ce dernier est admis au Temple avant d'avoir été entraîneur des Penguins.

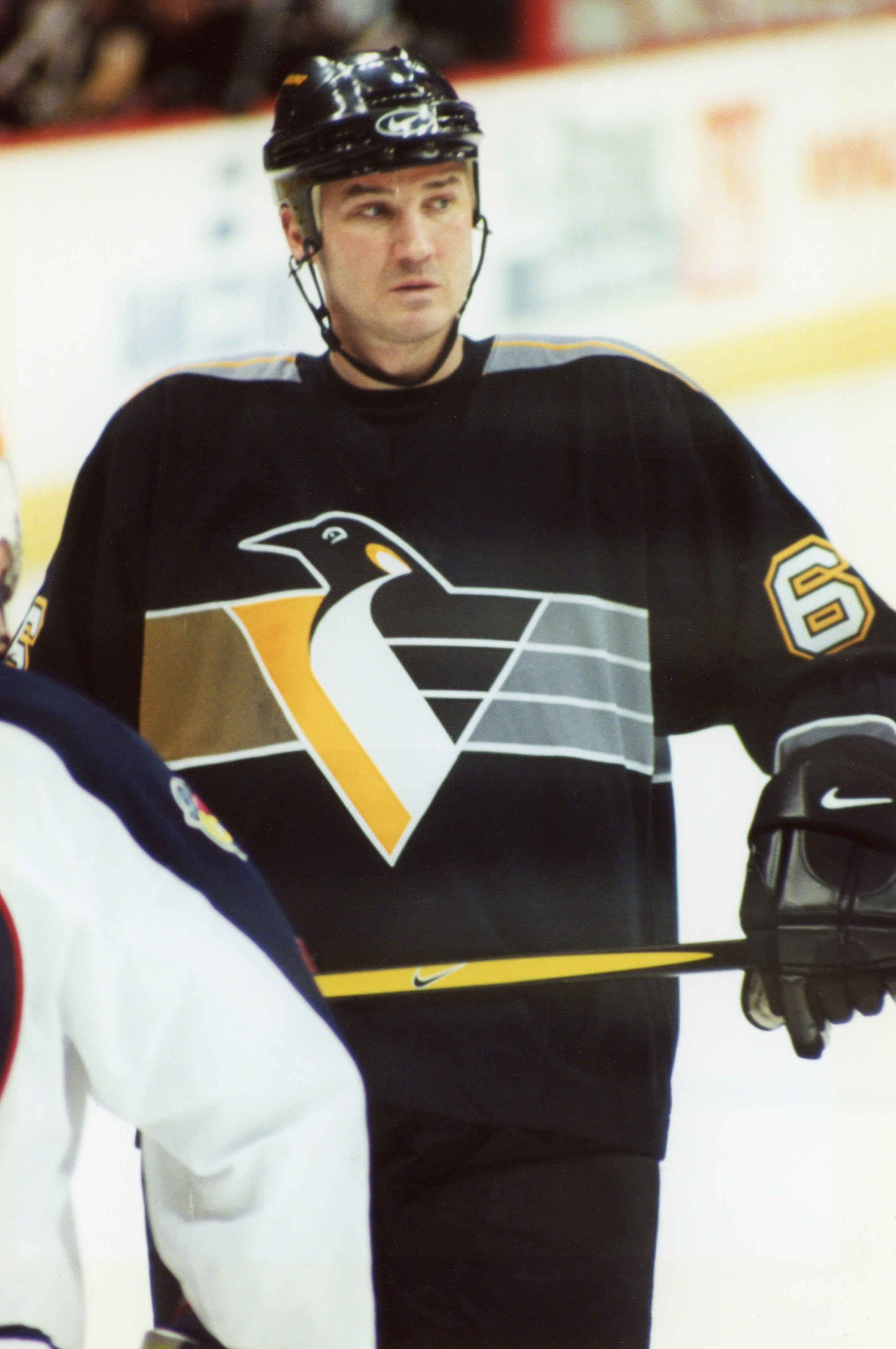
Mario Lemieux
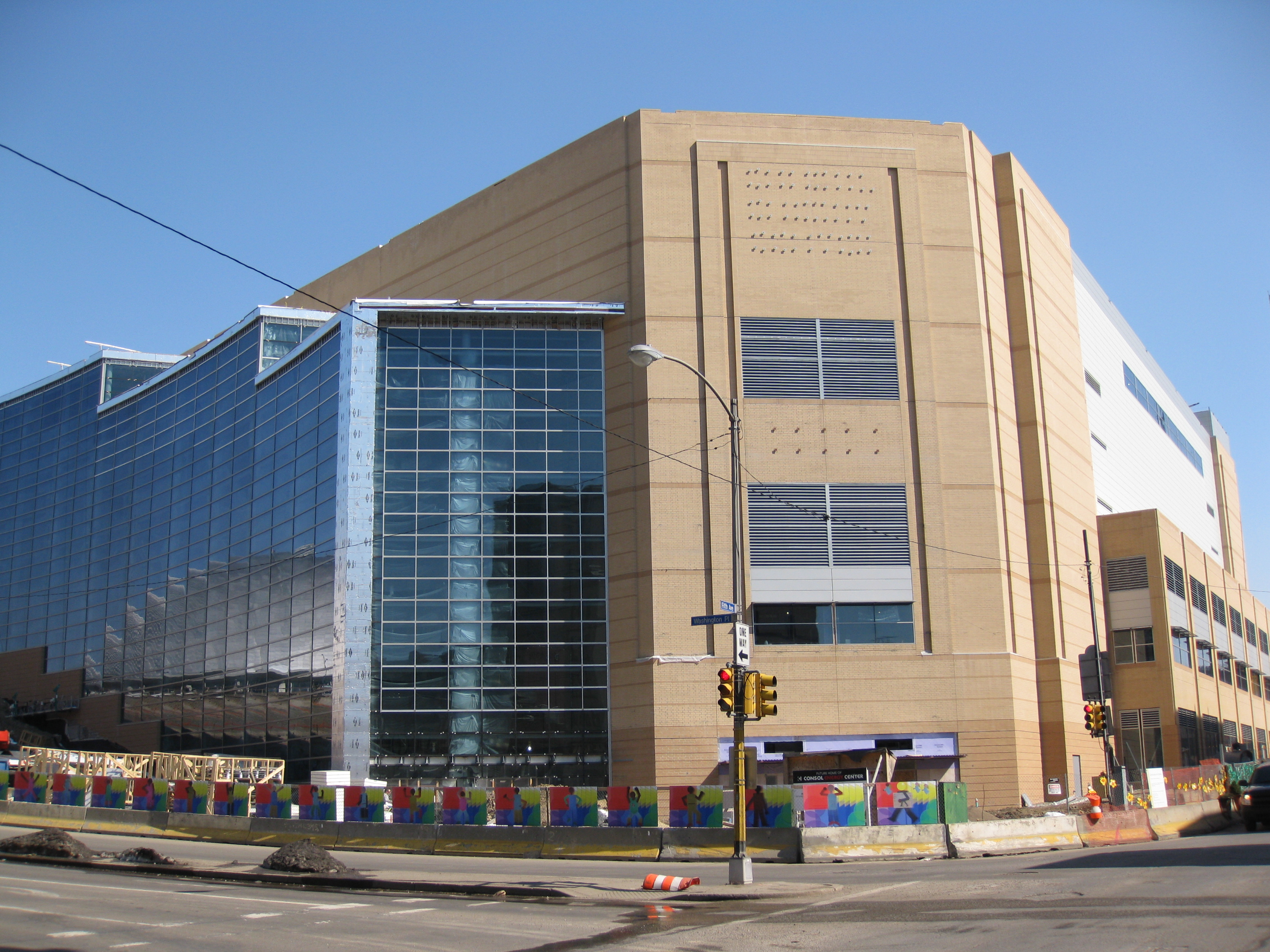
Le PPG Paints Arena
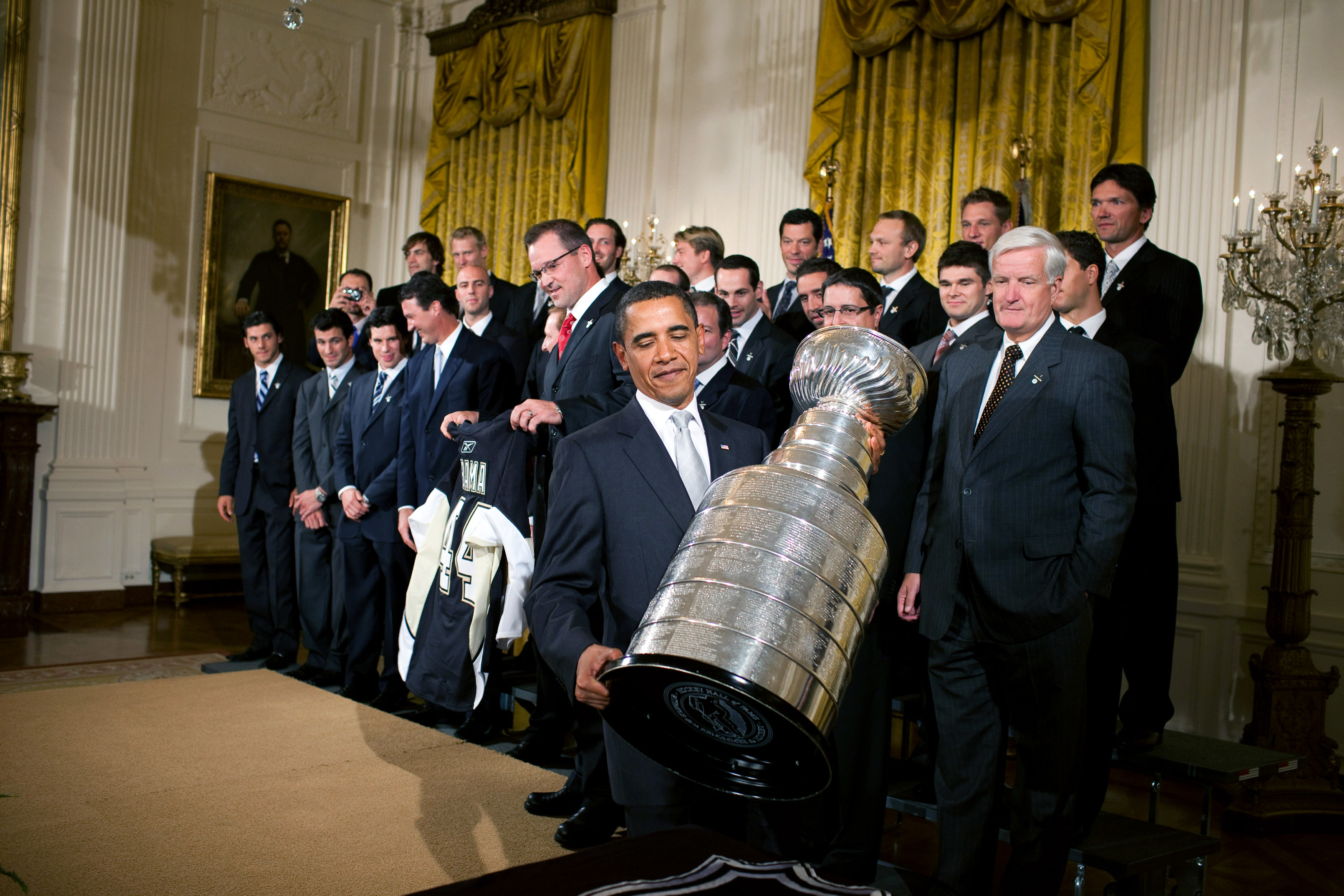
Barack Obama et les Penguins 2008-2009, champions de la Coupe Stanley
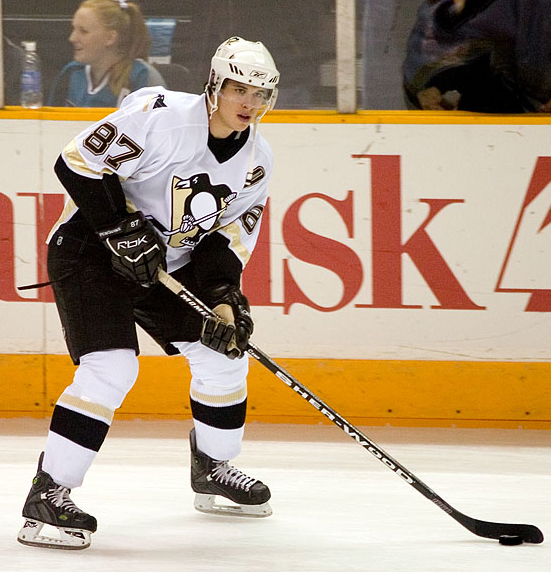
Sidney Crosby, capitaine de l'équipe en 2010

#### Capitals de Washington
Les Capitals de Washington sont basés à Washington aux États-Unis et sont une des deux équipes de la LNH de l'expansion de 1974 avec les Scouts de Kansas City. C'est en 1983 qu'ils font leur première apparition lors des séries éliminatoires. Ils atteignent la finale de la Coupe Stanley en 1998 mais perdent en quatre matchs face aux Red Wings de Détroit. L'équipe devient championne pour la première fois en 2018 en battant en finale les Golden Knights de Vegas. À leur arrivée à Washington, ils jouent leurs matchs à domicile au Capital Center jusqu'en 1997 où ils déménagent au Verizon Center.

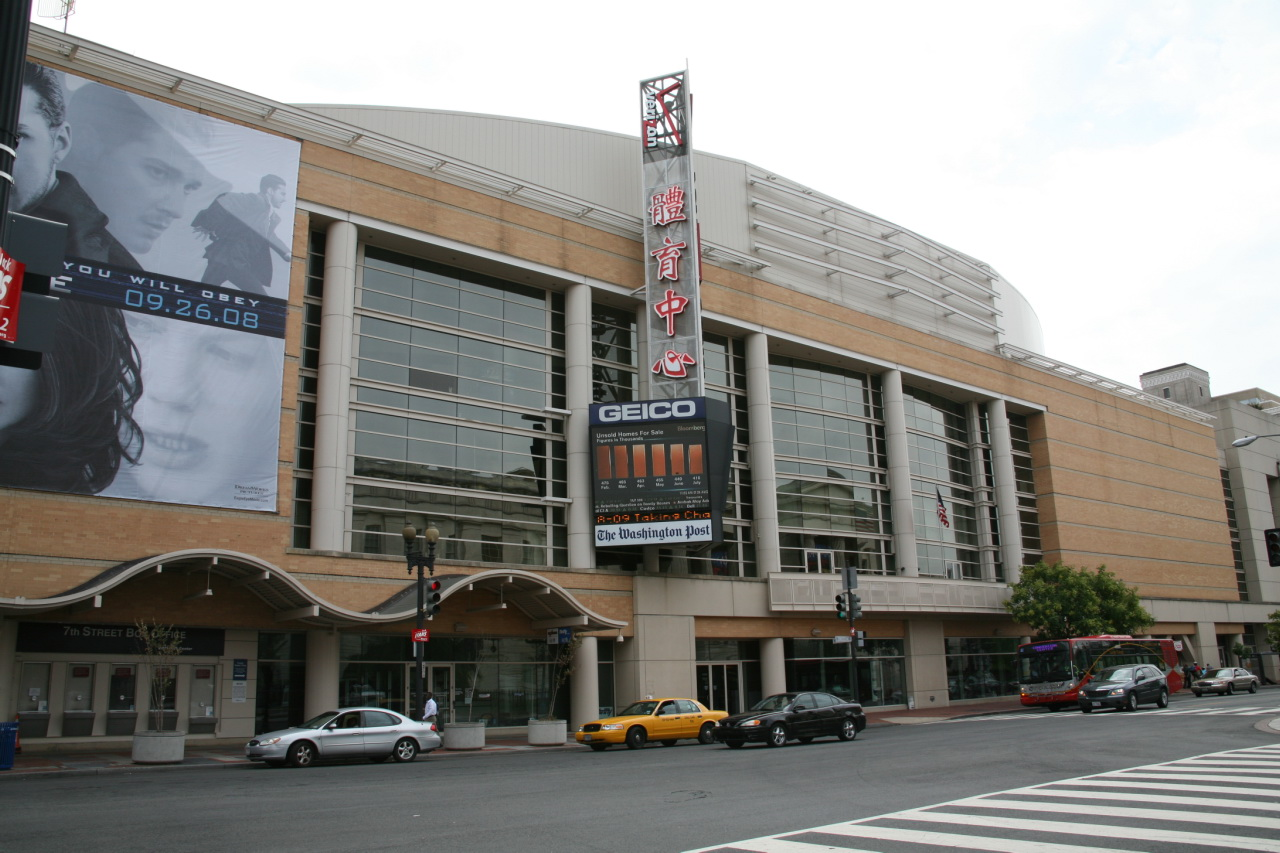
Le Verizon Center
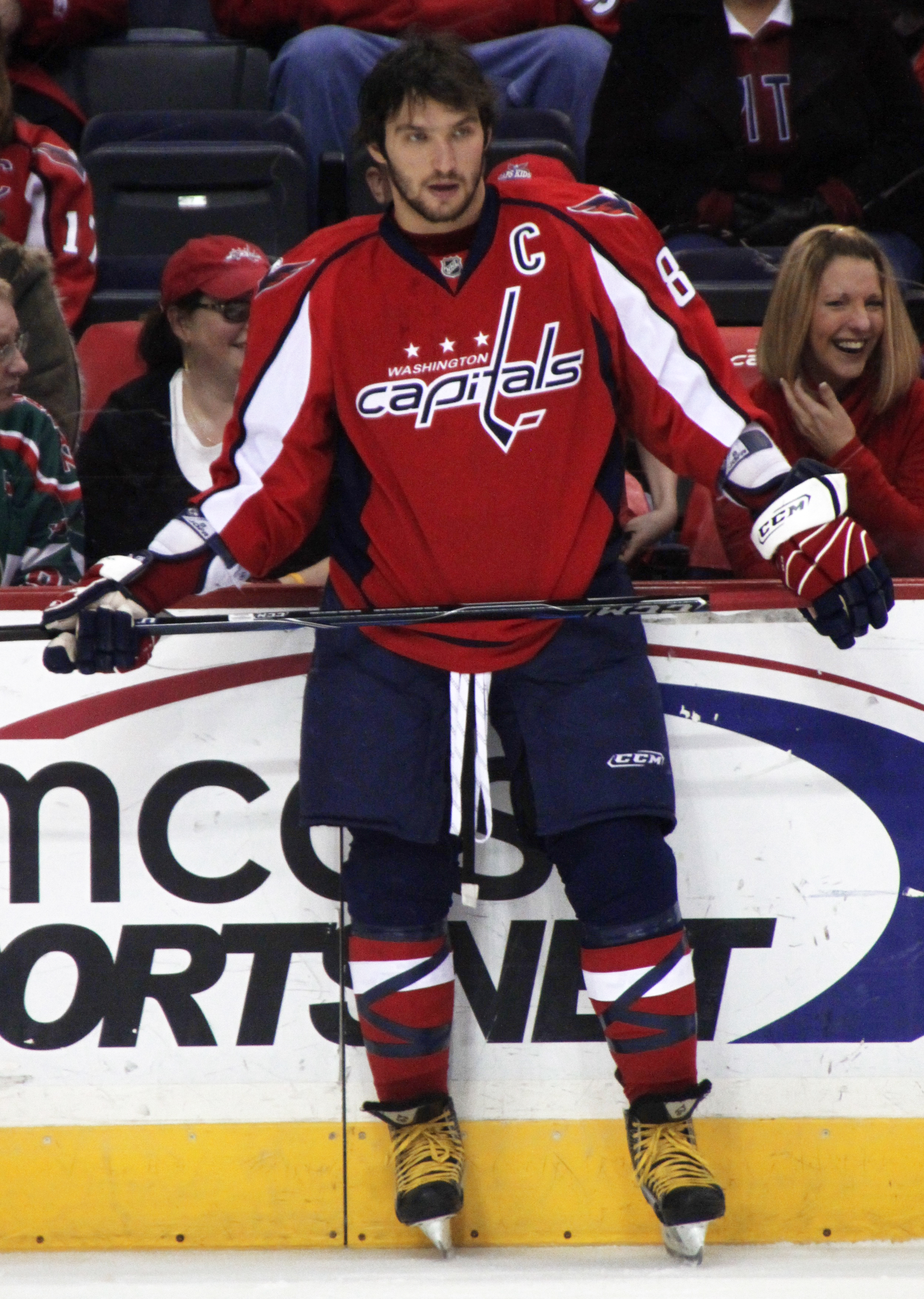
Aleksandr Ovetchkine, capitaine de l'équipe

## Association de l'Ouest

### Division Centrale

#### Mammoth de l'Utah
Suite au déménagement des Coyotes de l'Arizona à Salt Lake City, la franchise porte l'appellation provisoire du Club de hockey de l'Utah durant la saison 2024-2025. Par la suite, le club endosse le nom du Mammoth de l'Utah.

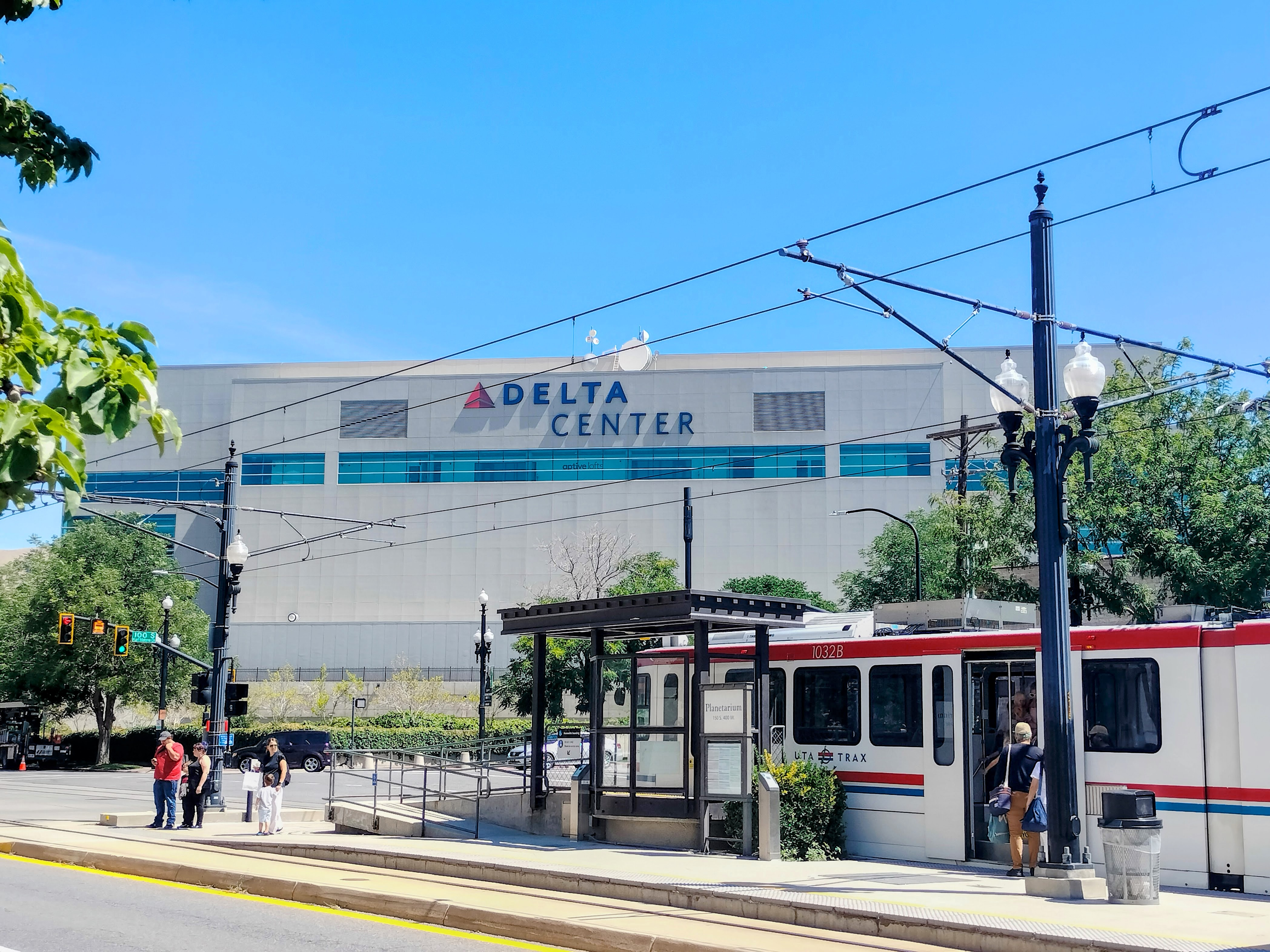
Le Delta Center

#### Blackhawks de Chicago
Fondés en 1926, les Black Hawks de Chicago sont une des « six équipes originales » en compagnie des équipes des Canadiens de Montréal, des Maple Leafs de Toronto, des Bruins de Boston, des Red Wings de Détroit et des Rangers de New York. Écrit « Black Hawks » en deux mots séparés depuis les débuts de la franchise, le nom est officiellement modifié en « Blackhawks » lors de l'été 1986. L'équipe joue douze finales de la Coupe Stanley et en remporte cinq : en 1933-1934, 1938, 1961, 2010, 2013 et 2015.
Plus de huit-cents joueurs ont porté l'uniforme de la franchise dont une quarantaine fait partie du Temple de la renommée du hockey. Parmi tous ces joueurs, Stan Mikita qui joue au club entre 1958-1959 et 1979-1980 est le meilleur pointeur et passeur de l'histoire de la franchise ainsi que le joueur le plus utilisé, ceci que ce soit en saison régulière ou lors des séries éliminatoires. Il est devancé par Bobby Hull au nombre de buts en séries et en saison régulière, les deux joueurs ayant fait la quasi-totalité de leur carrière ensemble. L'équipe évolue depuis 1994 au United Center après avoir joué pendant 65 ans dans le Chicago Stadium.

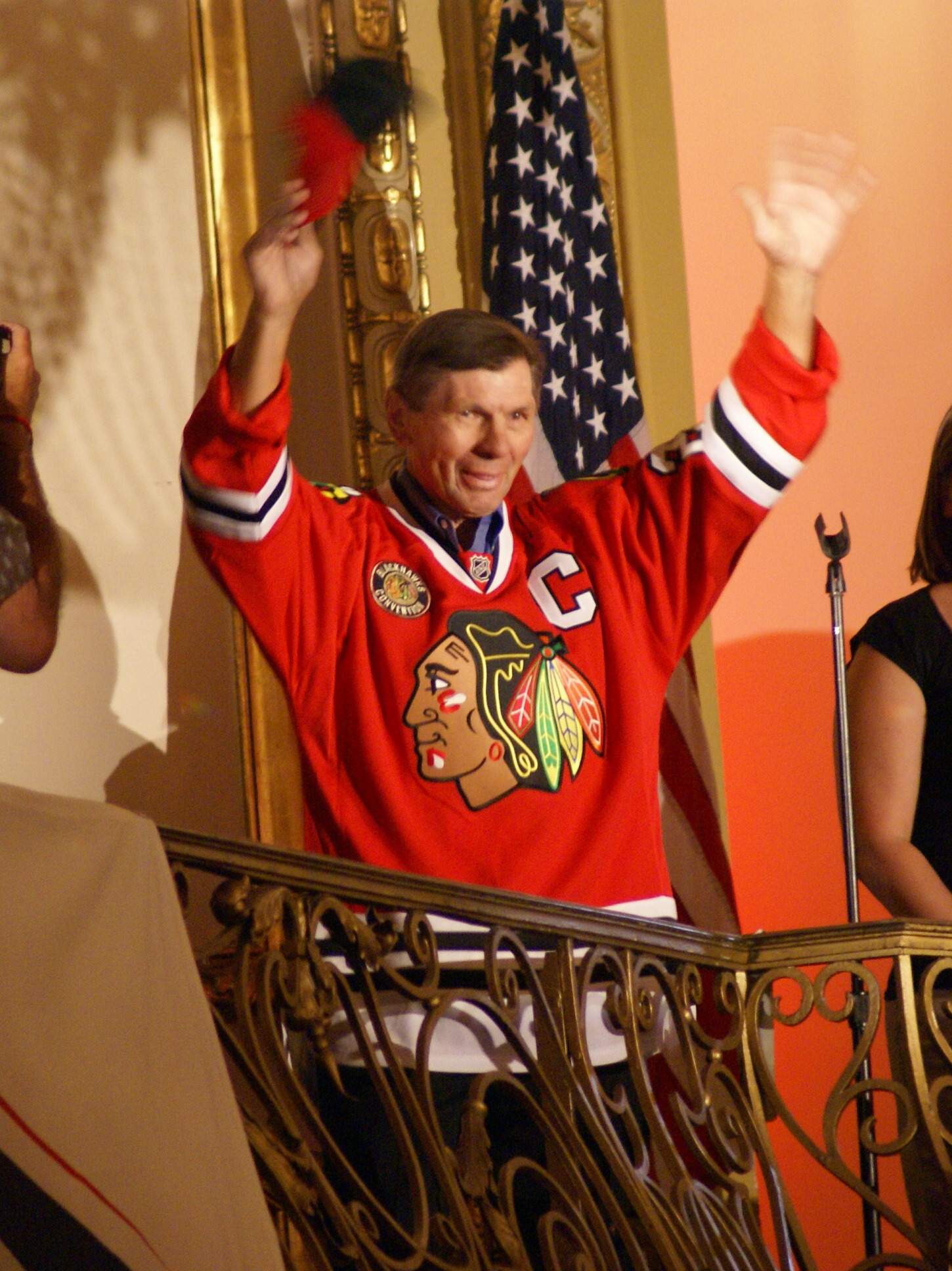
Stan Mikita
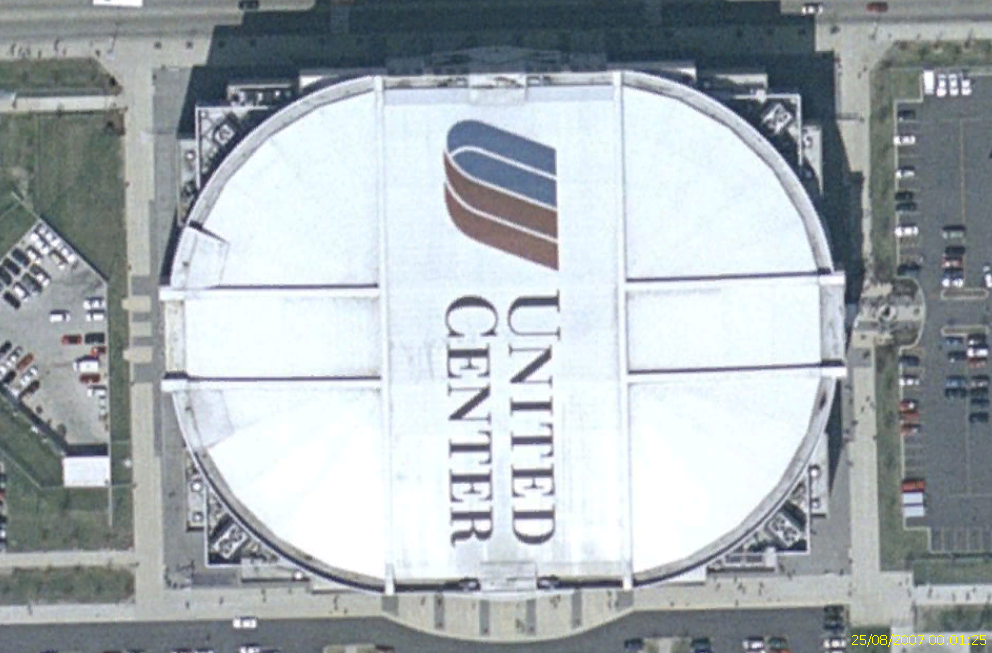
Le United Center
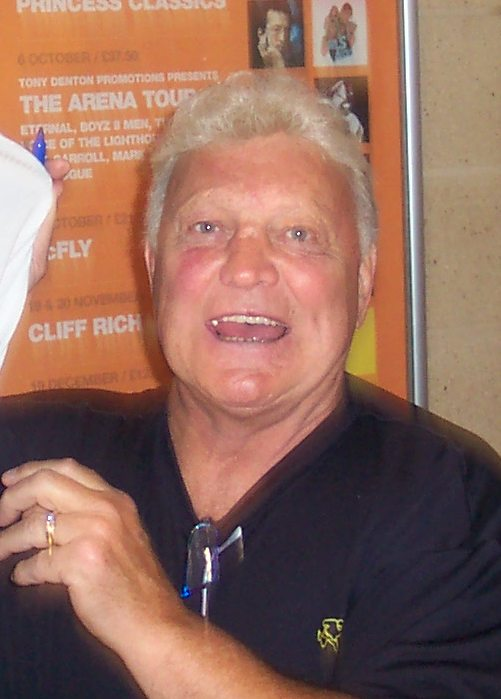
Bobby Hull
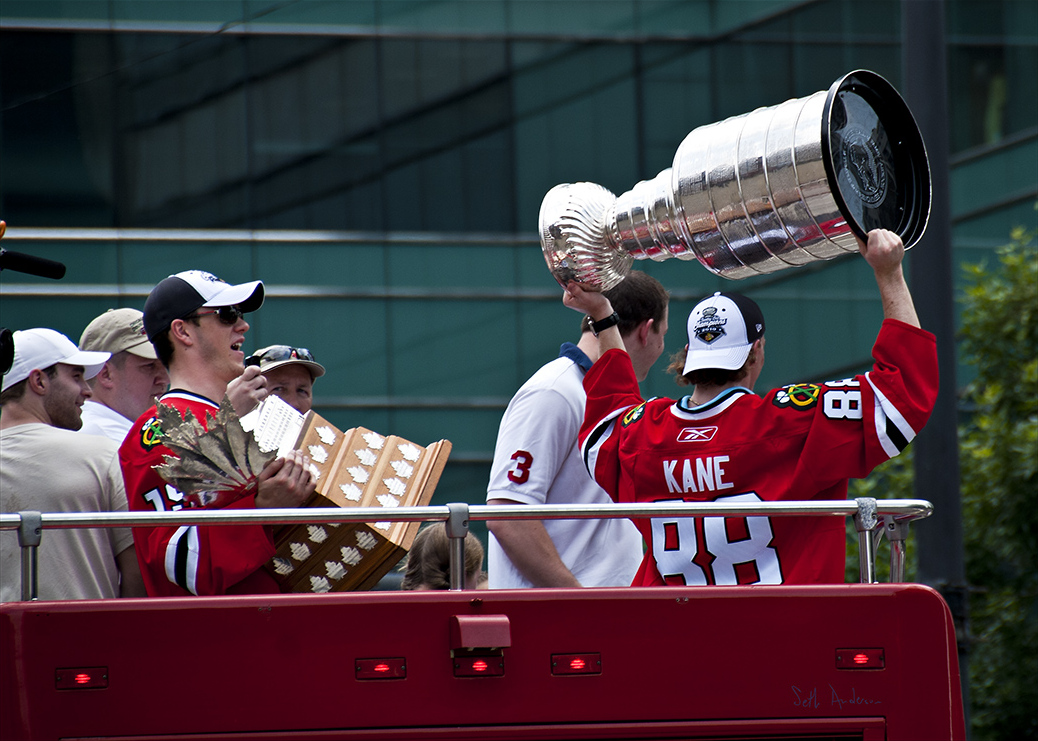
La coupe Stanley remportée en 2010 portée par Patrick Kane

#### Avalanche du Colorado
L'Avalanche du Colorado est fondée en 1972 sous le nom des Nordiques de Québec et jouent dans l'Association mondiale de hockey jusqu'en 1979 – année de fermeture de l'AMH. Les Nordiques rejoignent la LNH avec les trois autres franchises de l'AMH : les Whalers de Hartford, les Oilers d'Edmonton et les Jets de Winnipeg. En 1995, pour des raisons financières, les Nordiques déménagent à Denver et changent de nom pour l'Avalanche. L'Avalanche a gagné la Coupe Stanley en 1996 et en 2001 et huit titres consécutifs de division entre 1996 et 2003.
Depuis leur arrivée à Denver, l'Avalanche joue au McNichols Sports Arena pendant quatre saisons puis depuis la saison 1999-2000 dans le Pepsi Center. Les meilleurs joueurs de l'histoire du club sont Peter Forsberg, Milan Hejduk, Alex Tanguay, Adam Foote, Stéphane Yelle, Sandis Ozoliņš, Paul Stastny ou encore Joe Sakic, le meilleur pointeur de l'équipe. Patrick Roy, qui a gardé les buts pour les Canadiens de Montréal jusqu'en 1995, est le meilleur gardien de but de l'Avalanche depuis son échange à la saison 1995-1996. L'Avalanche a une rivalité avec les Red Wings de Détroit, les deux équipes s'étant rencontrées cinq fois en sept ans en série, entre 1996 et 2002.

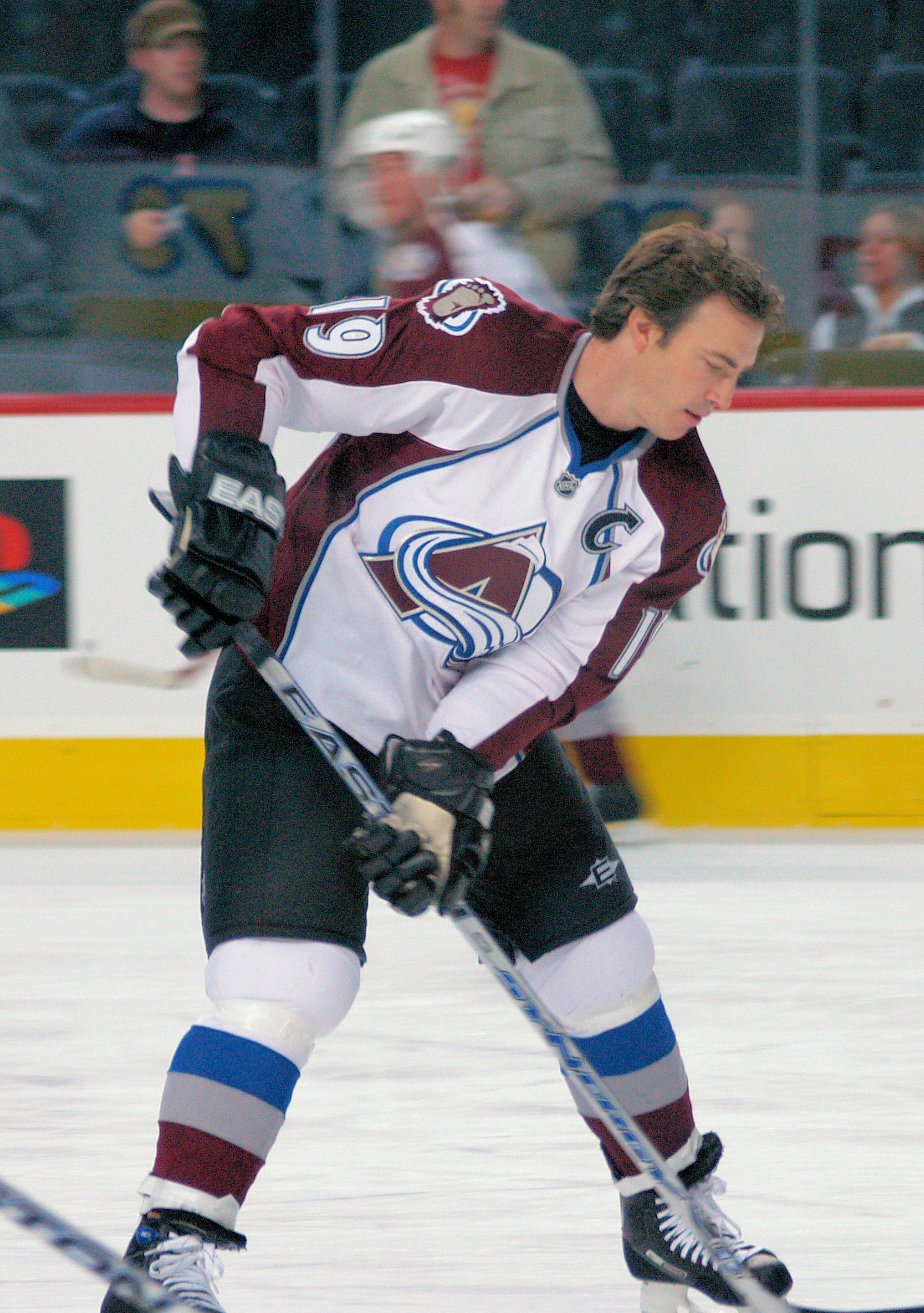
Joe Sakic
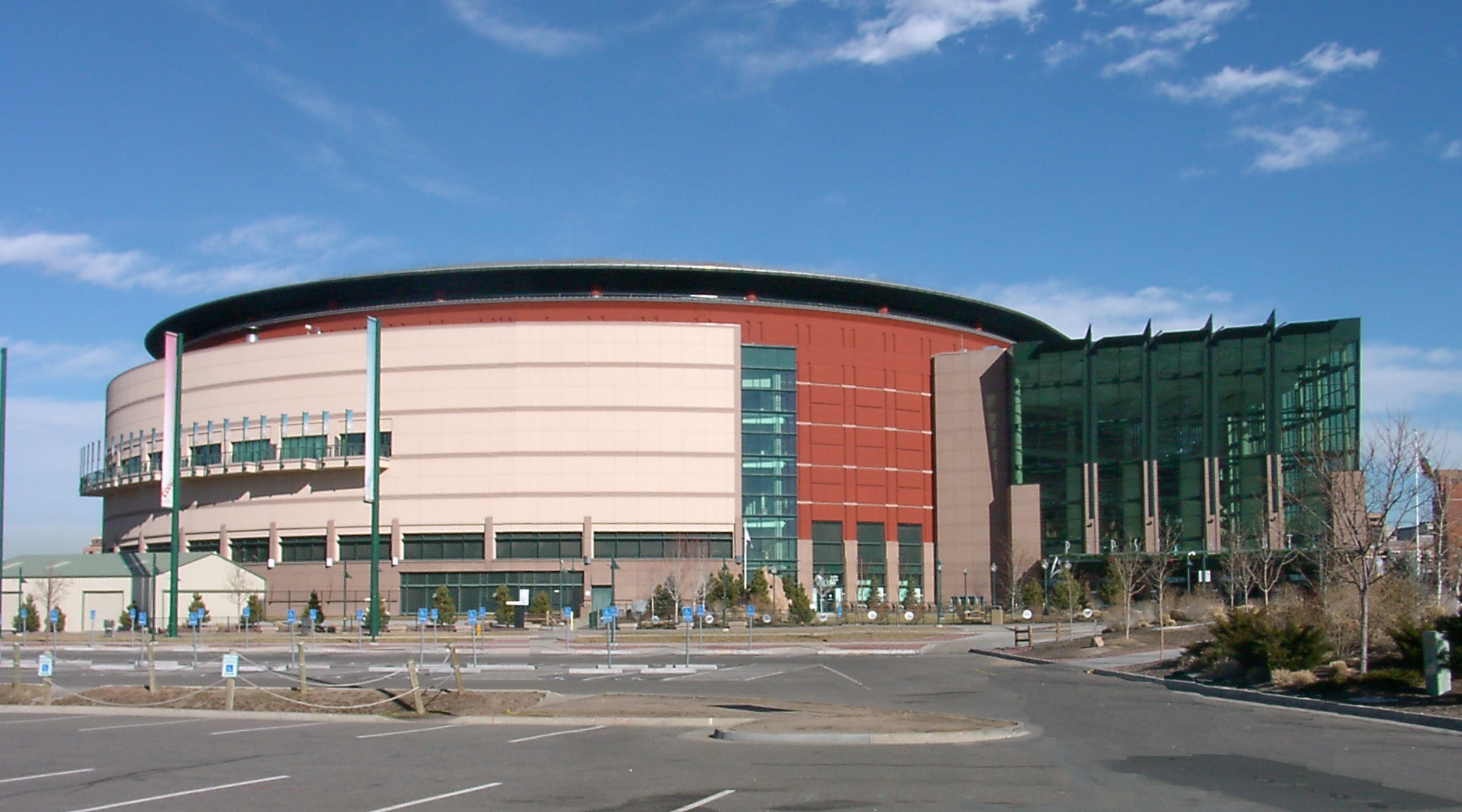
Le Pepsi Center
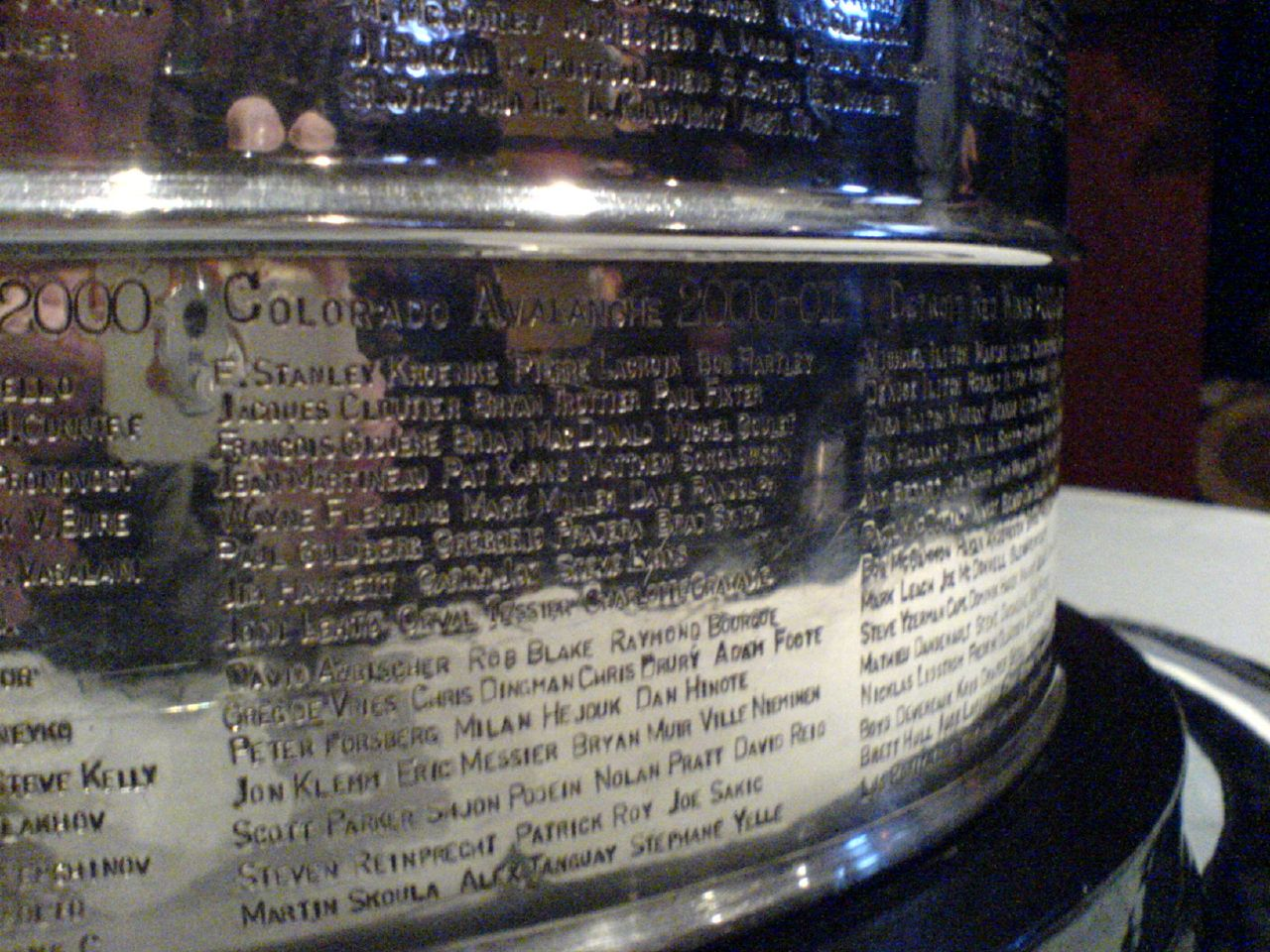
La Coupe Stanley gravée du nom des joueurs vainqueurs en 2001
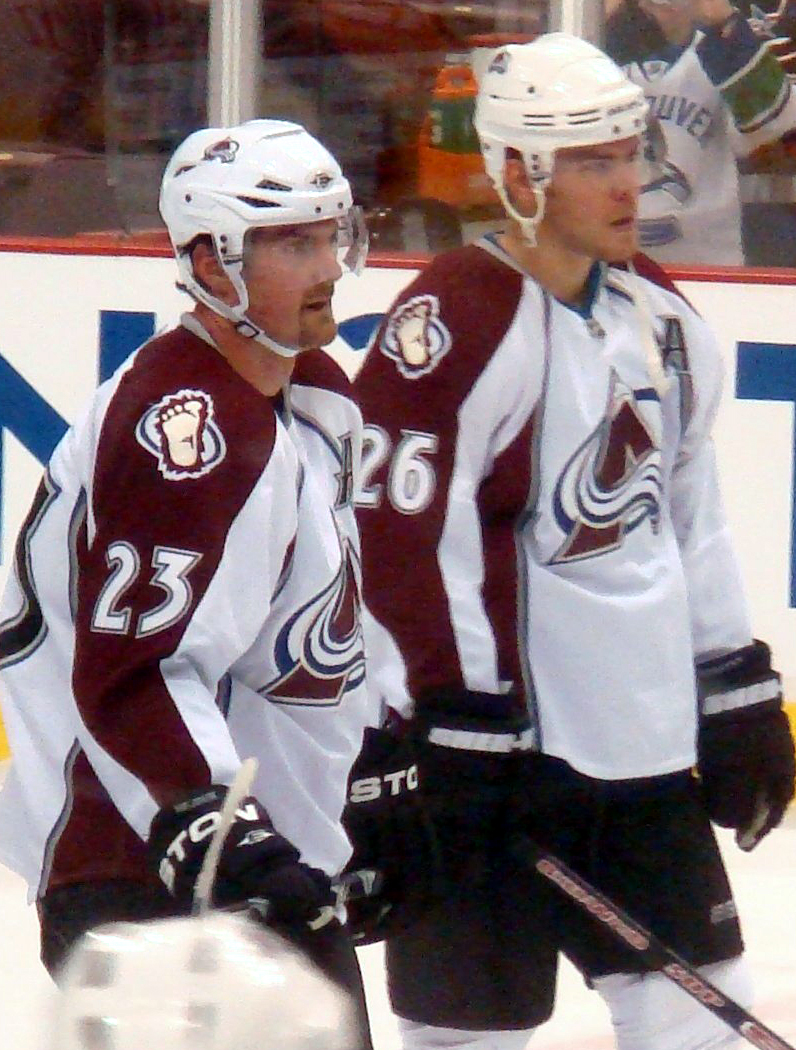
Paul Stastny et Milan Hejduk, assistants-capitaines en 2010

#### Stars de Dallas
Les Stars de Dallas sont la continuité des North Stars du Minnesota, une des six franchises de l'expansion de 1967. En 1993, les North Stars déménagent à Dallas au Texas et changent de nom pour les Stars. Les Stars gagnent la Coupe Stanley en 1999 et sont finalistes en 2000.
Depuis leur arrivée à Dallas, ils jouent leurs matchs à domicile au Reunion Arena durant leurs huit premières saisons à Dallas puis ils jouent depuis la saison 2001-2002 dans l'American Airlines Center. Les meilleurs pointeurs et joueurs de l'histoire de l'équipe à Dallas sont Sergueï Zoubov, Jere Lehtinen, Brenden Morrow, Marty Turco, Guy Carbonneau, Steve Ott, Joe Nieuwendyk, Mike Ribeiro ou encore Mike Modano, le meilleur pointeur de l'histoire de l'équipe. Ce dernier joue entre 1988 et 2010 pour la franchise, d'abord sous le nom de North Stars puis sous celui de Stars. Ce n'est qu'après vingt-et-une saisons jouées avec l'équipe qu'il change de club et signe pour la saison 2010-2011 avec les Red Wings de Détroit.

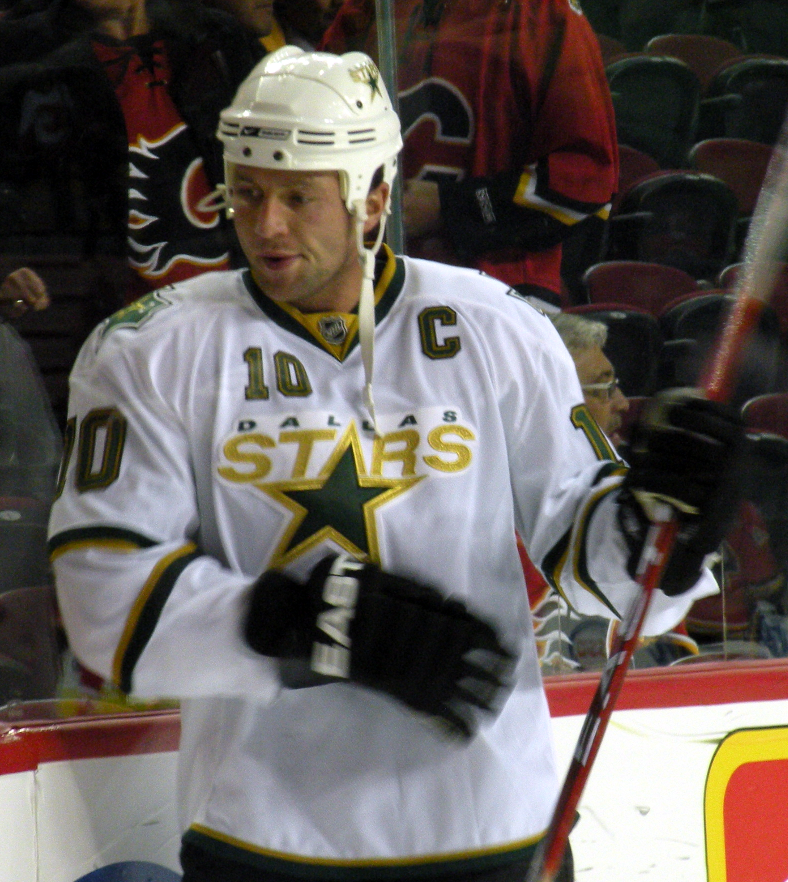
Brenden Morrow
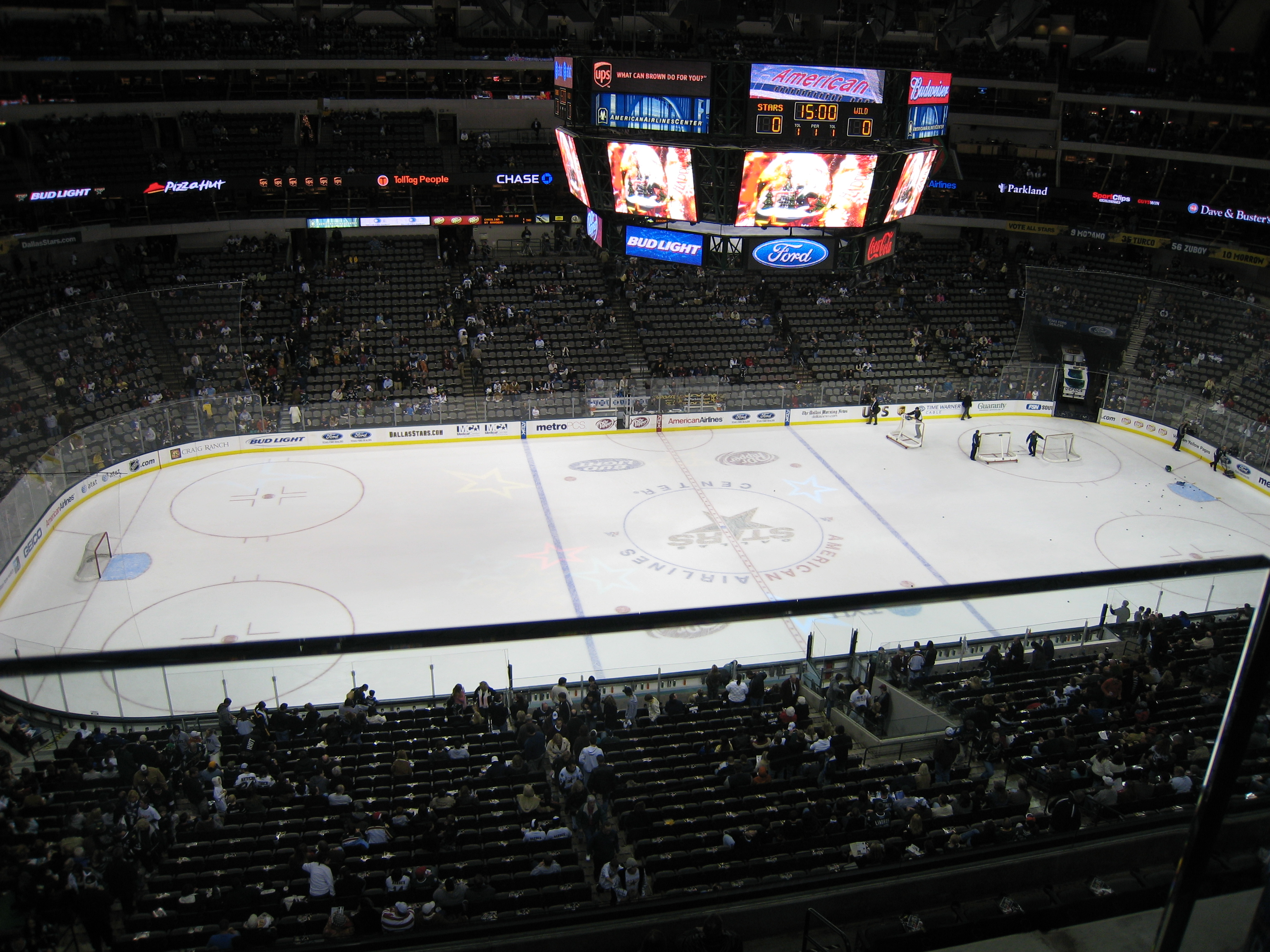
Le American Airlines Center
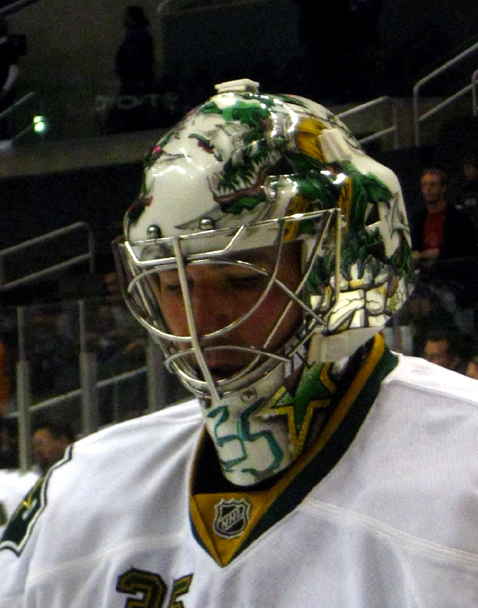
Marty Turco, ancien gardien de but des Stars
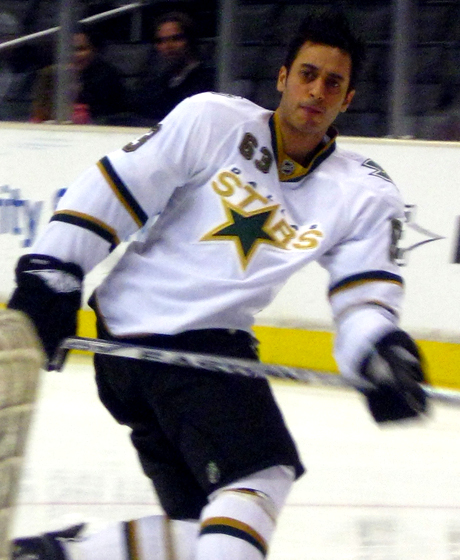
Mike Ribeiro

#### Wild du Minnesota
Le Wild du Minnesota joue ses matchs à domicile dans la salle du Xcel Energy Center, dans la ville de Saint Paul dans le Minnesota. L'équipe est l'une des deux dernières équipes qui intègre la LNH, en 2000-2001, avec les Blue Jackets de Columbus. L'équipe apparaît pour la première fois lors des séries de la Coupe Stanley lors de la saison 2002-2003 perdant en finale de conférence. Mikko Koivu est le capitaine de l'équipe depuis le début de la saison 2009-2010.

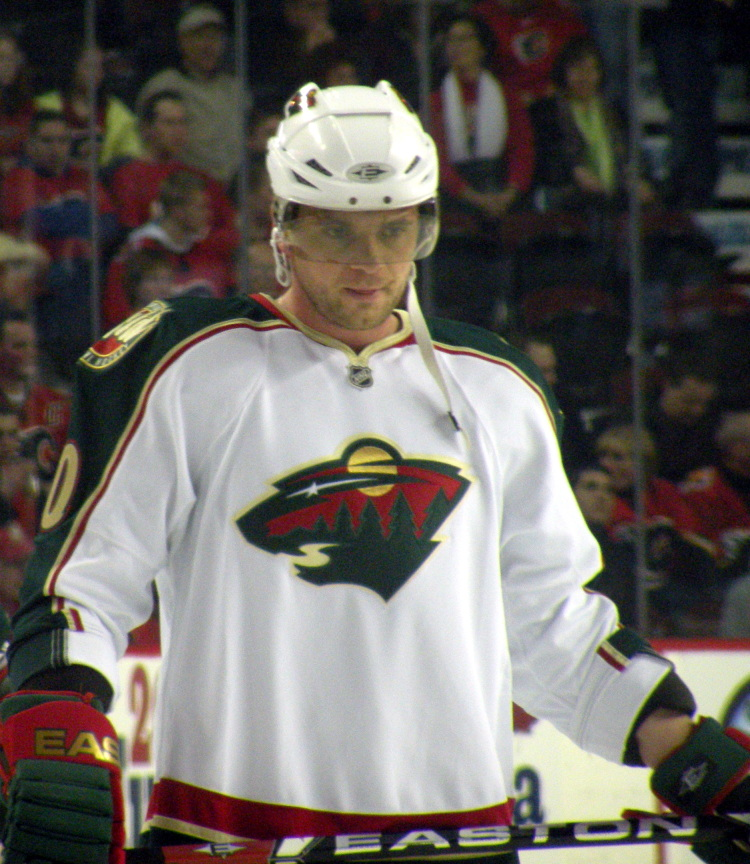
Marián Gáborík
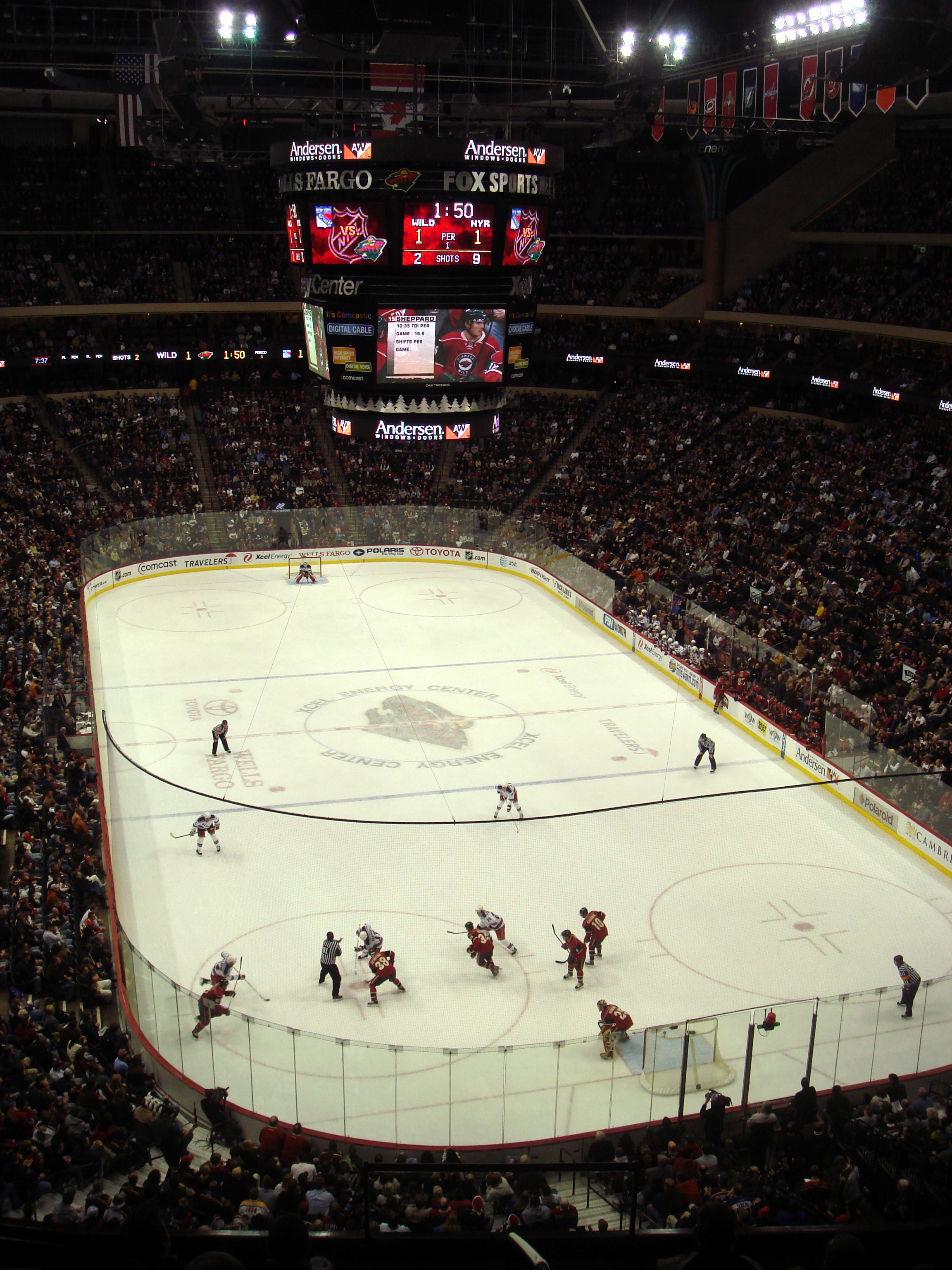
Xcel Energy Center
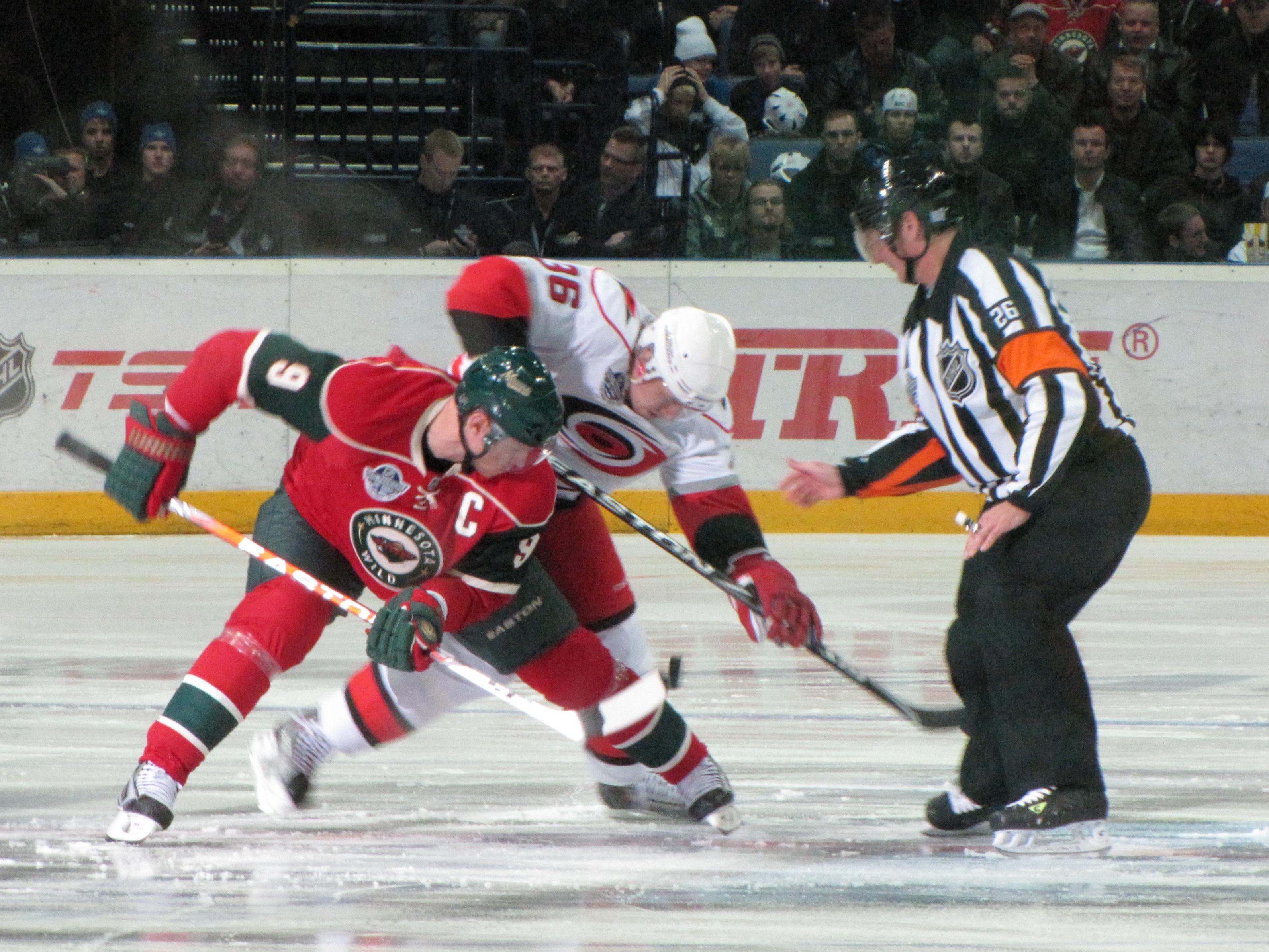
Engagement lors du premier match de la saison 2010-2011
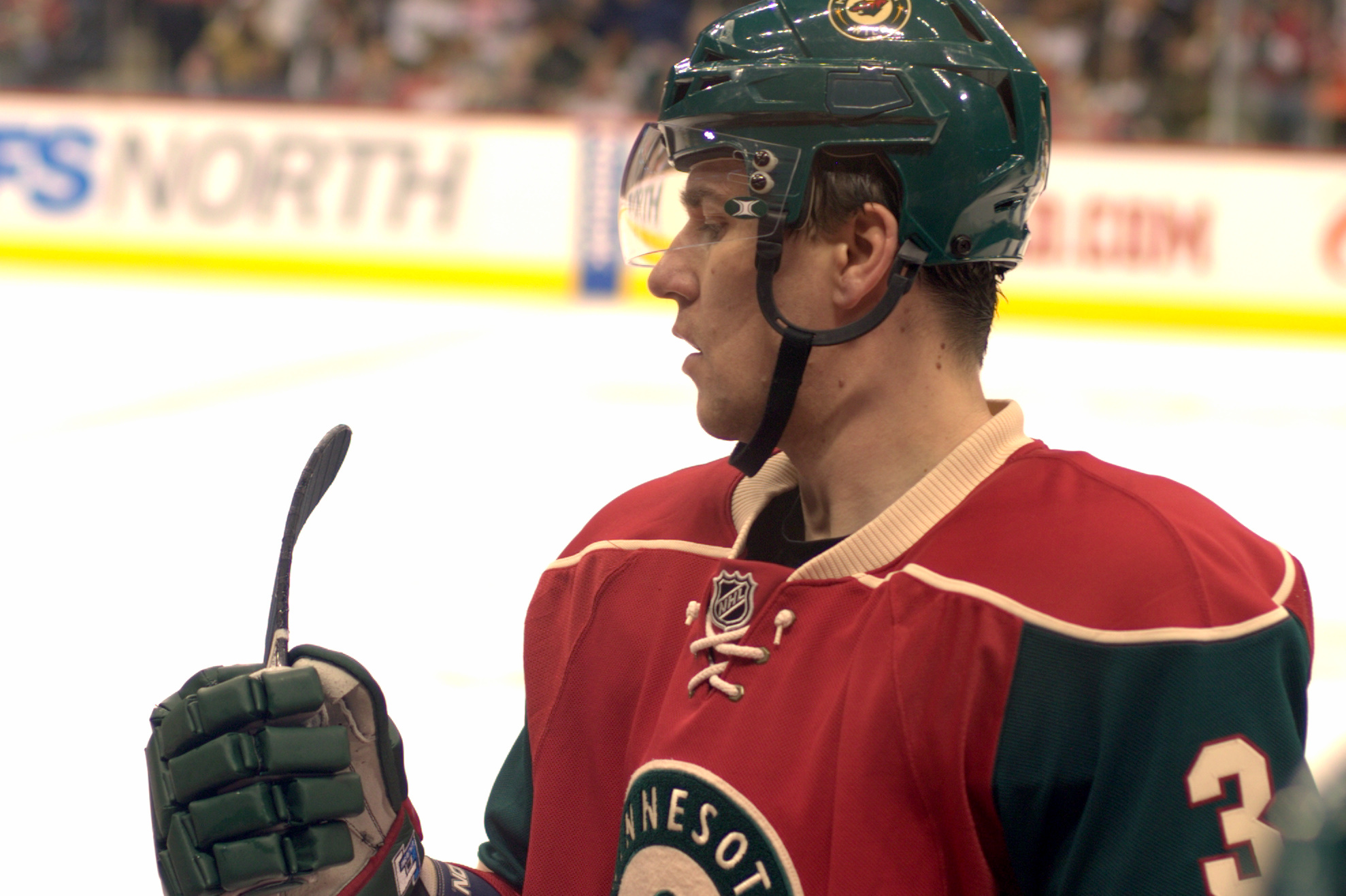
Marek Židlický

#### Predators de Nashville
Les Predators de Nashville sont basés à Nashville au Tennessee. Les Predators ont rejoint la LNH lors de l'expansion de 1998. Ils participent pour la première fois aux séries éliminatoires de la Coupe Stanley en 2003-2004, mais perdent en première ronde face aux Red Wings de Détroit. Ils jouent leurs matchs à domicile au Bridgestone Arena, depuis leur première saison.

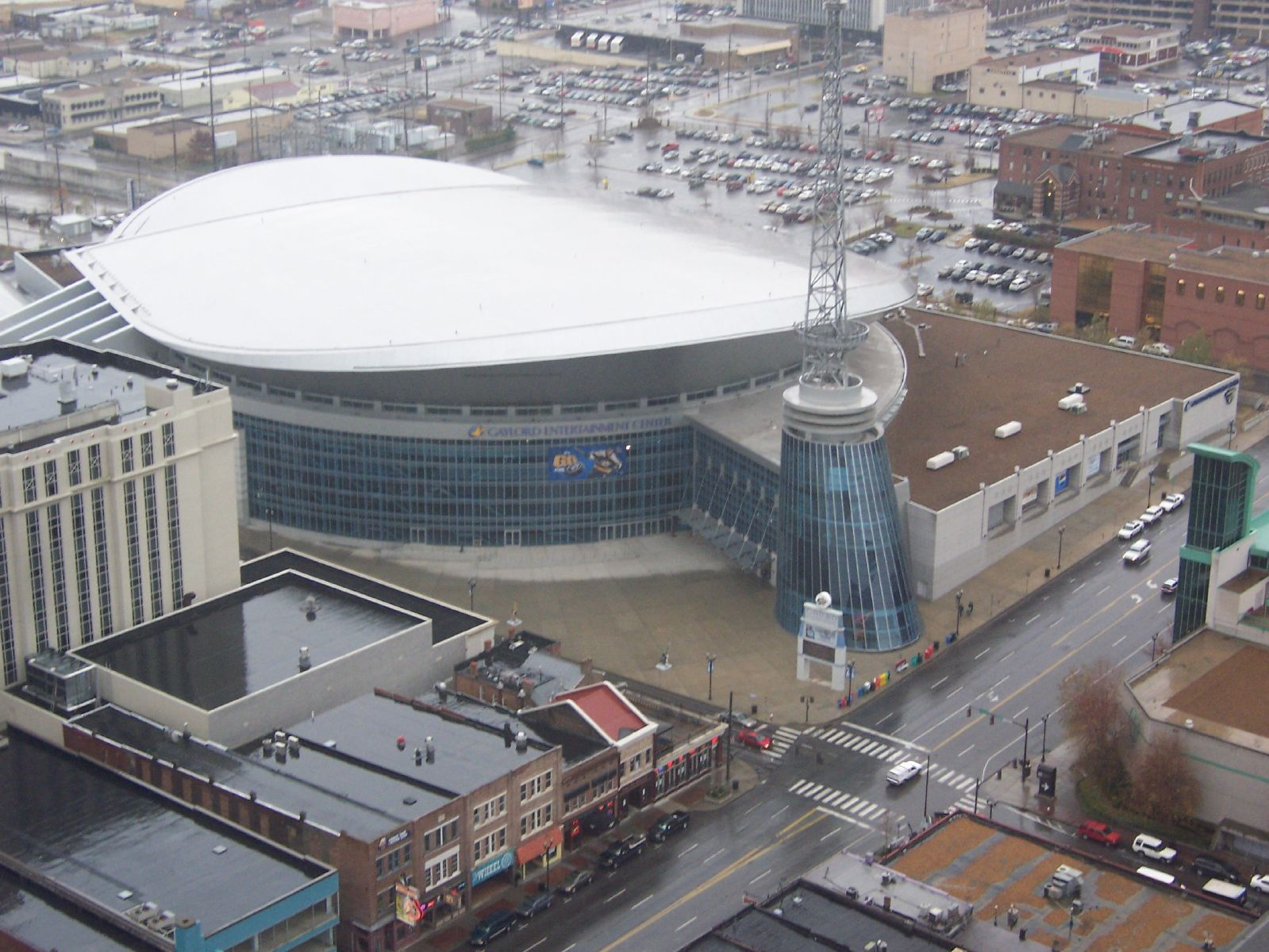
Le Bridgestone Arena
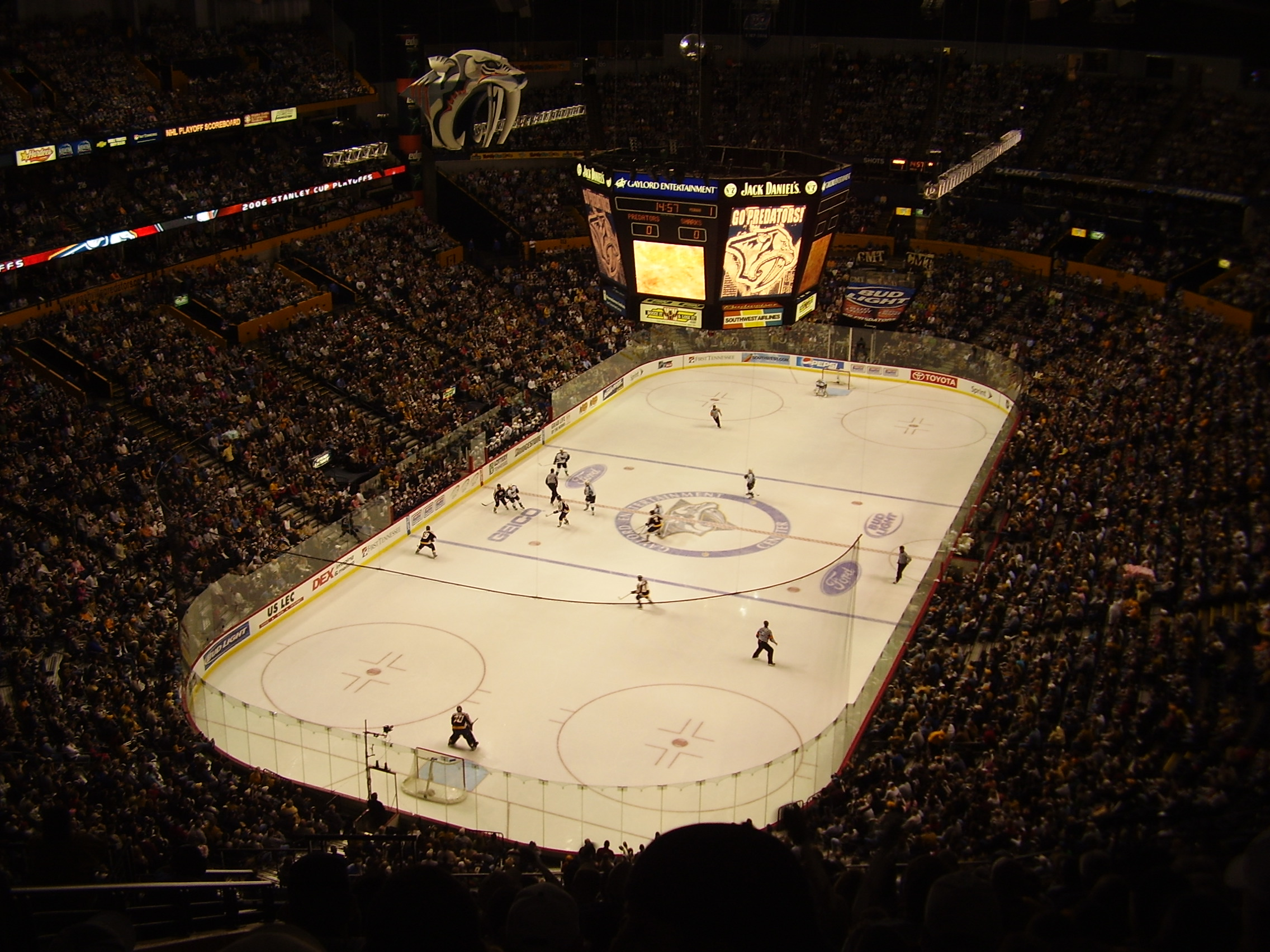
L'intérieur du Bridgestone Arena
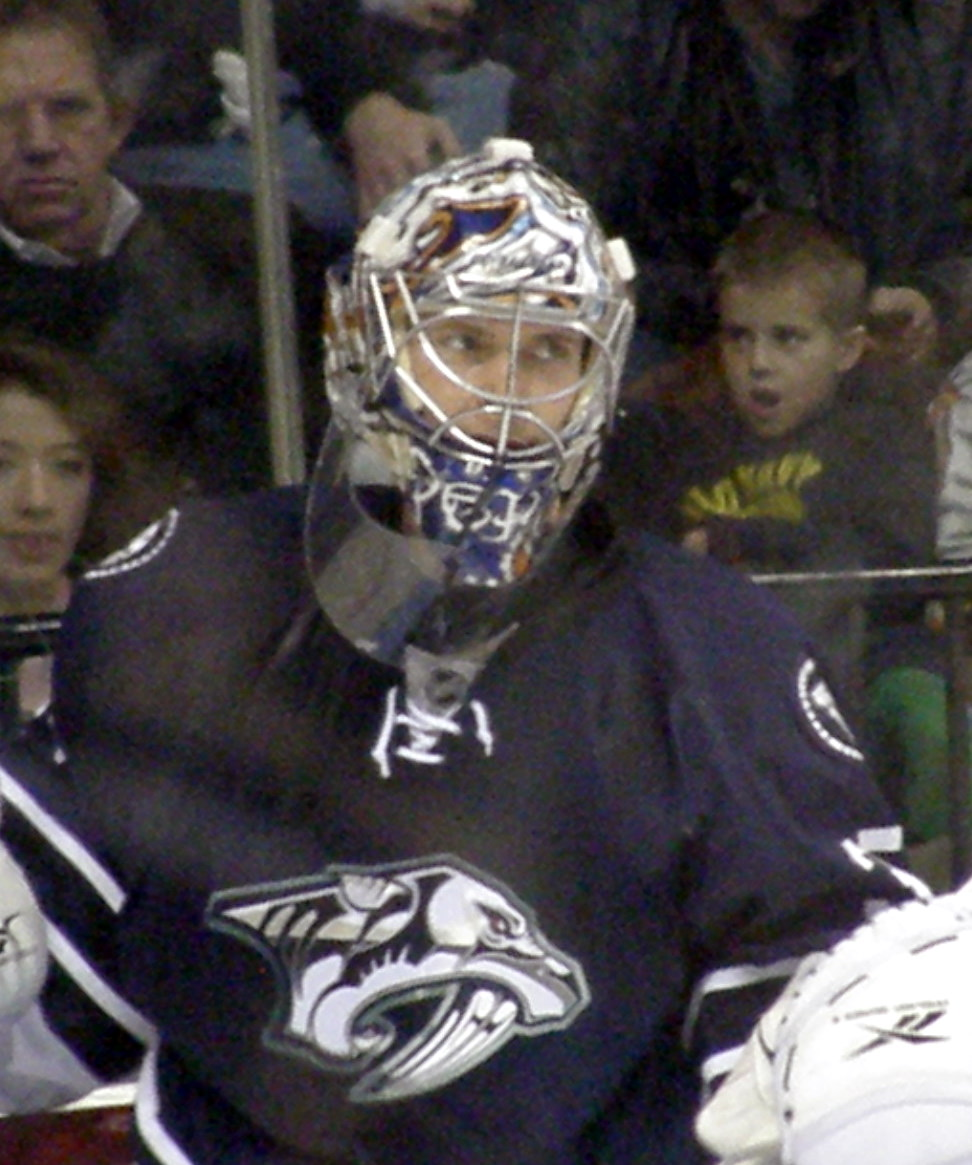
Pekka Rinne
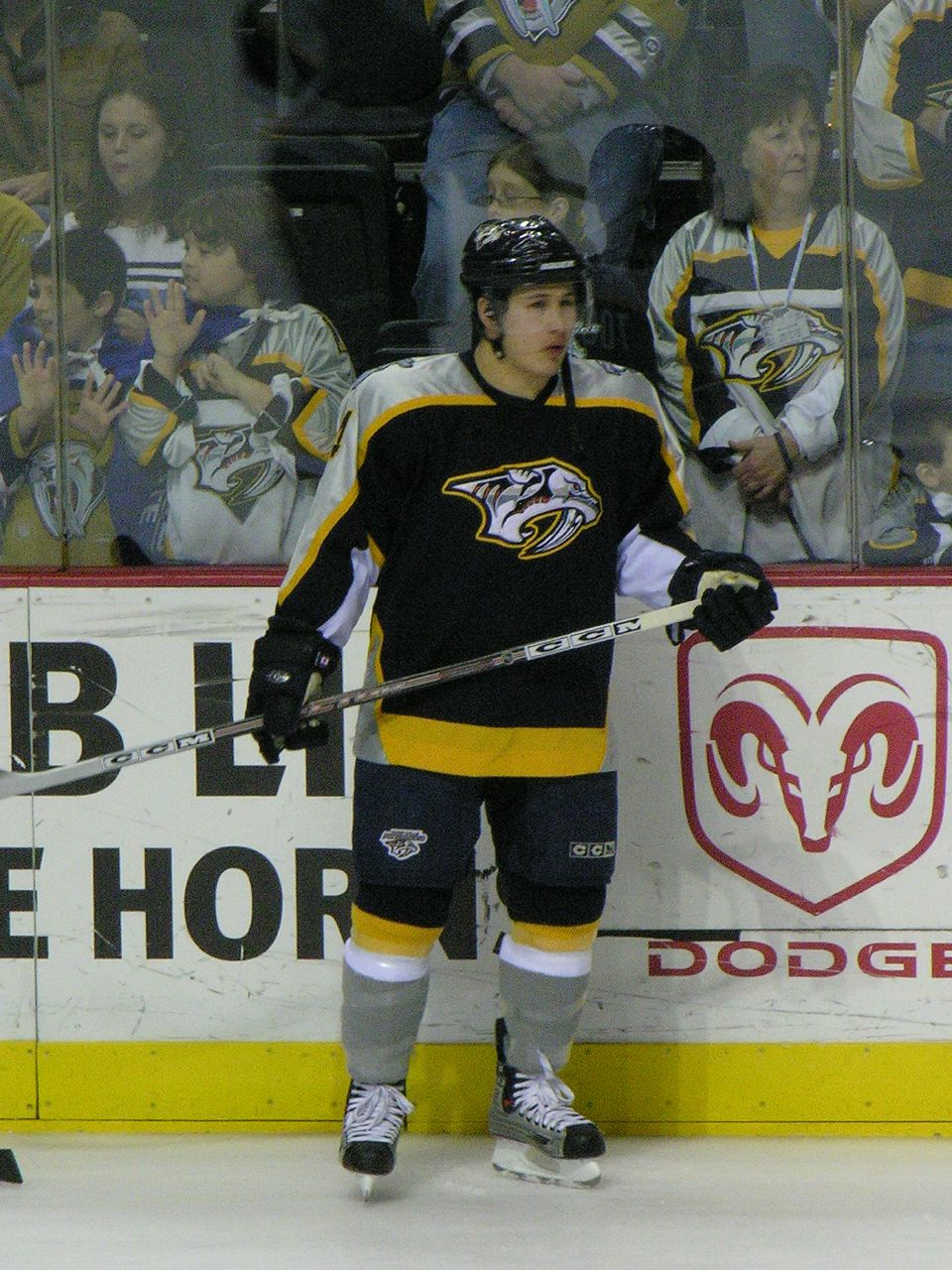
Jordin Tootoo, premier Inuit à jouer dans la LNH

#### Blues de Saint-Louis
Les Blues de Saint-Louis sont situés à Saint-Louis dans le Missouri. Les Blues sont l'une des six équipes de la LNH de l'expansion de 1967. Ils participent à la finale de la Coupe Stanley à leurs trois premières saisons mais doivent attendre 2019 pour remporter leur premier titre.
À leurs débuts, les Blues jouent leurs matchs à domicile dans la St. Louis Arena, salle occupée par le passé par les Eagles de St-Louis de la LNH en 1934-1935. Ils jouent dans le Scottrade Center depuis 1994. Les meilleurs joueurs de l'histoire des Blues sont Brett Hull, Pavol Demitra, Brian Sutter, Al MacInnis, Chris Pronger, Red Berenson, Keith Tkachuk ou encore Bernie Federko, le meilleur pointeur de l'histoire de l'équipe.

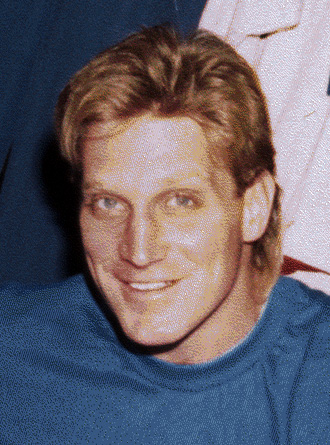
Brett Hull
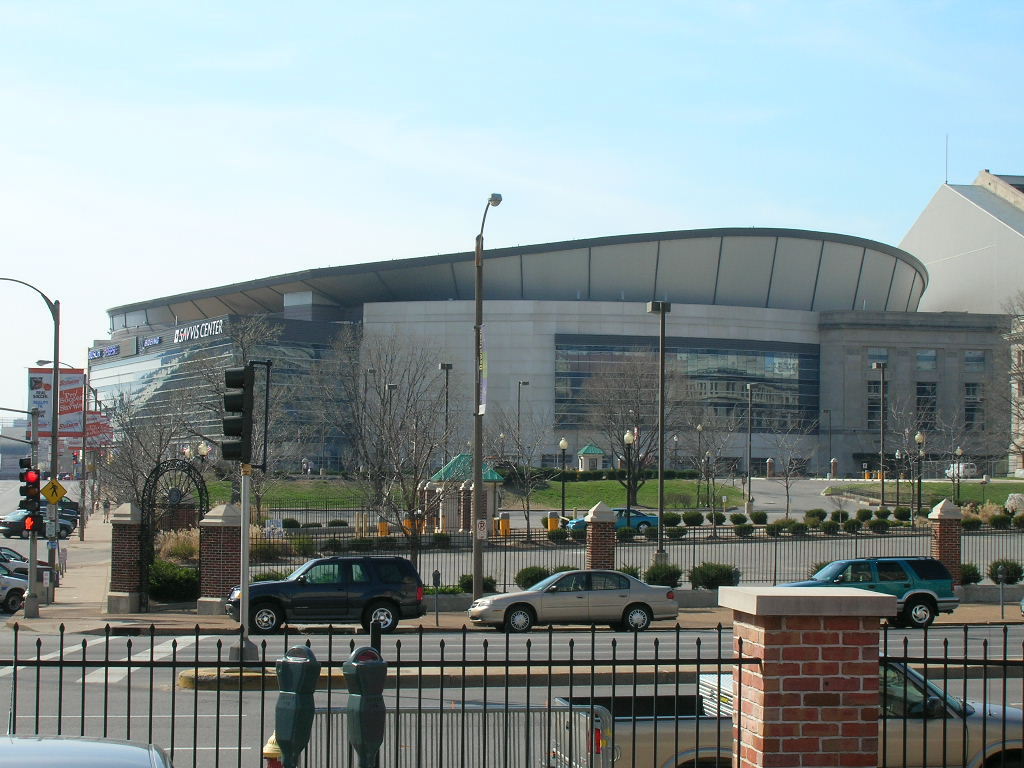
Le Scottrade Center
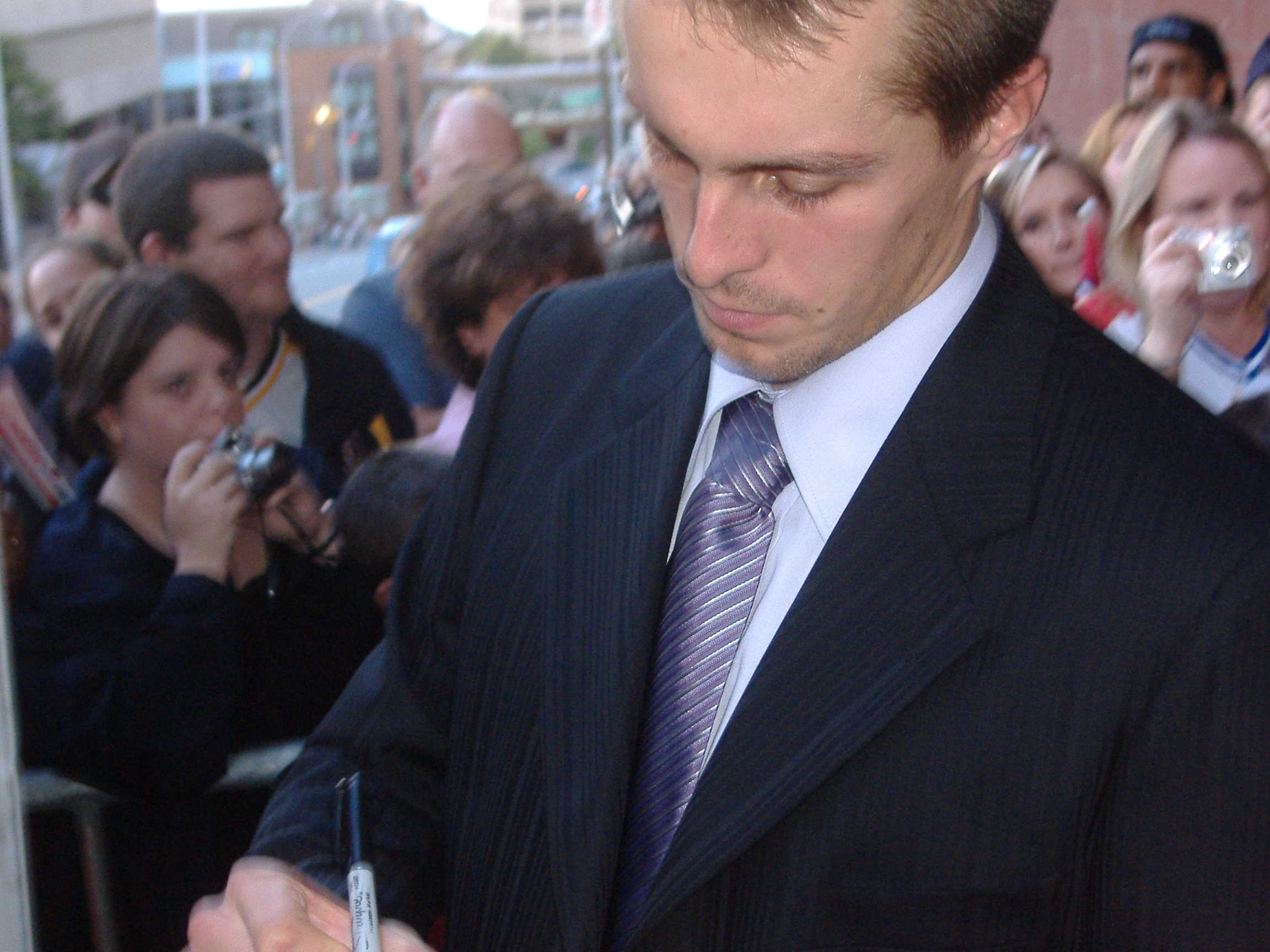
Jaroslav Halák, ancien gardien de but des Blues
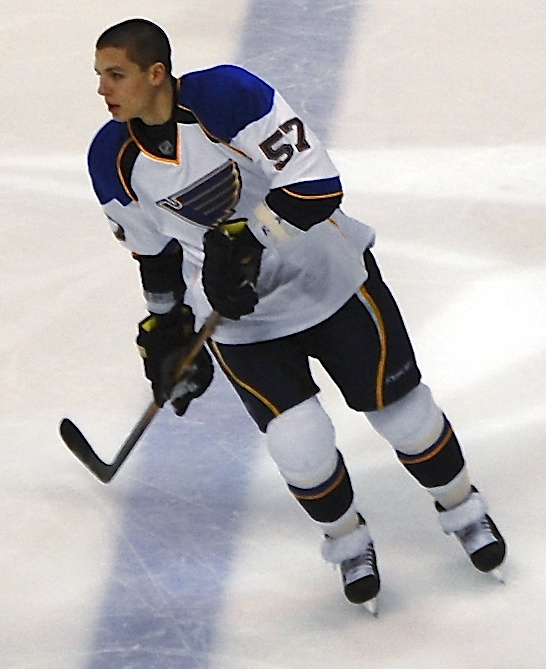
David Perron

#### Jets de Winnipeg
Les Jets de Winnipeg sont la continuité des Thrashers d'Atlanta qui rejoignent la LNH lors de l'expansion de 1999. Avant les débuts de la saison 2011-2012, l'équipe est vendue à la compagnie North Sports and Entertainment qui annonce son déménagement à Winnipeg, au Manitoba. Ils jouent leurs matchs à domicile au MTS Centre. Ils jouent leur premier match en saison régulière le 9 octobre 2011 à leur domicile contre les Canadiens de Montréal. Les Jets vont perdre le match par la marque de 5-1 mais Nikolaï Antropov va marquer le premier but de l'histoire des Jets.

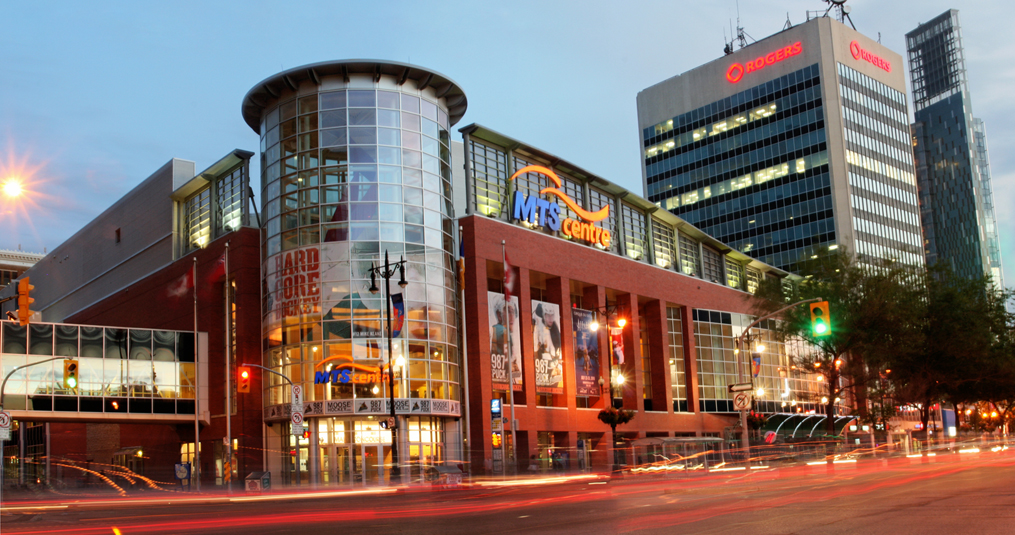
Le MTS Centre
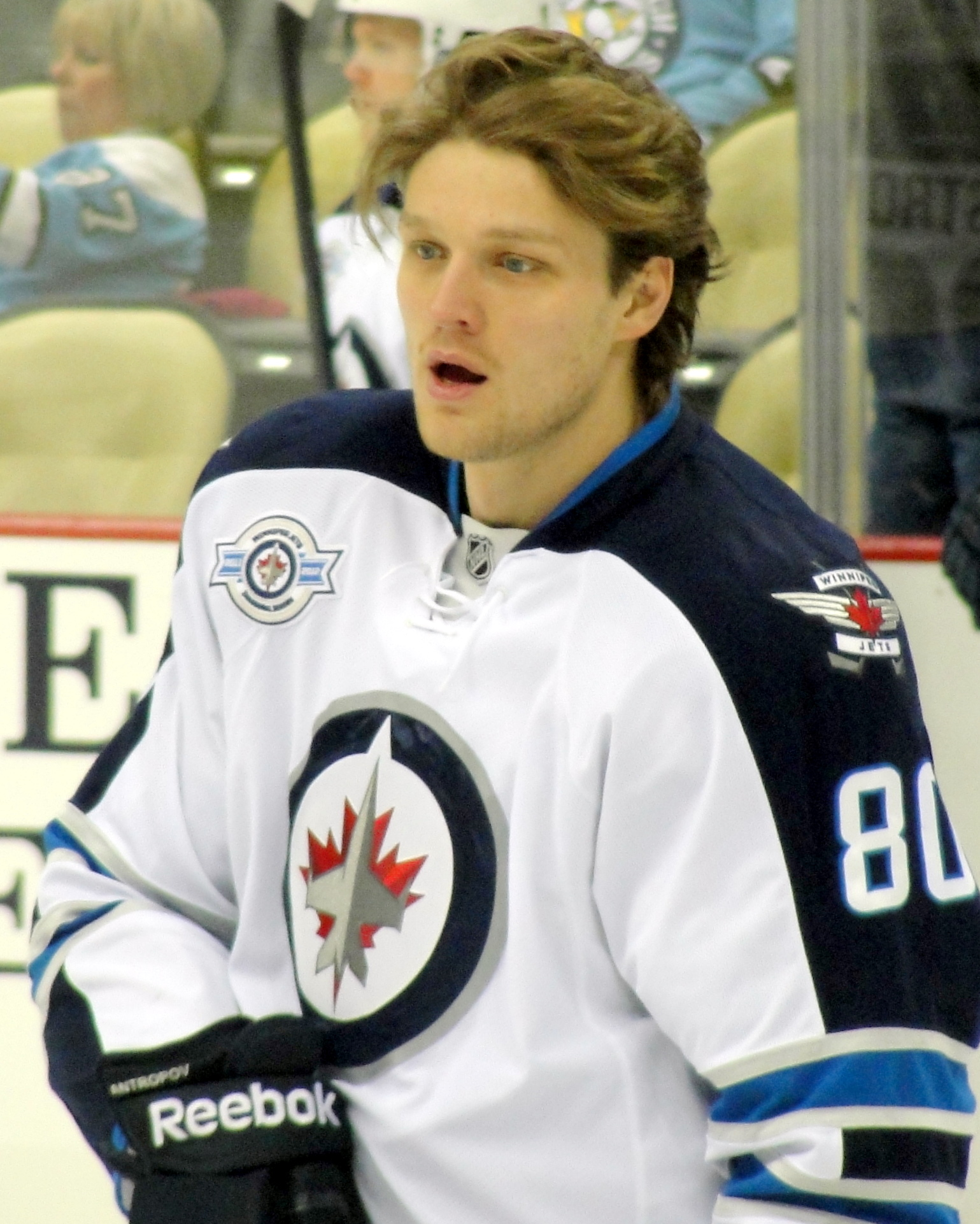
Nikolaï Antropov est le premier buteur de l'histoire des Jets
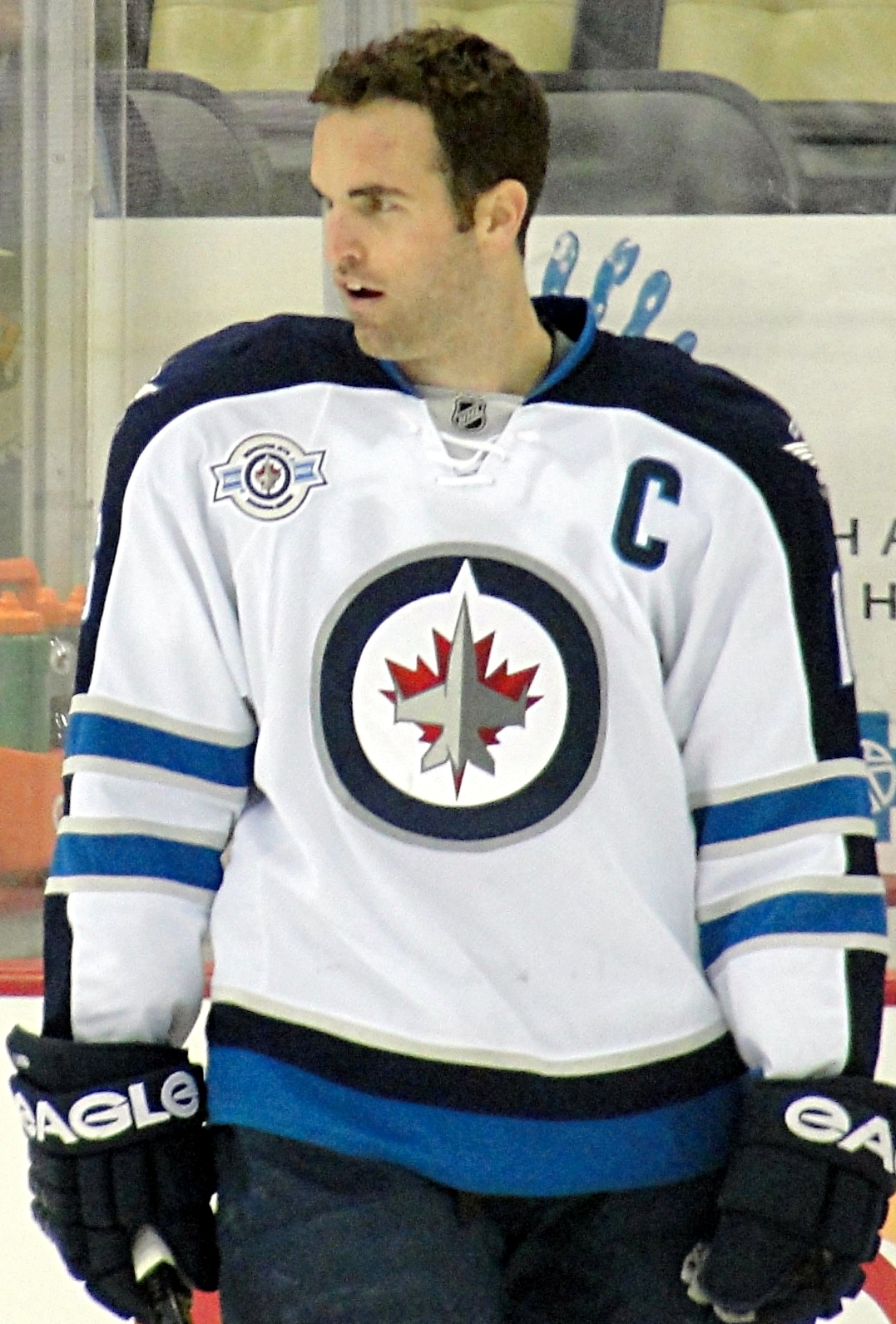
Andrew Ladd est le premier capitaine de l'équipe

### Division Pacifique

#### Ducks d'Anaheim
Les Mighty Ducks d'Anaheim sont créés en 1993 par la Walt Disney Company à la suite du succès de son film The Mighty Ducks sorti l'année précédente,. La nouvelle franchise prend ses quartiers à Anaheim, située dans la banlieue de Los Angeles et qui abrite le Disneyland Resort, l'un des plus grands parcs d'attractions de la firme américaine. Après sa revente en 2005, la franchise change de nom en 2006 pour devenir les Ducks d'Anaheim. Après une finale perdue en 2003, les Ducks remportent leur première et unique coupe Stanley en 2007 contre les Sénateurs d'Ottawa.
Les Mighty Ducks d'Anaheim disputent leurs matchs dans le Honda Center, anciennement connu sous le nom d'Anaheim Arena puis de Arrowhead Pond of Anaheim puis Honda Center. En raison de son histoire récente, le seul numéro retiré de la franchise est celui de Wayne Gretzky retiré pour toutes les franchises de la LNH.

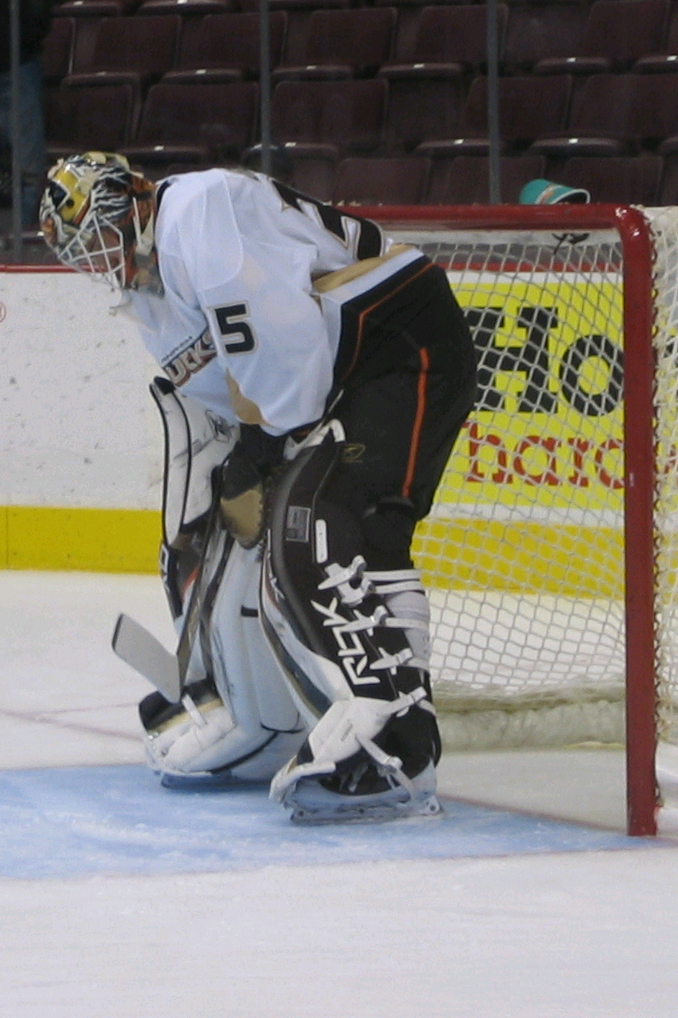
Jean-Sébastien Giguère, vainqueur du trophée Conn-Smythe en 2003.
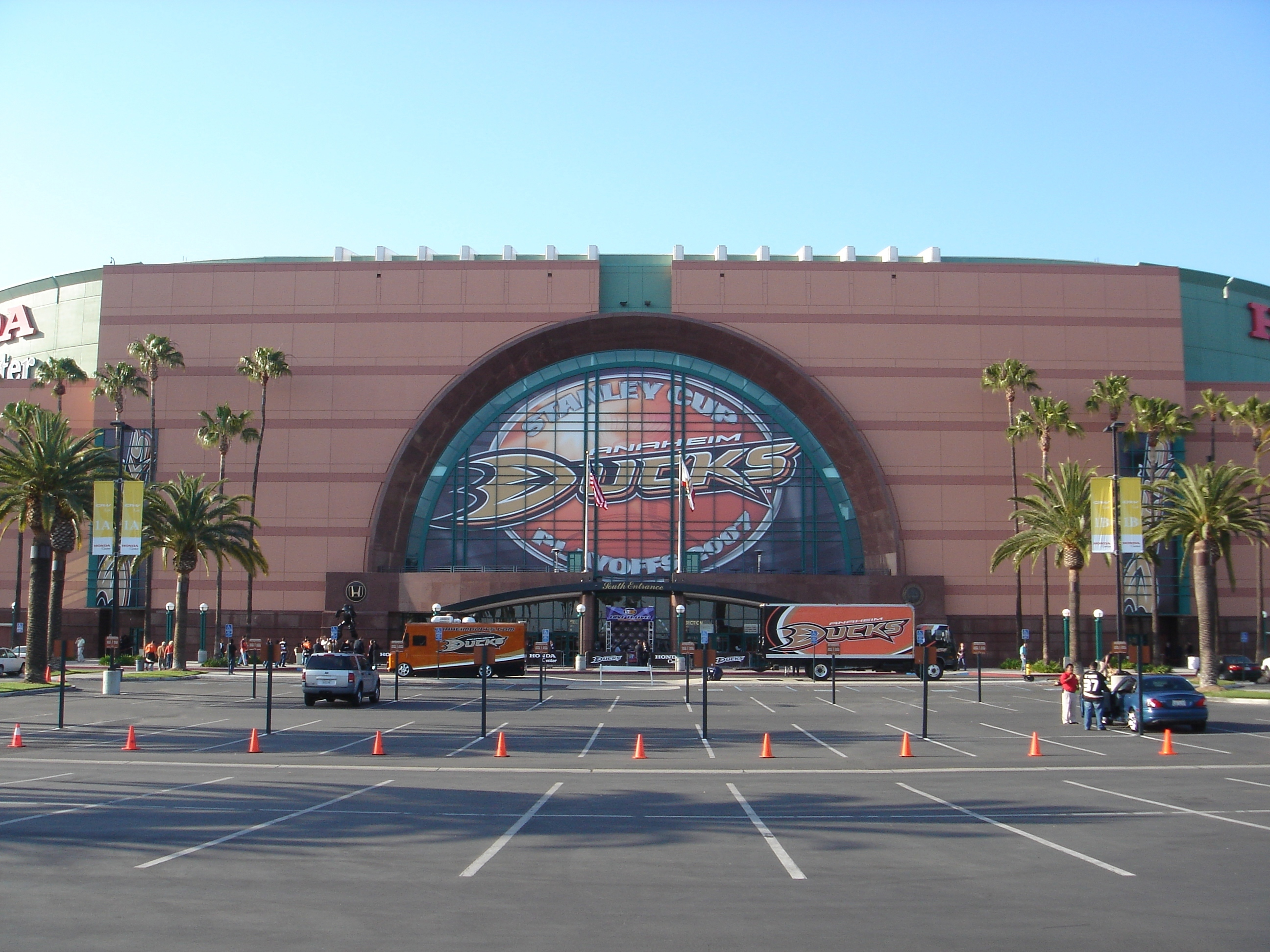
Le Honda Center
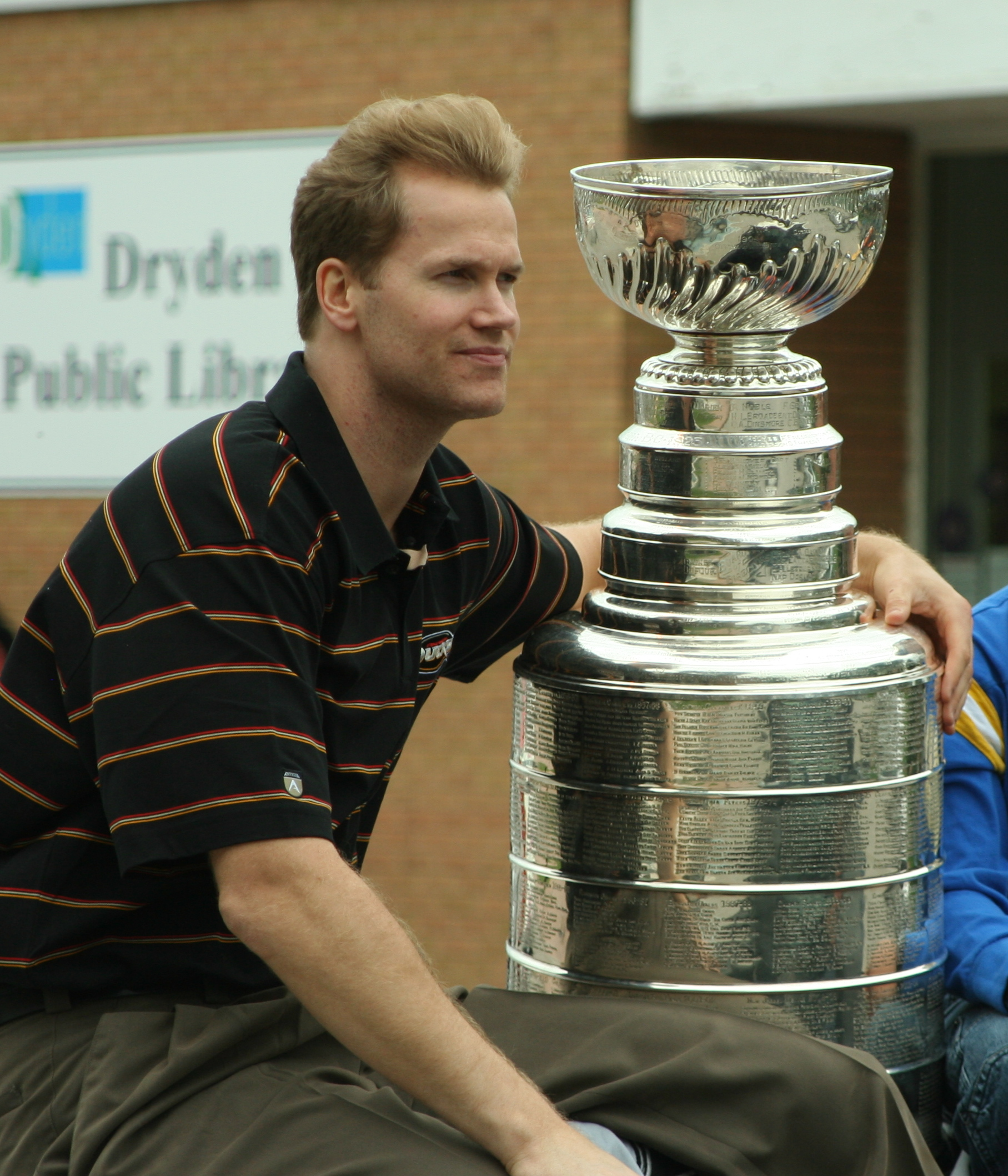
Chris Pronger avec la Coupe Stanley en 2007.
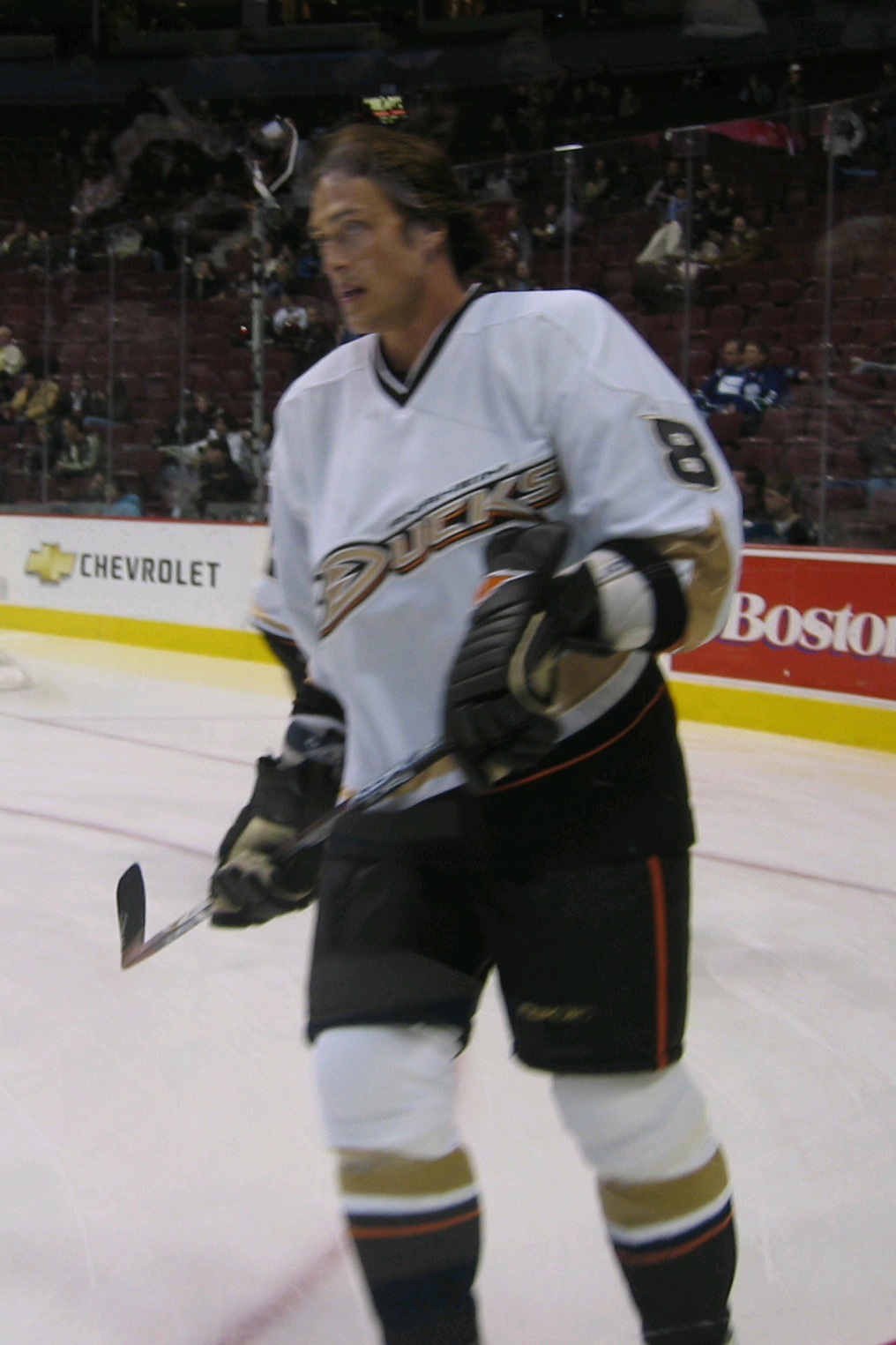
Teemu Selänne, meilleur buteur et pointeur de l'équipe

#### Flames de Calgary
Les Flames de Calgary sont la continuité des Flames d'Atlanta qui rejoignent la LNH avec les Islanders de New York lors de l'expansion de 1972. Ils ont participé à trois finales de la Coupe Stanley soit en 1986, 1989 et en 2004, ils ont remporté le trophée en 1989 face aux Canadiens de Montréal.

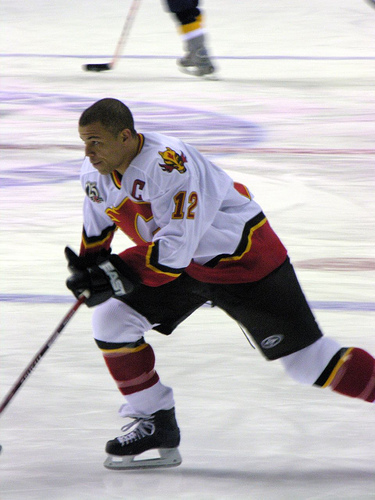
L'ancien capitaine Jarome Iginla.
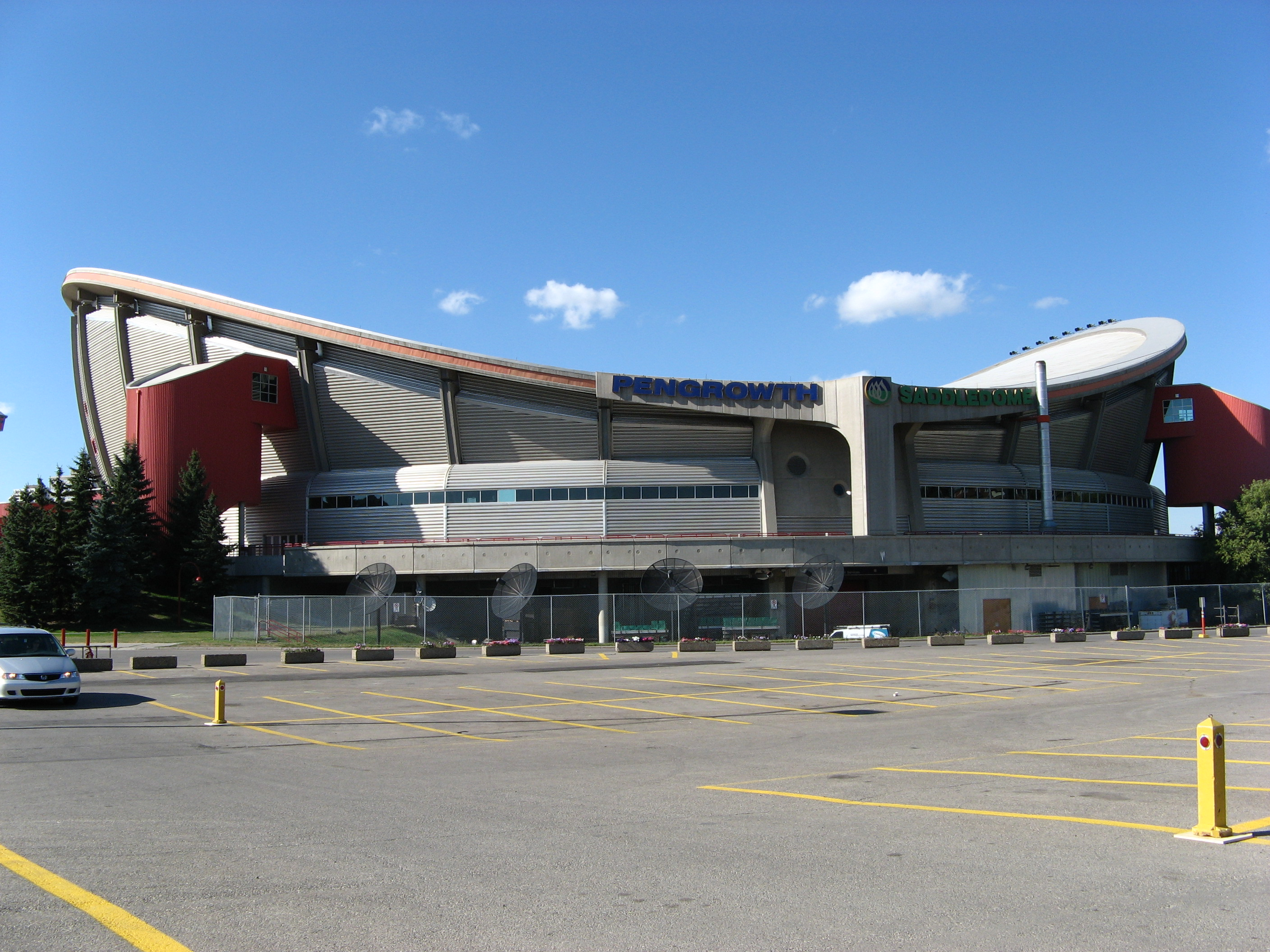
Le Scotiabank Saddledome
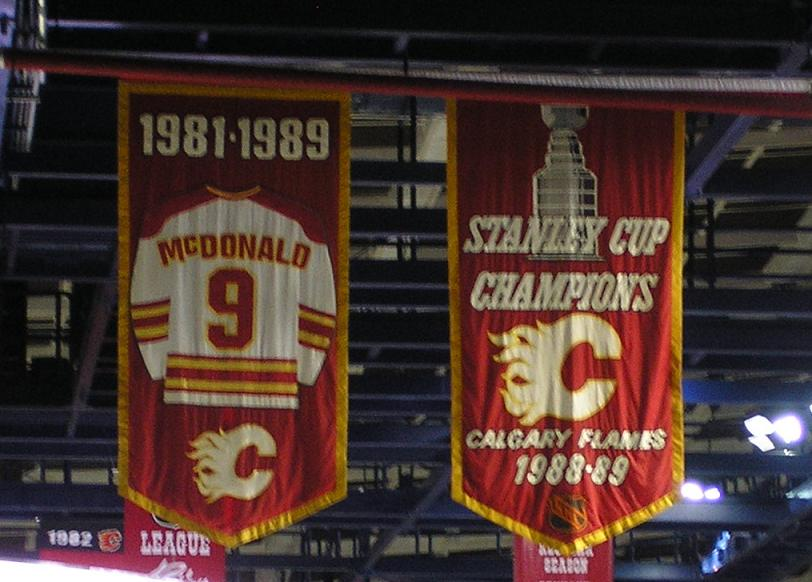
La bannière de la coupe Stanley.
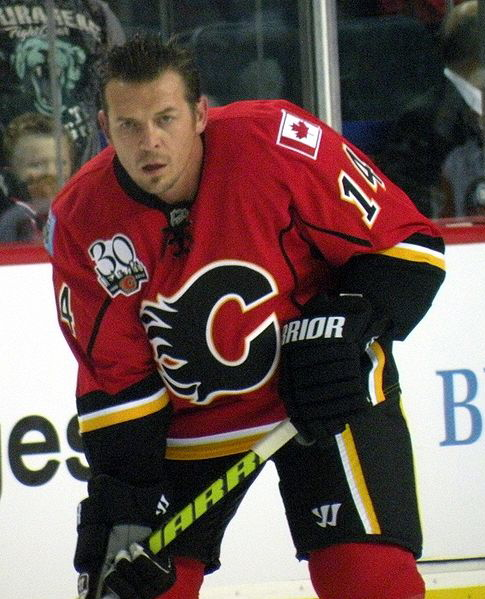
Theoren Fleury, un des meilleurs joueurs de l'histoire des Flames

#### Oilers d'Edmonton
Les Oilers d'Edmonton jouent dans l'Association mondiale de hockey de 1972 jusqu'en 1979 – année de fermeture de l'AMH - puis ils rejoignent la LNH avec trois autres équipes : les Nordiques de Québec, les Jets de Winnipeg et les Whalers de Hartford. Après leur arrivée dans la LNH, ils gagnent la Coupe Stanley à cinq reprises : en 1984, 1985, 1987, 1988 et 1990 et sont finalistes en 1983 et 2006.
Ils jouent leurs matchs à domicile au Rexall Place de l'inauguration en 1974 à 2016. Dès la saison suivante, ils déménagent au Rogers Place. Les meilleurs joueurs de l'histoire de l'équipe sont Jari Kurri, Mark Messier, Doug Weight, Paul Coffey, Glenn Anderson, Ryan Smyth, Grant Fuhr, Shawn Horcoff ou encore Wayne Gretzky, le meilleur pointeur de l'histoire de l'équipe et qui est considéré comme le meilleur joueur de l'histoire de la LNH.

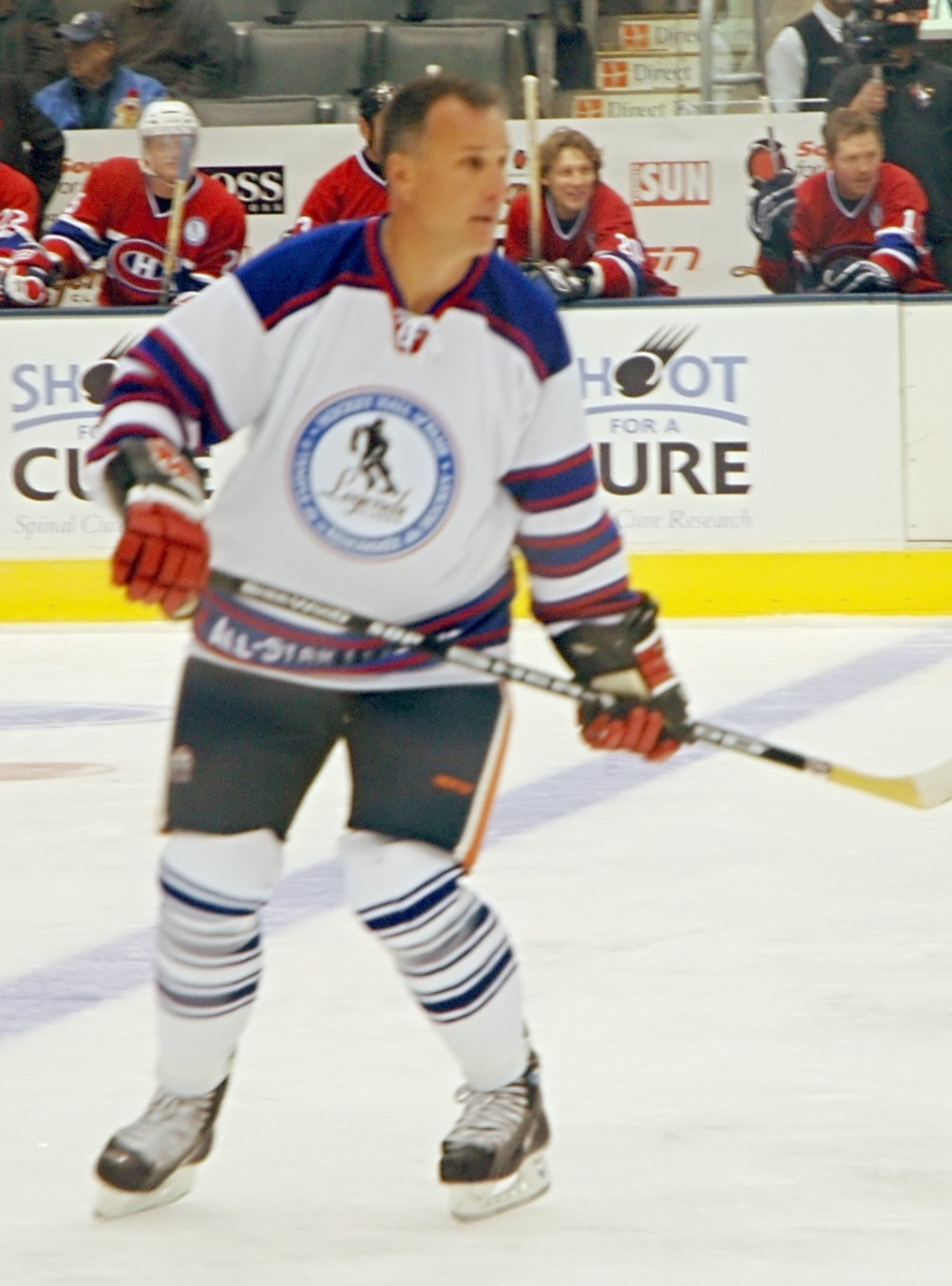
Paul Coffey
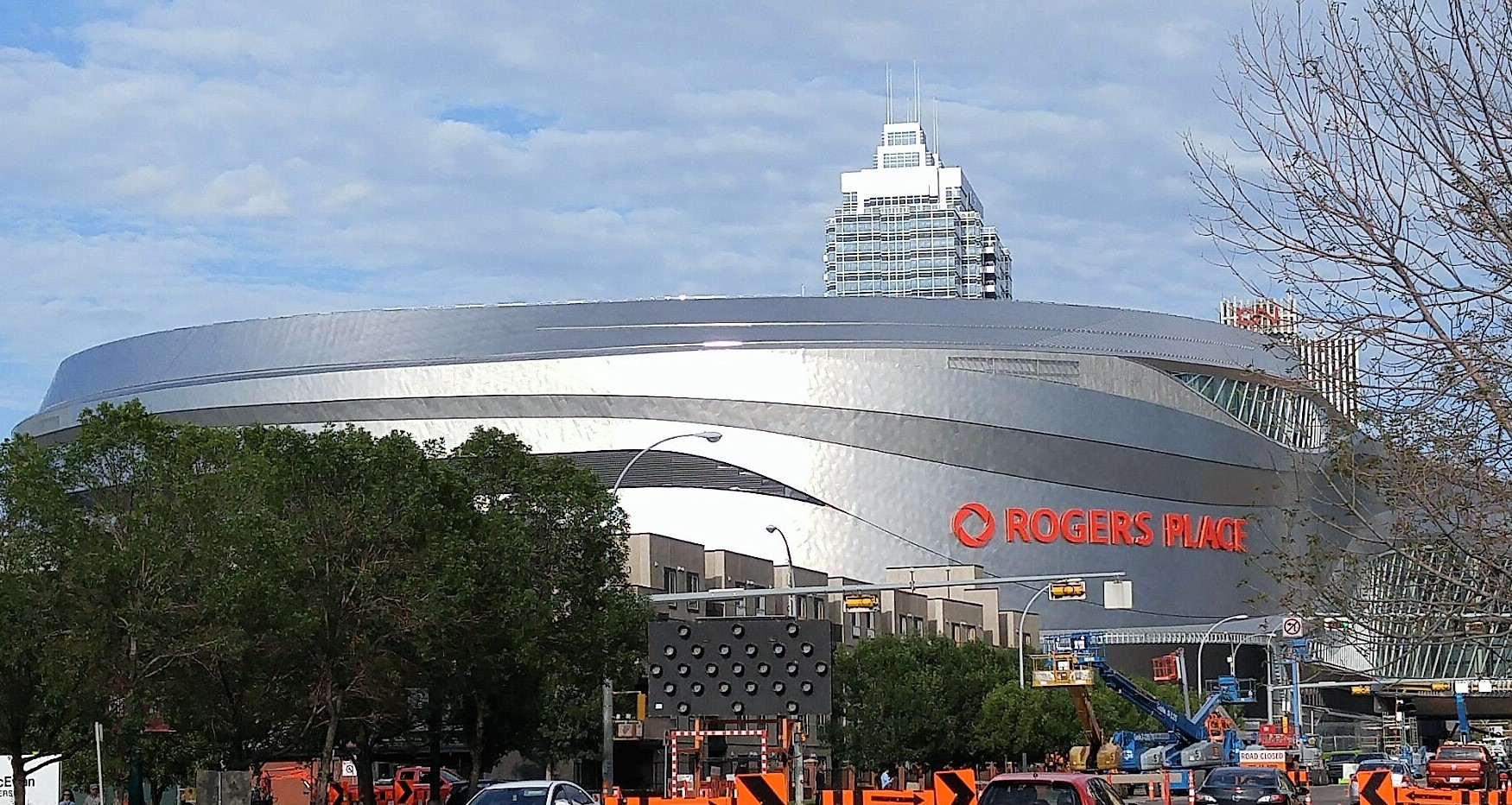
Le Rogers Place
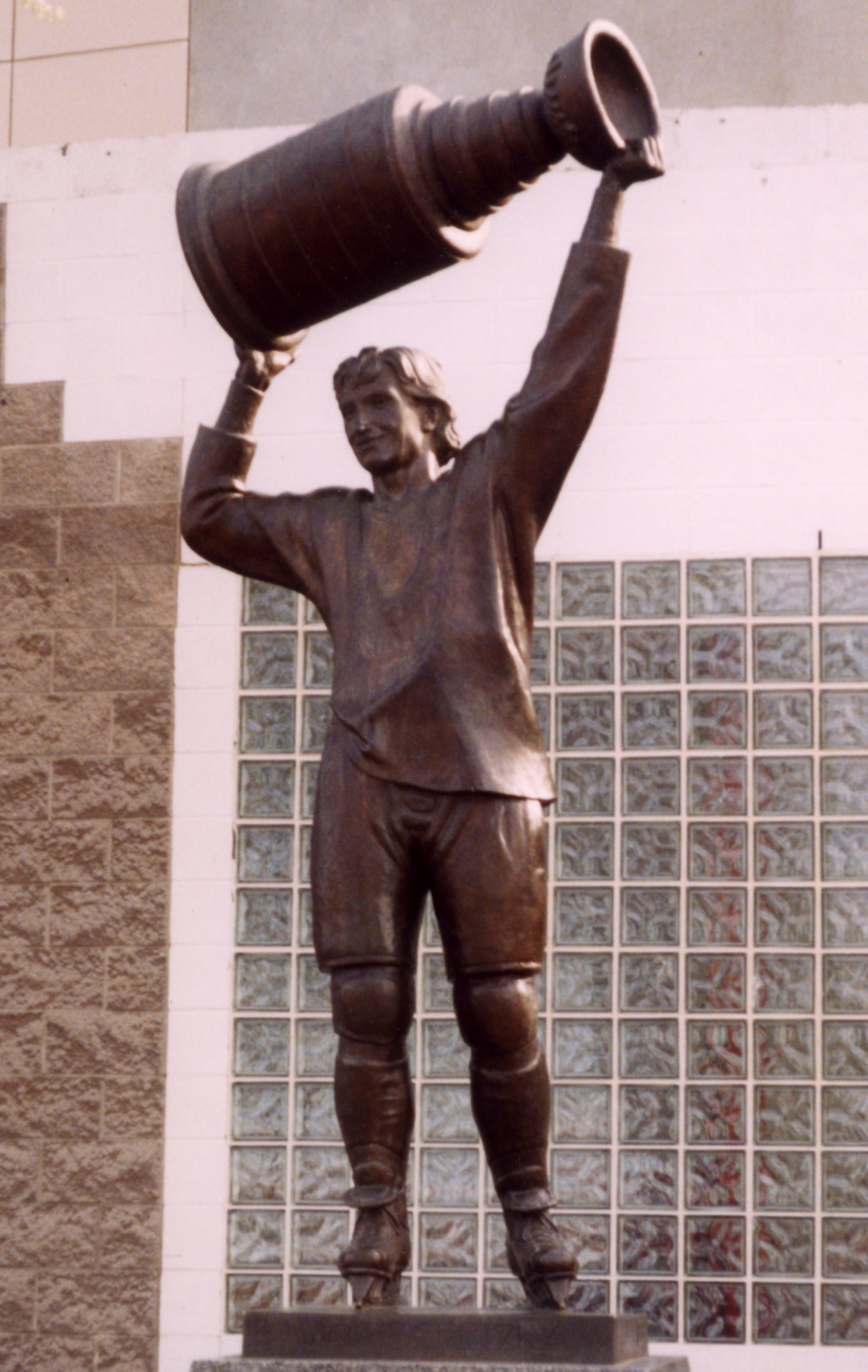
Statue de Wayne Gretzky devant le Rexall Place, l'ancien domicile des Oilers
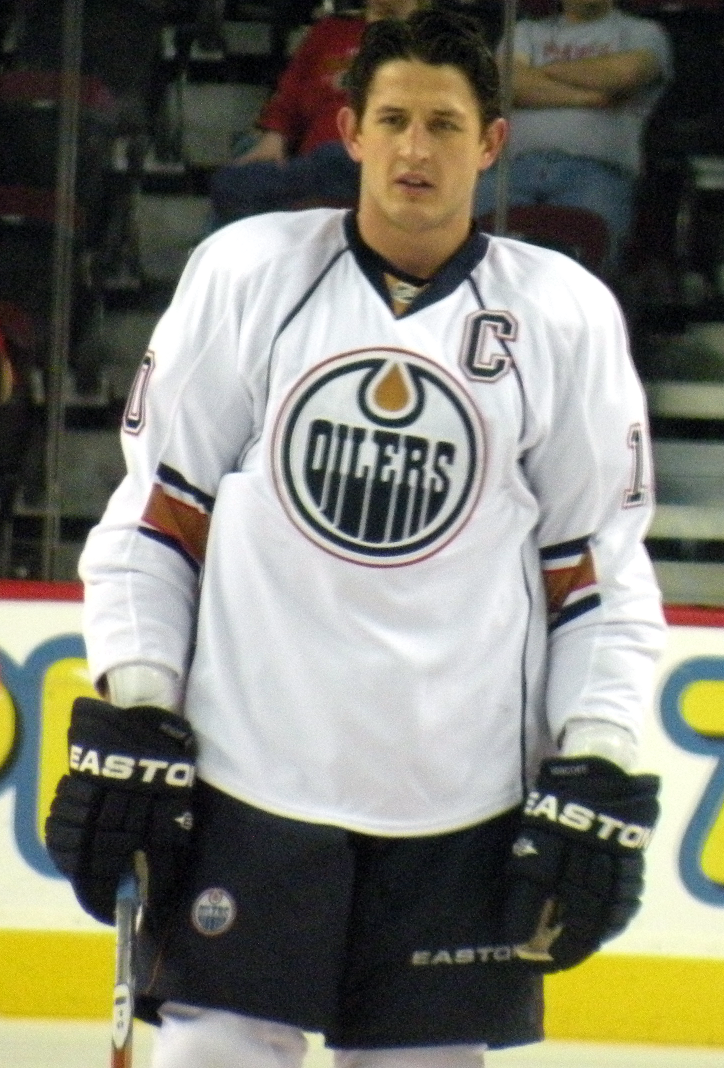
Shawn Horcoff, l'ancien capitaine de l'équipe

#### Kings de Los Angeles
Les Kings de Los Angeles sont l'une des six équipes de l'expansion de 1967. Situés à Los Angeles dans la Californie, les Kings sont, avec les Seals d'Oakland, la première franchise californienne à intégrer la LNH. Ils participent à la finale de la Coupe Stanley en 1993 mais perdent la finale face aux Canadiens de Montréal.
Lors de leur première saison, ils jouent les deux premiers matchs à domicile au Long Beach Arena. Après six parties à l'extérieur, ils jouent au Los Angeles Memorial Sports Arena, pour 14 nouveaux matchs avant de rejoindre The Forum. Ils jouent au Forum jusqu'en 1999 puis ils jouent au Staples Center. Les meilleurs joueurs de l'histoire des Kings sont Luc Robitaille, Dave Taylor, Bernie Nicholls, Rogatien Vachon, Wayne Gretzky, Rob Blake, Butch Goring, Charlie Simmer, Jim Fox ou encore Marcel Dionne, le meilleur pointeur de l'histoire des Kings.

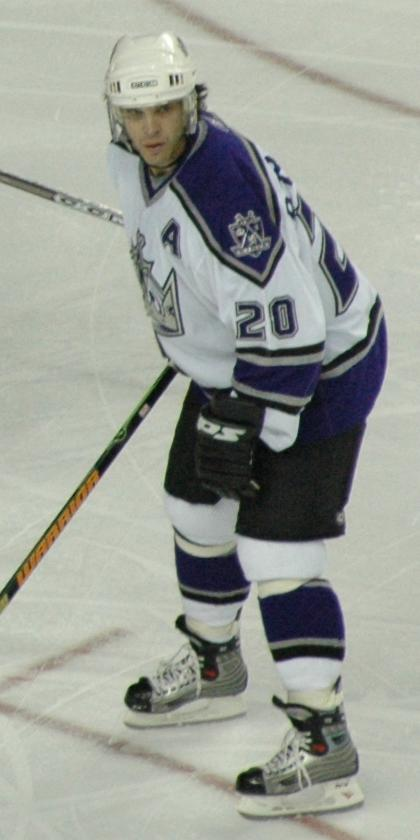
Luc Robitaille
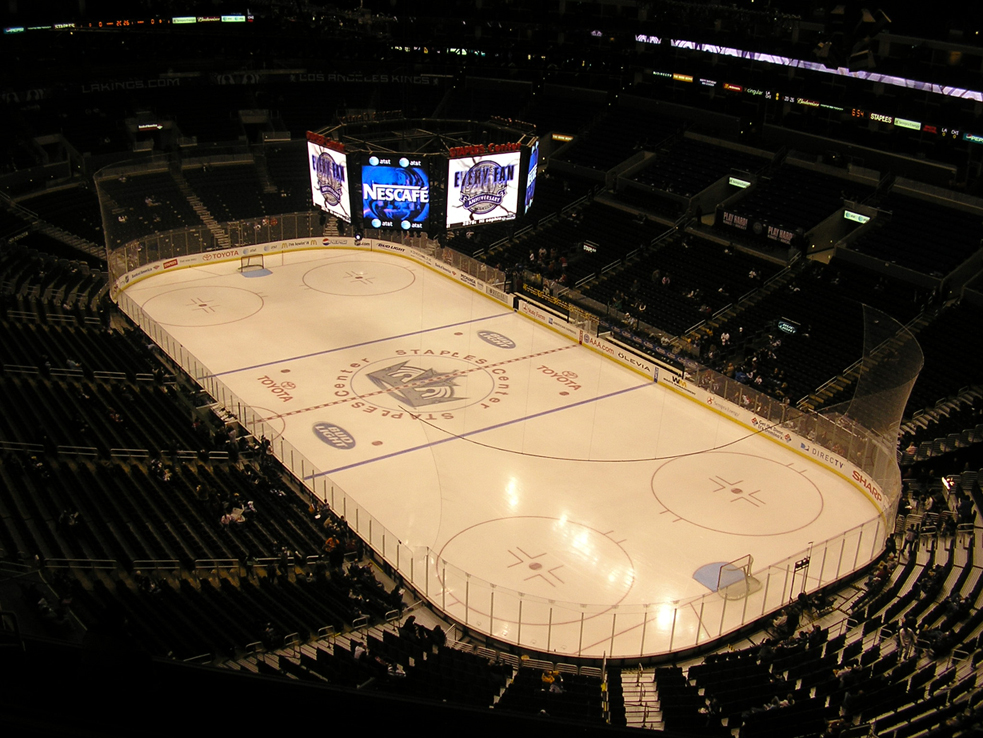
Le Staples Center
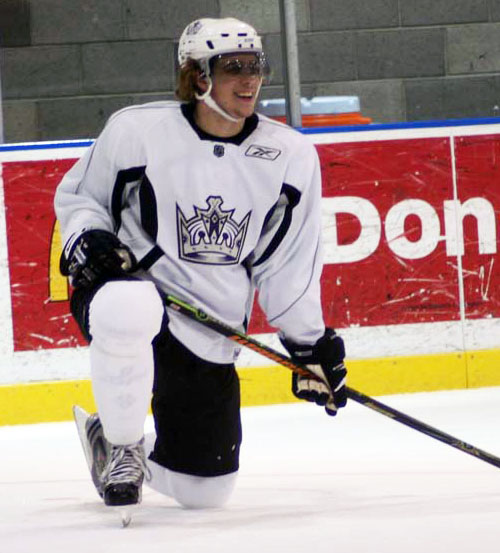
Anže Kopitar est le premier Slovène à jouer dans la LNH
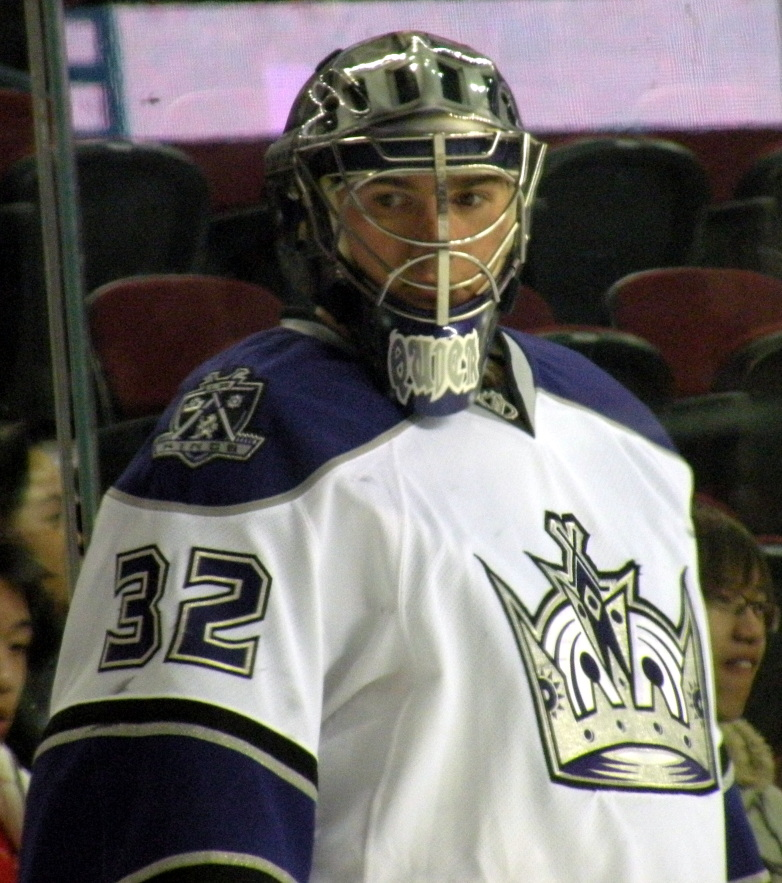
Jonathan Quick, gardien de but des Kings depuis 2007

#### Sharks de San José
Les Sharks de San José sont une équipe de San José en Californie créée lors de l'expansion de 1991. Les Sharks ont joué leurs matchs à domicile au Cow Palace durant leurs deux premières saisons puis ils jouent au SAP Center at San Jose depuis la saison 1993-1994. Les Sharks ne sont jamais apparu en finale de la Coupe Stanley mais gagnent cinq titres de division (2002, 2004, 2008, 2009, 2010).
Les meilleurs joueurs de l'histoire de l'équipe sont Joe Thornton, Owen Nolan, Jonathan Cheechoo, Jeff Friesen, Evgeni Nabokov, Marco Sturm, Vincent Damphousse, Mike Ricci, Joe Pavelski ou encore Patrick Marleau, le meilleur pointeur de l'équipe.

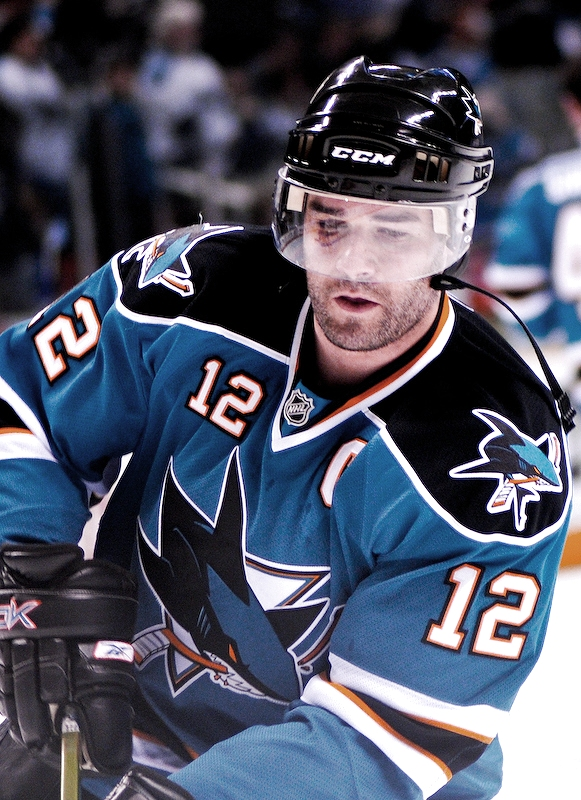
Patrick Marleau
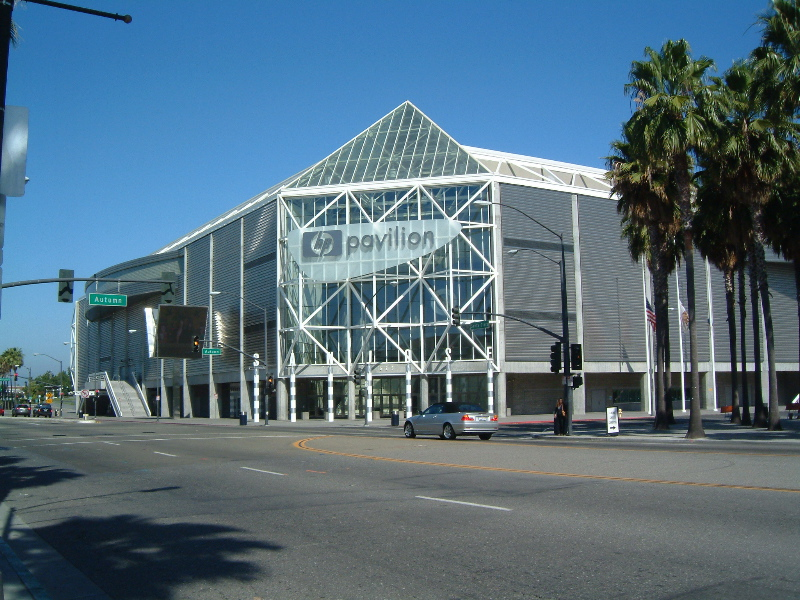
Le HP Pavilion at San Jose
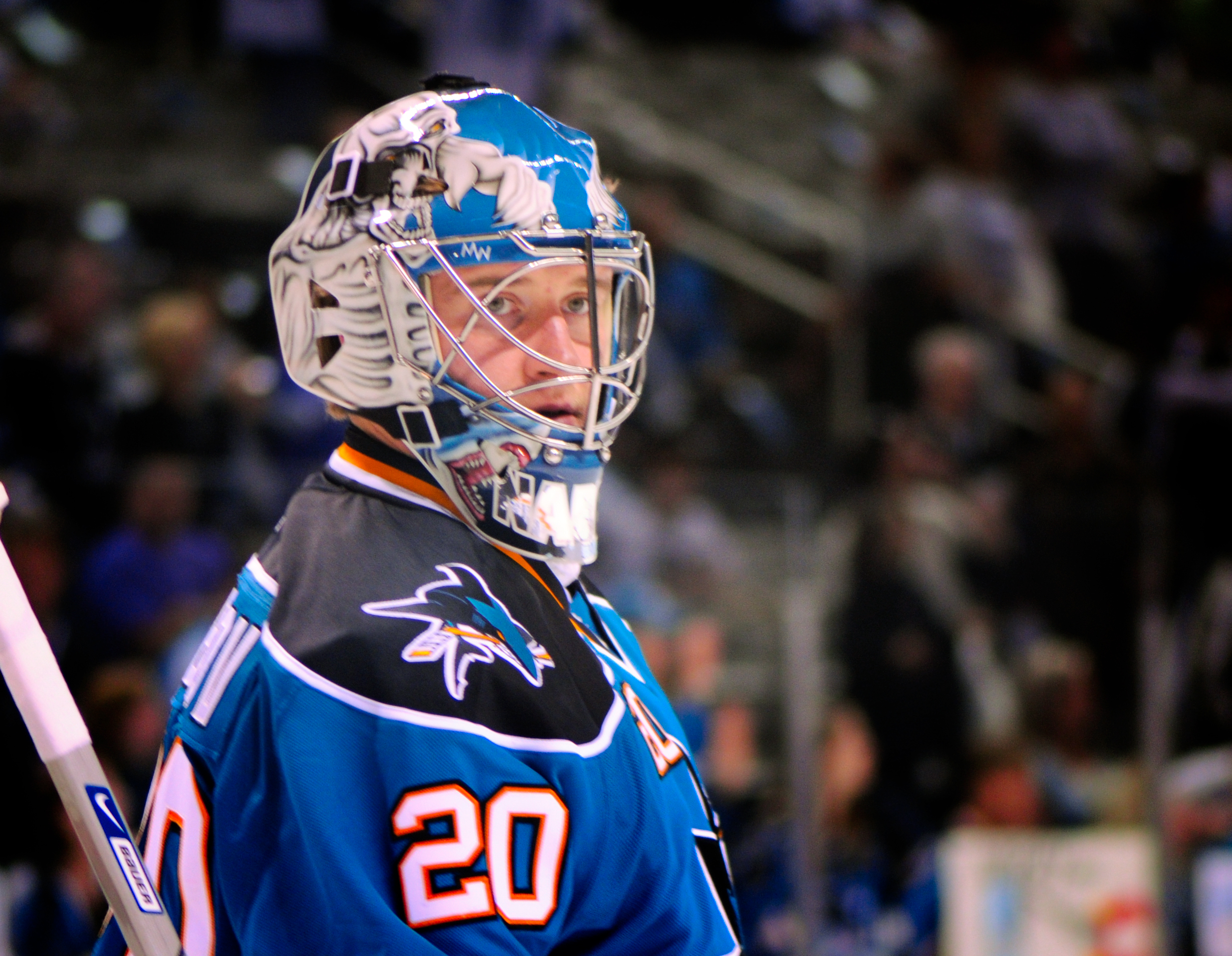
Evgeni Nabokov, ancien gardien de but des Sharks
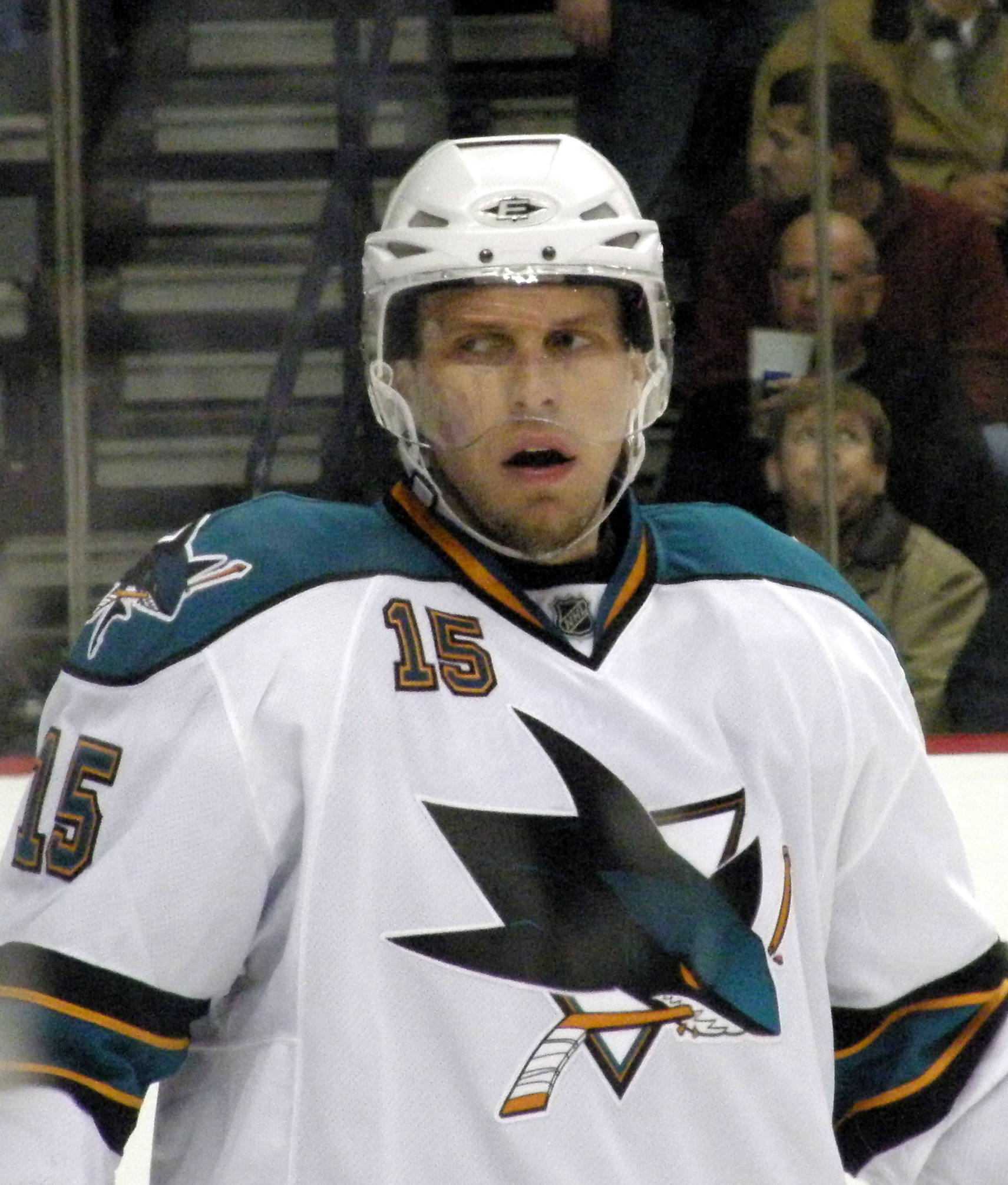
Dany Heatley

#### Canucks de Vancouver
Les Canucks de Vancouver font leur entrée dans la LNH avec les Sabres de Buffalo lors de l'expansion de 1970. Basés à Vancouver dans la province de la Colombie-Britannique au Canada, à leur arrivée à Vancouver ils jouent leurs matchs à domicile au Pacific Coliseum jusqu'en 1995 où ils déménagent au Rogers Arena. Ils atteignent la finale de la Coupe Stanley à trois reprises, soit en 1982, 1994 et en 2011 mais n'ont jamais remporté le fameux trophée.

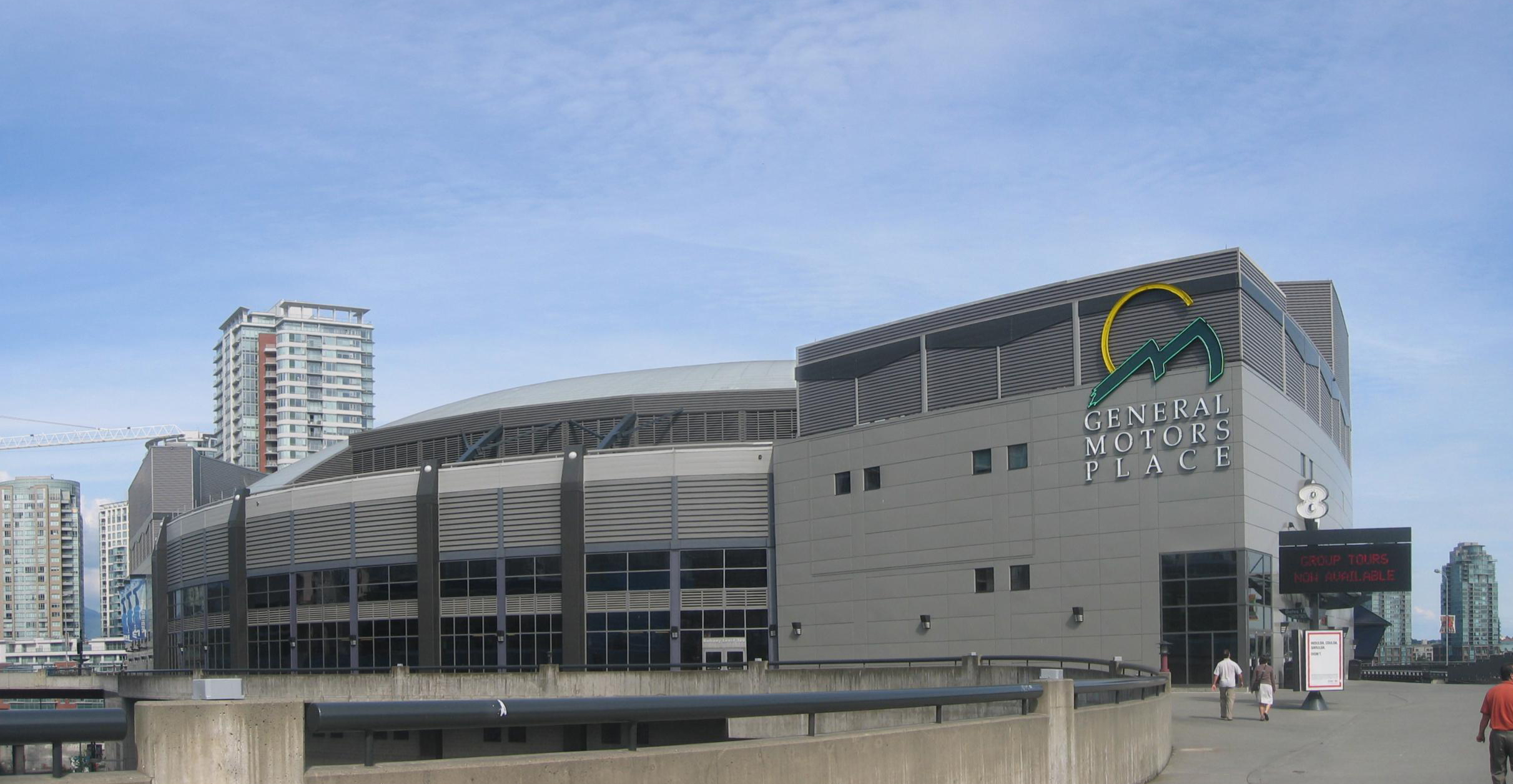
Le Rogers Arena
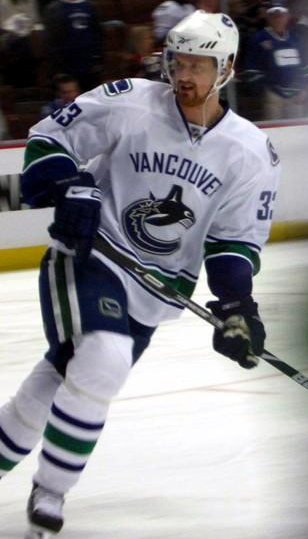
Henrik Sedin capitaine de l'équipe
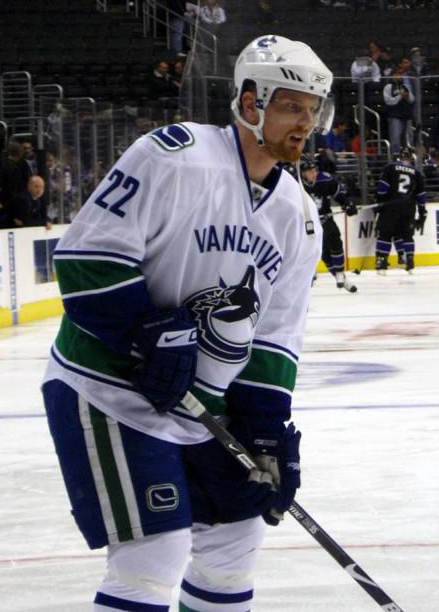
Daniel Sedin frère jumeau de Henrik Sedin
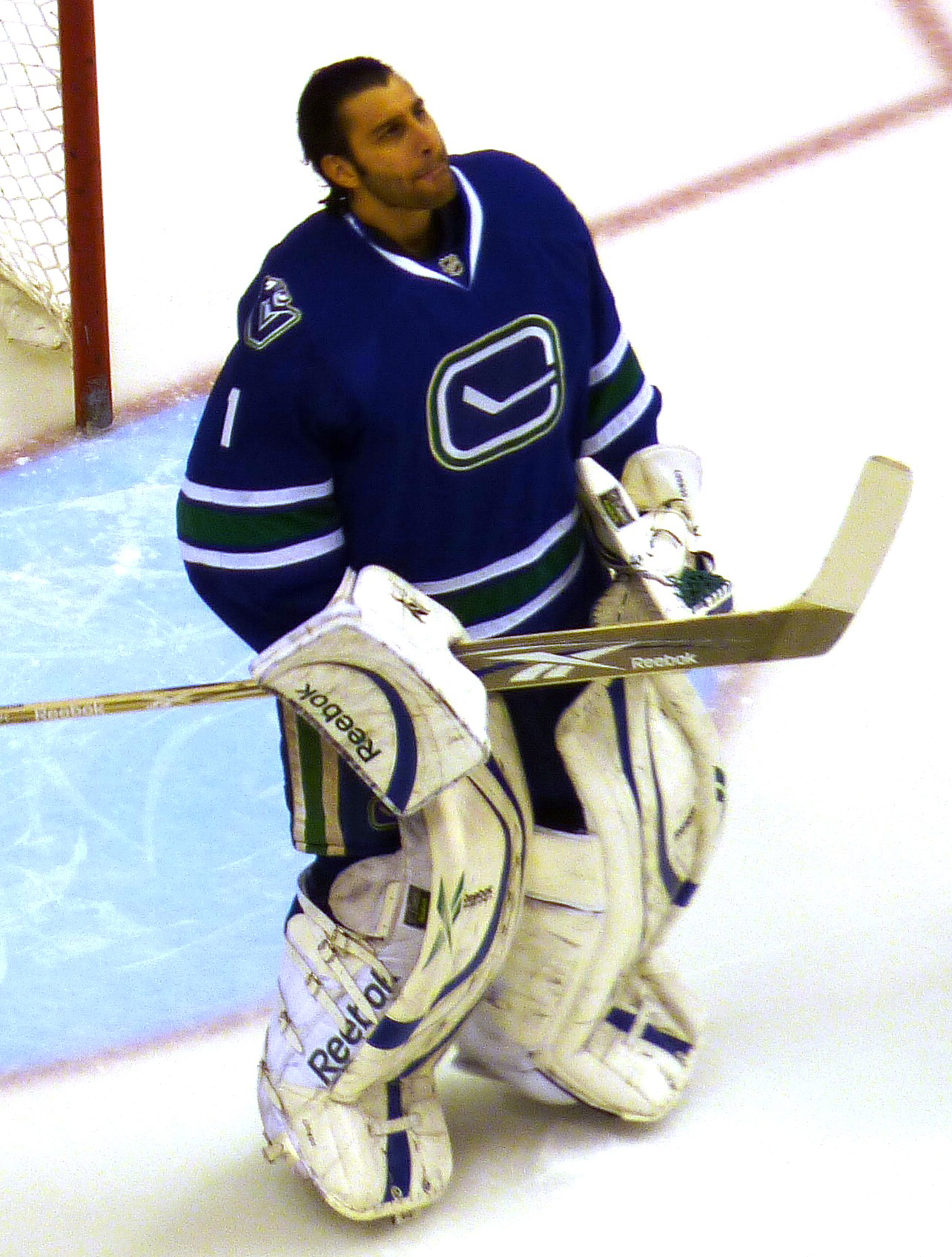
Roberto Luongo, ancien gardien des Canucks.

#### Golden Knights de Vegas
Les Golden Knights de Vegas font leur entrée dans la LNH lors de l'expansion de 2017 en tant que 31e franchise. Basés à Las Vegas dans l'État du Nevada aux États-Unis, ils jouent leurs matchs à domicile au T-Mobile Arena, à Paradise, dans la banlieue sud de la ville, dès la saison 2017-2018.

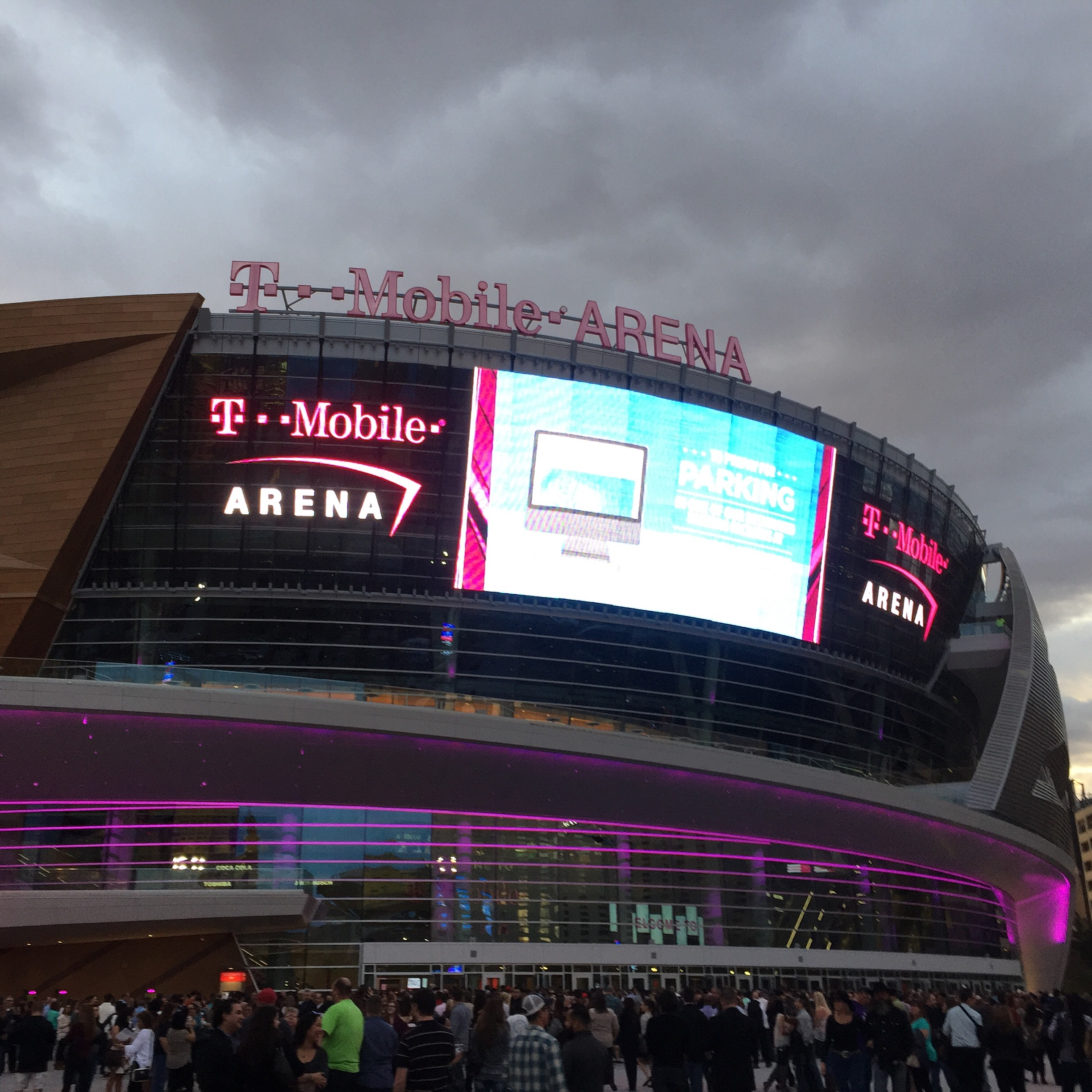
L'extérieur du T-Mobile Arena
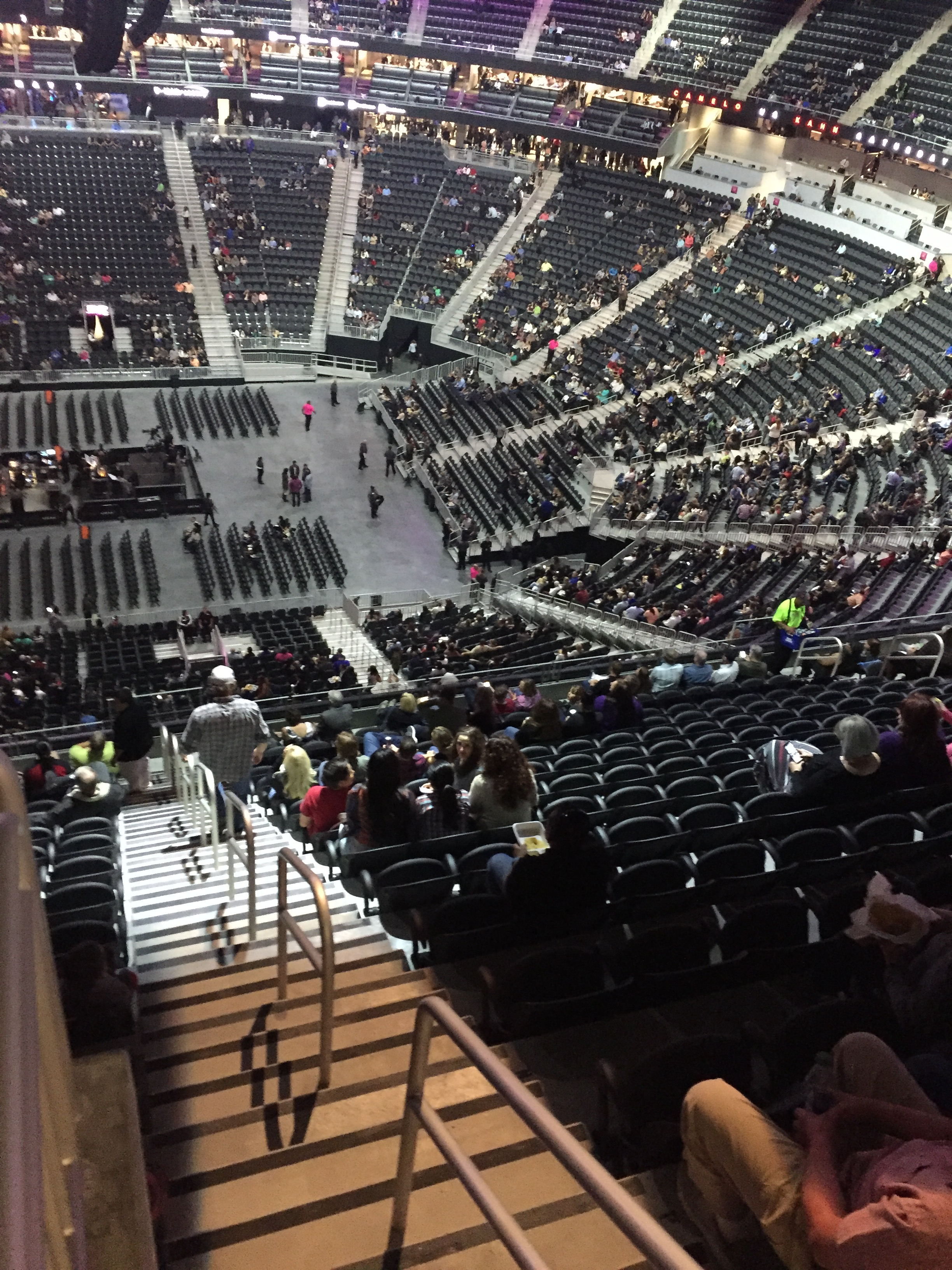
L'intérieur du T-Mobile Arena
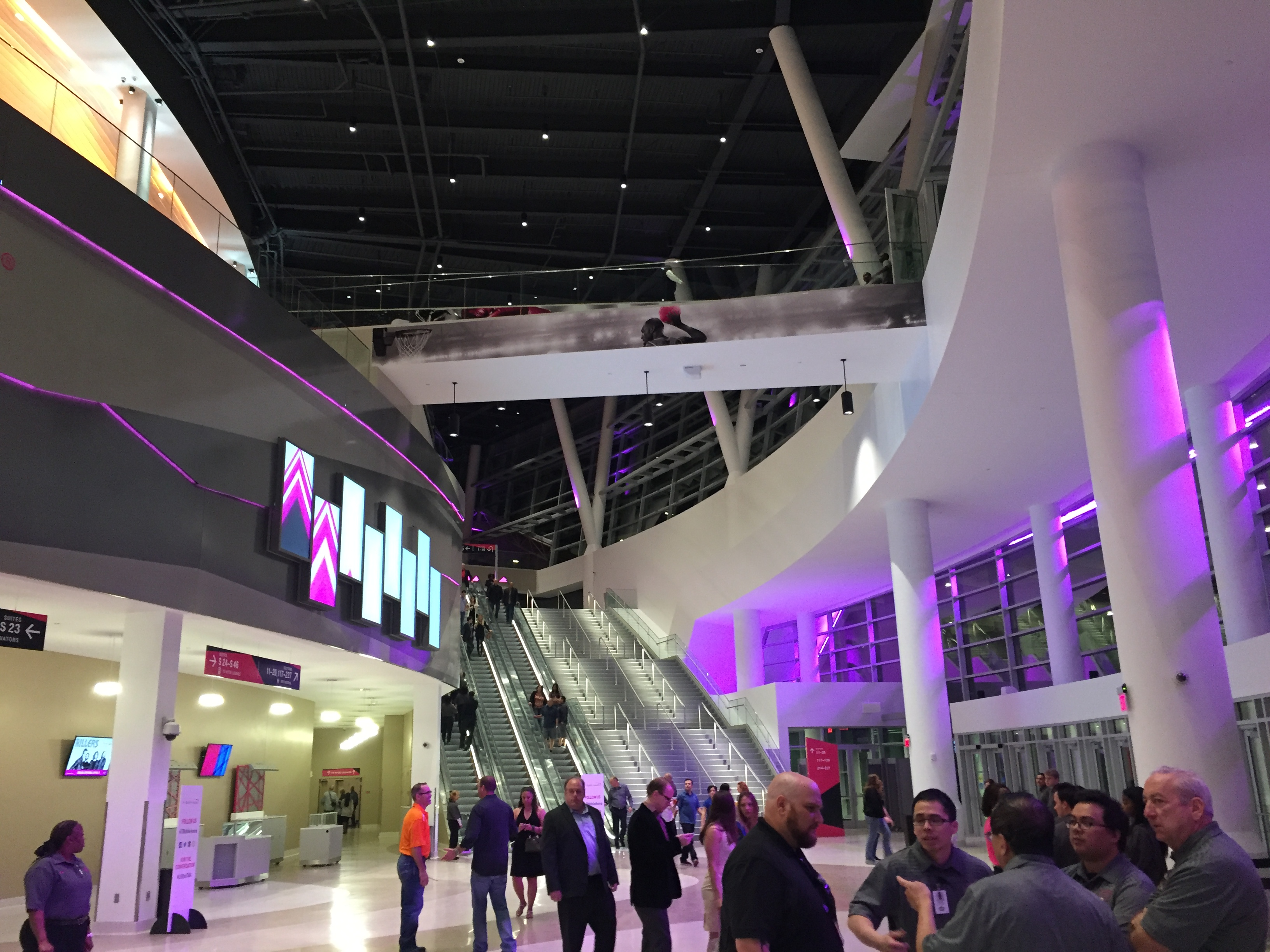
L'intérieur du T-Mobile Arena

## Anciennes équipes

### Avant 1942

#### Maroons de Montréal
Les Maroons de Montréal sont une équipe située à Montréal, au Québec, province du Canada. Officiellement, le nom de l'équipe était Montreal Hockey Club. L'équipe est créée en 1924 pour représenter la communauté anglaise de la ville alors que les Canadiens sont l'équipe des francophones. L'équipe remporte deux titres de champions de la Coupe Stanley en 1926 et en 1935 dans le Forum de Montréal. Mais elle est obligée de déposer le bilan à l'issue de la saison 1937-1938, la Grande Dépression faisant tomber petit à petit les franchises de la LNH les plus fragiles. La ville de Montréal n'échappant pas à cette déroute financière, les investisseurs locaux ne parviennent plus à soutenir deux équipes professionnelles et les Maroons arrêtent alors leurs activités et tentent de trouver une solution de délocalisation. Un déménagement à Saint-Louis est proposé mais l'arrêt de la franchise des Eagles est encore dans les mémoires des dirigeants de la LNH qui refusent et, finalement, aucune des solutions envisagées n'est retenue et la franchise arrête officiellement ses activités le 13 mars 1939.
Au total, 88 joueurs différents ont joué pour les Maroons, Nels Stewart et Reginald « Hooley » Smith étant les deux joueurs les plus prolifiques de l'équipe avec 185 buts et 647 minutes de pénalités pour l'un et 151 passes décisives et 281 points pour le second. Jimmy Ward quant à lui a été le joueur qui a le plus porté le maillot de l'équipe : il joue onze saisons pour l'équipe pour un total de 496 matchs. Clint Benedict est le gardien de but le plus utilisé par l'équipe parmi les huit s'étant partagé le rôle.

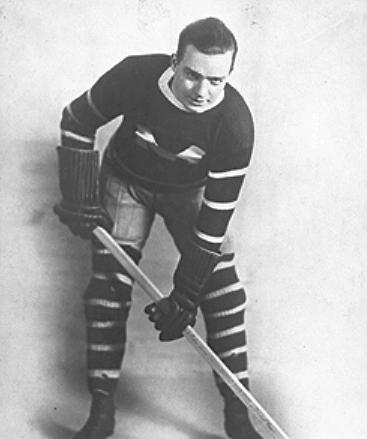
Nels Stewart
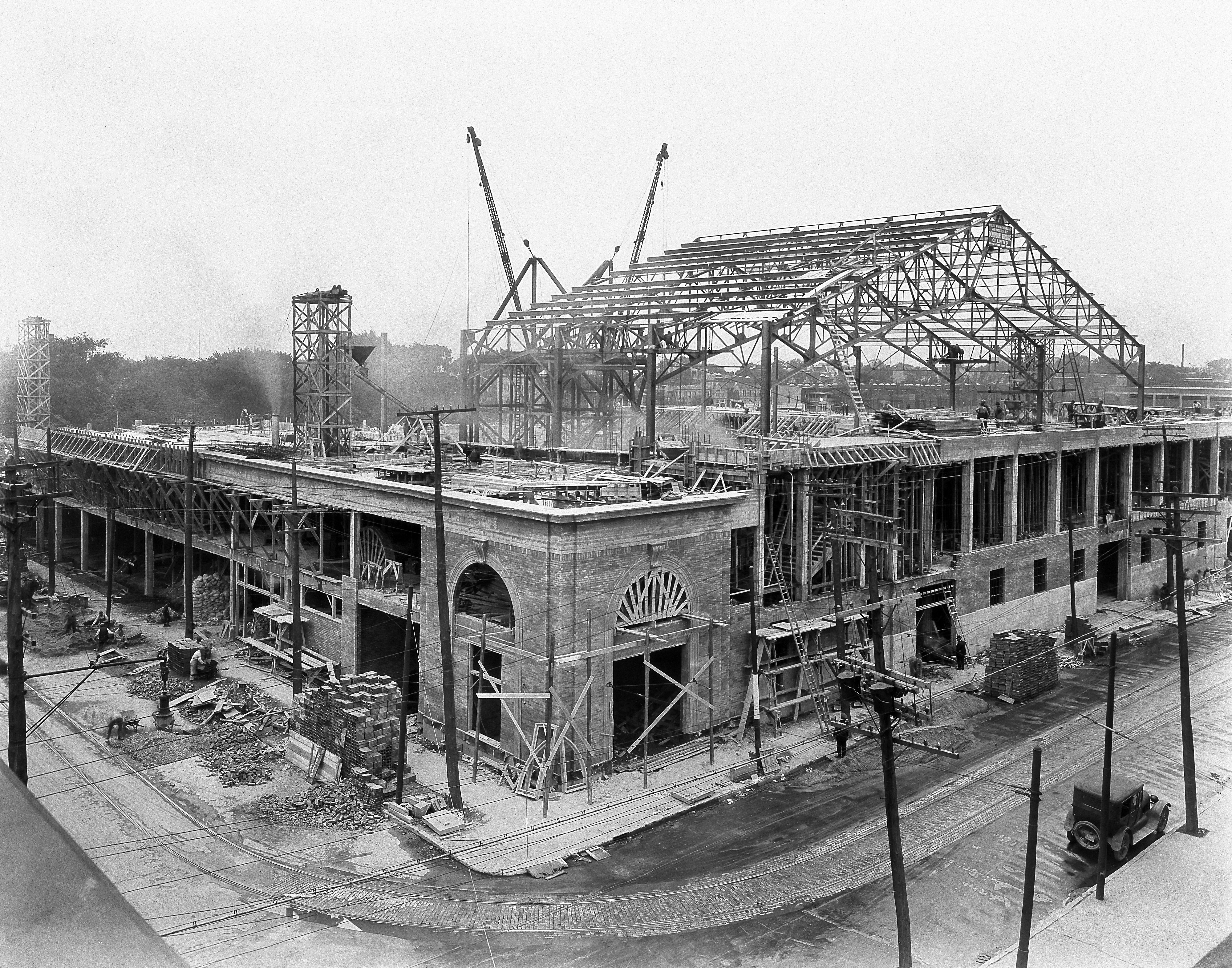
Construction du Forum de Montréal en 1924
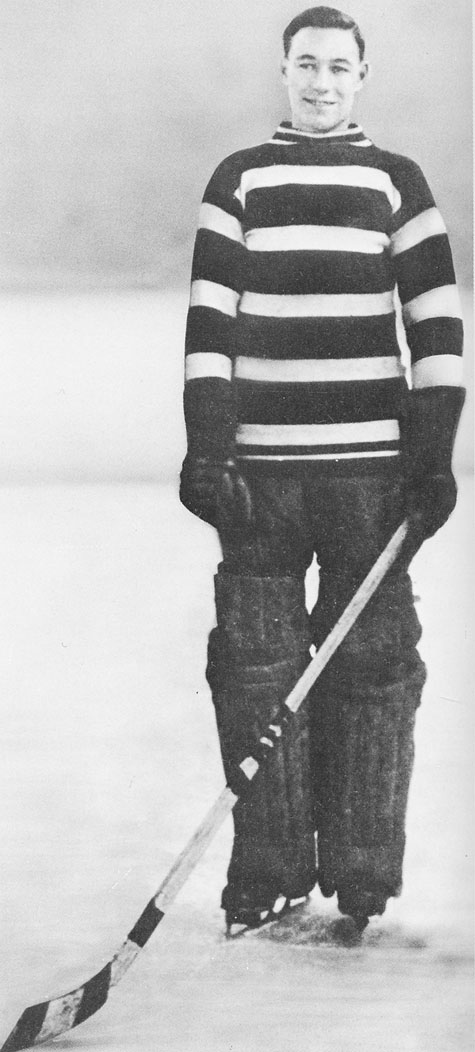
Clint Benedict

#### Wanderers de Montréal
Les Wanderers de Montréal sont une équipe de Montréal ville du Québec au Canada qui évolue tout d'abord dans l'Association nationale de hockey puis dans la LNH lors de sa saison inaugurale en 1917-1918. Ils ne jouent que six parties dans la saison, ayant tout perdu quand leur amphithéâtre, l'Aréna de Westmount, prend feu le 2 janvier 1918.
L'équipe qui joue dans la LNH compte dans ses rangs Art Ross pour son unique saison dans la LNH en tant que joueur de sa carrière, avec trois matchs joués. Dans son histoire l'équipe a fait jouer cinq futurs membres du Temple de la renommée du hockey : Moose Johnson, Hod Stuart, Riley Hern, Lester Patrick et Ernie Russell.

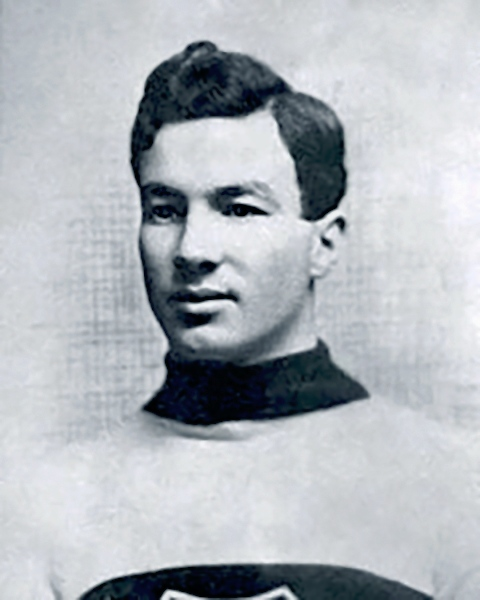
Art Ross
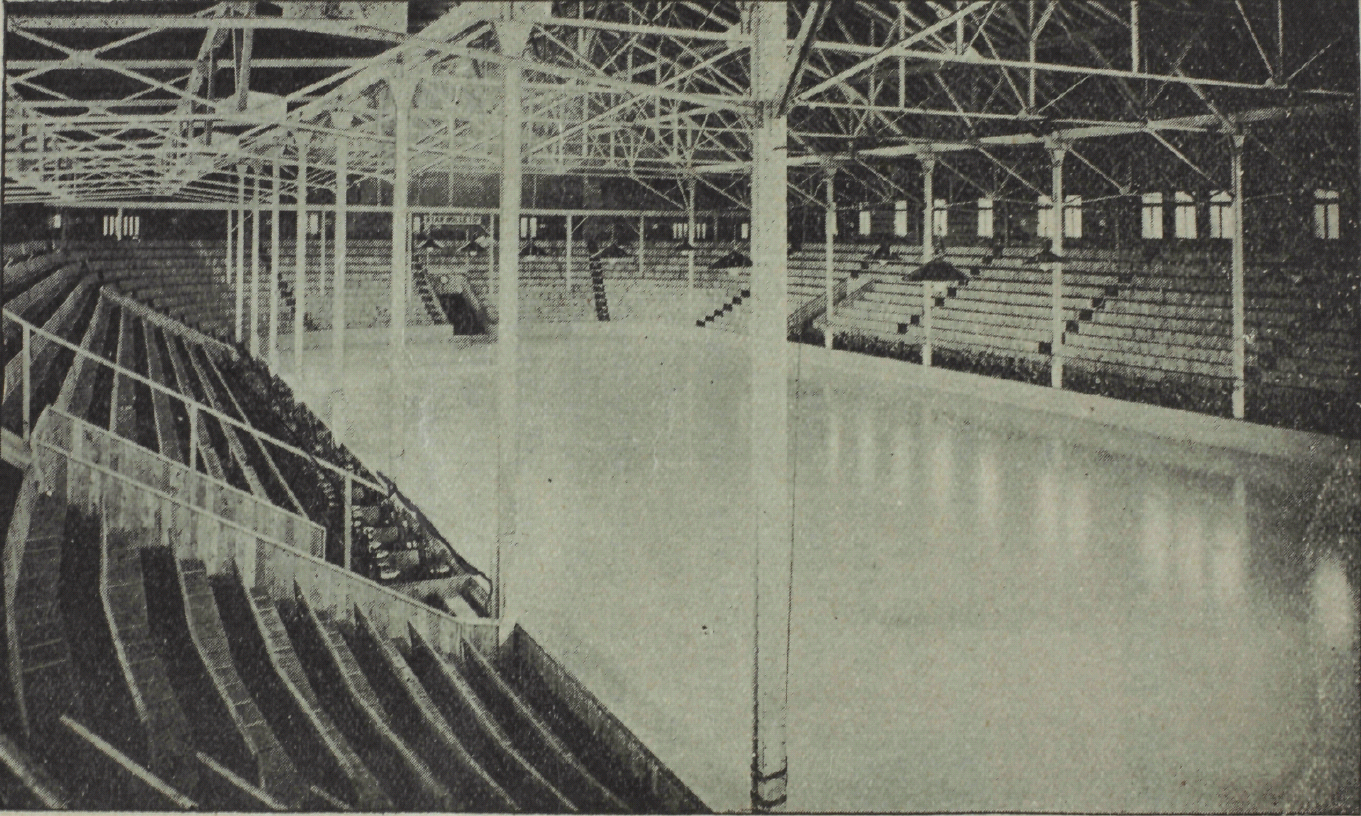
l'Aréna de Westmount
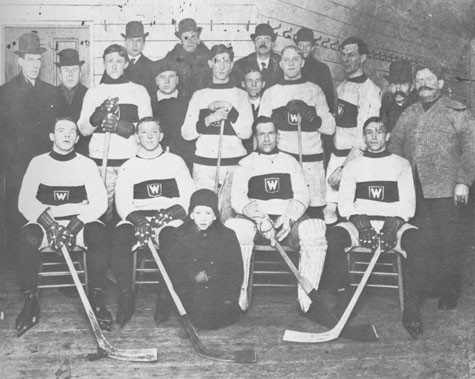
L'équipe en 1907.
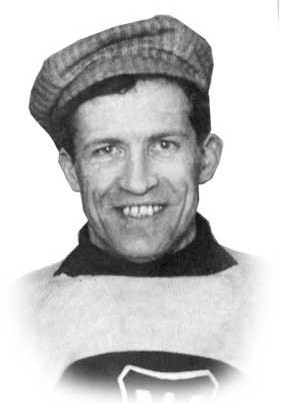
Riley Hern

#### Eagles de Saint-Louis
Les Eagles de Saint-Louis est le nom d'une équipe localisée à Saint-Louis dans l'État du Missouri aux États-Unis. Ils jouent leur première saison dans la LNH en tant que continuité des Sénateurs d'Ottawa lors de la saison 1934-1935, mais finissant bons derniers du classement général et devant réaliser de longs déplacements avec une conjoncture financière difficile, ils arrêtent leur activité seulement après une saison disputée.
Les Eagles jouent leur saison dans le St. Louis Arena, salle construite en 1929. Vingt-neuf joueurs ont porté l'uniforme des Eagles au cours de leur éphémère existence. Le dernier joueur actif à avoir porté les couleurs des Eagles est Bill Cowley, qui prend sa retraite en 1947 après une ultime saison avec les Bruins de Boston. Ce dernier est également le seul joueur de l'histoire de la franchise à avoir commencé sa carrière avec les Eagles et avoir fini intronisé au Temple de la renommée du hockey. Syd Howe est l'unique capitaine de l'équipe au cours de sa courte existence. Ces deux joueurs sont les seuls de l'histoire de l'équipe à avoir été par la suite intégré au Temple de la renommée du hockey

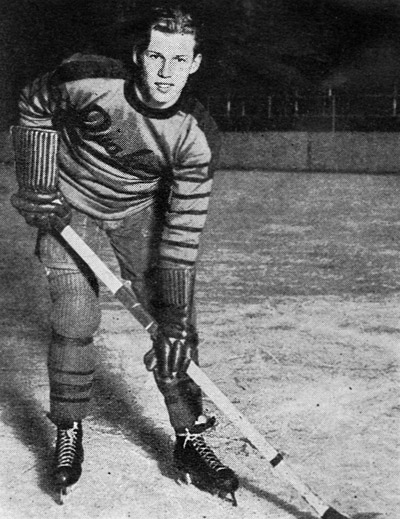
Syd Howe
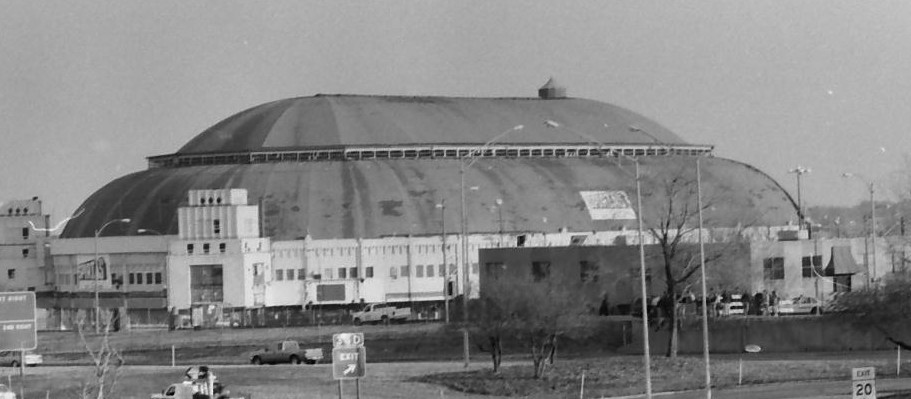
Le St. Louis Arena
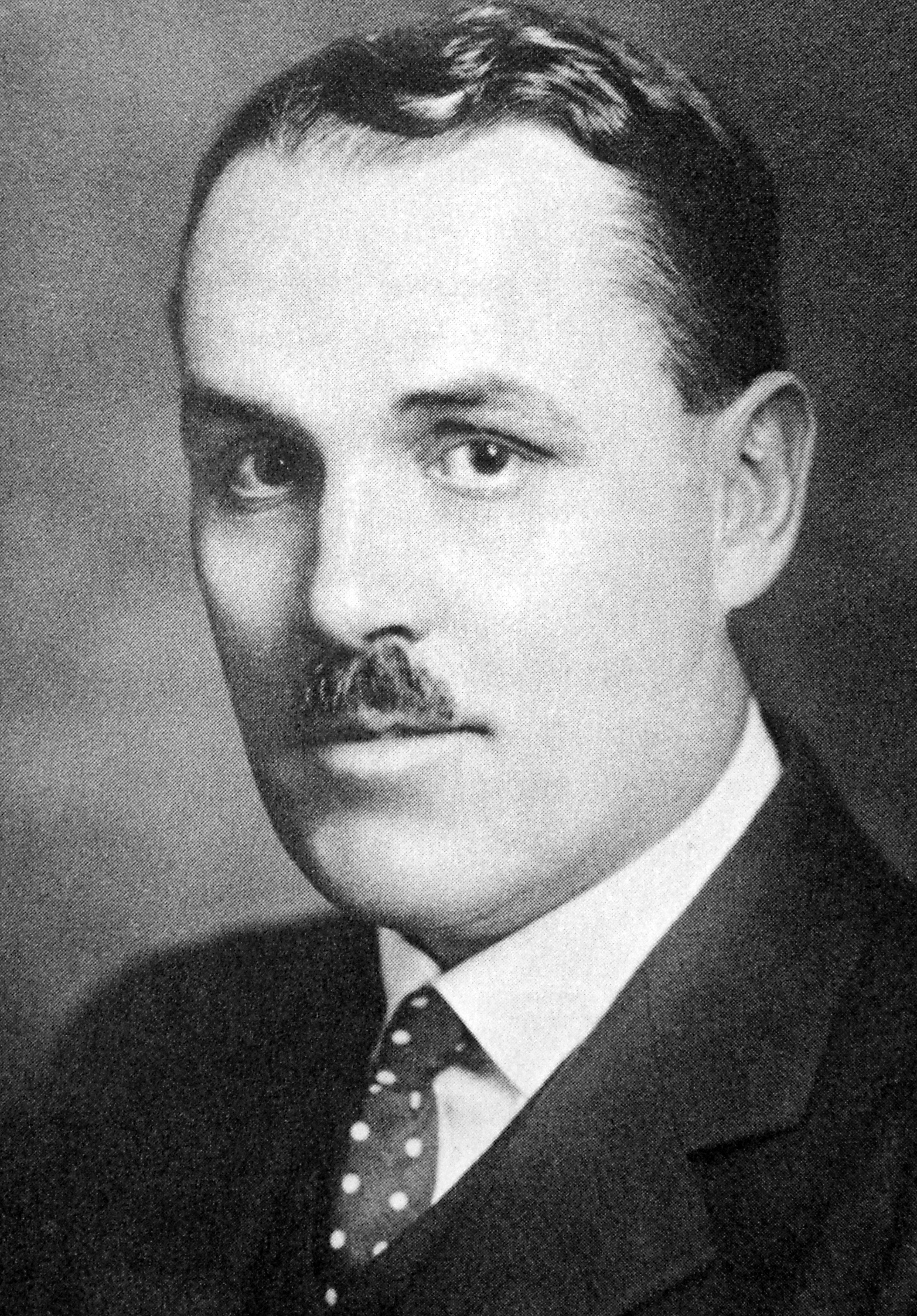
Thomas Franklin Ahearn, actionnaire des Eagles

### Après 1967

#### Coyotes de l'Arizona
D'abord appelés Coyotes de Phoenix, la dénomination de l'équipe est Coyotes de l'Arizona du 27 juin 2014 au 18 avril 2024 (date de la suspension des activités de l'équipe). L'équipe est la continuité des Jets de Winnipeg qui intègre d'abord la défunte Association mondiale de hockey en 1972-1973 puis à la dissolution de la ligue, ils font partie des quatre clubs de l'AMH à se joindre à la Ligue nationale de hockey pour la saison 1979-1980. En 1996, les Jets déménagent à Glendale, une banlieue de Phoenix en Arizona. À leur arrivée à Phoenix, les Coyotes jouent leurs matchs à domicile au America West Arena et puis en 2003 il déménagent au Jobing.com Arena, renommé Gila River Arena ensuite.
En 2024, l'équipe déménage à Salt Lake City, au Utah, pour devenir le Mammoth de l'Utah.

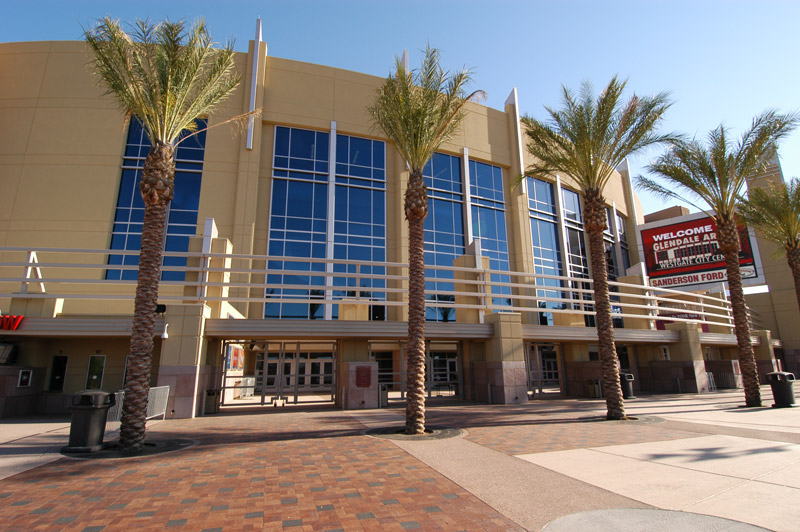
Le Gila River Arena
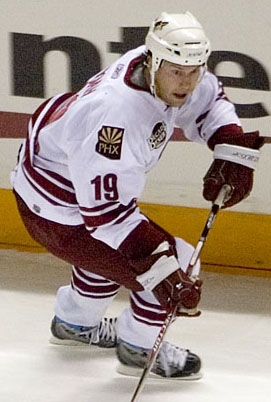
Shane Doan le capitaine des Coyotes.

#### Whalers de Hartford
Les Whalers de Hartford sont une équipe de la ville de Hartford dans l'État du Connecticut aux États-Unis. L'équipe intègre d'abord la défunte Association mondiale de hockey en 1972-1973 sous le nom de Whalers de la Nouvelle-Angleterre et est alors basée à Boston dans le Massachusetts. Elle y remporte le trophée mondial Avco en 1972-1973. En 1975 l'équipe déménage dans le Connecticut et joue ses matchs à domicile au Hartford Civic Center Coliseum. À la dissolution de la ligue, l'équipe fait partie des quatre clubs de l'AMH à se joindre à la Ligue nationale de hockey pour la saison 1979-1980. Les Bruins de Boston mettent la pression sur la direction de la LNH pour que les Whalers abandonnent la partie Nouvelle-Angleterre de leur nom, ils vont donc, prendre le nom de Whalers de Hartford.
En 1997, ils déménagent à Raleigh, en Caroline du Nord pour devenir les Hurricanes de la Caroline.

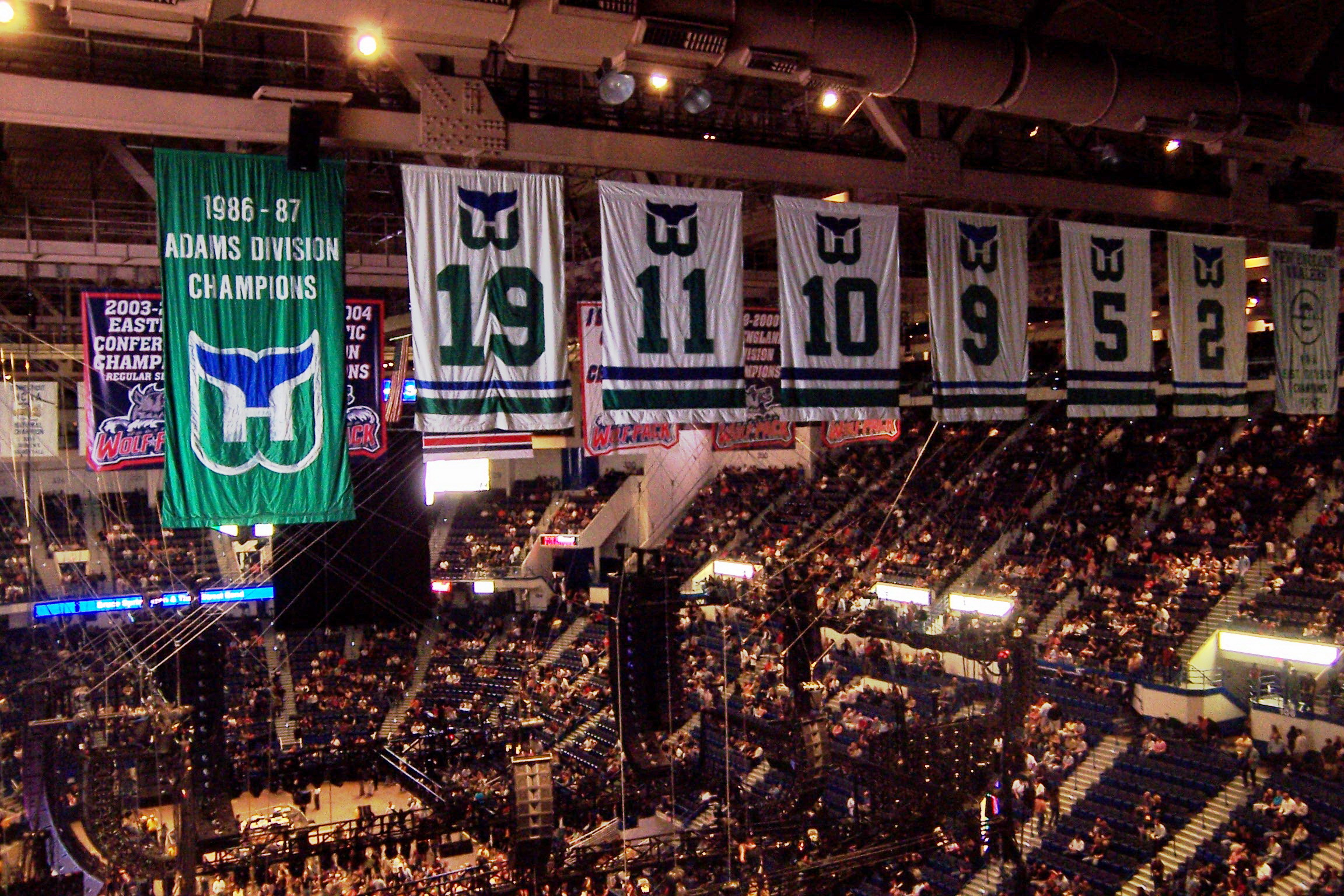
Les bannières accrochées au plafond de l'Hartford Civic Center.

#### Scouts de Kansas City
Les Scouts de Kansas City sont une équipe de la ville de Kansas City dans le Missouri. L'équipe rejoint la Ligue nationale de hockey lors de l’expansion de 1974. Elle évolue dans la LNH, entre 1974 et 1976. Ils jouent leurs matchs à domicile au Kemper Arena. Lors de leurs deux saisons dans la LNH ils ne peuvent se qualifier pour les séries éliminatoires de la Coupe Stanley. À la suite de ces deux saisons, la franchise est déménagée dans le Colorado, à Denver, et devient les Rockies du Colorado.

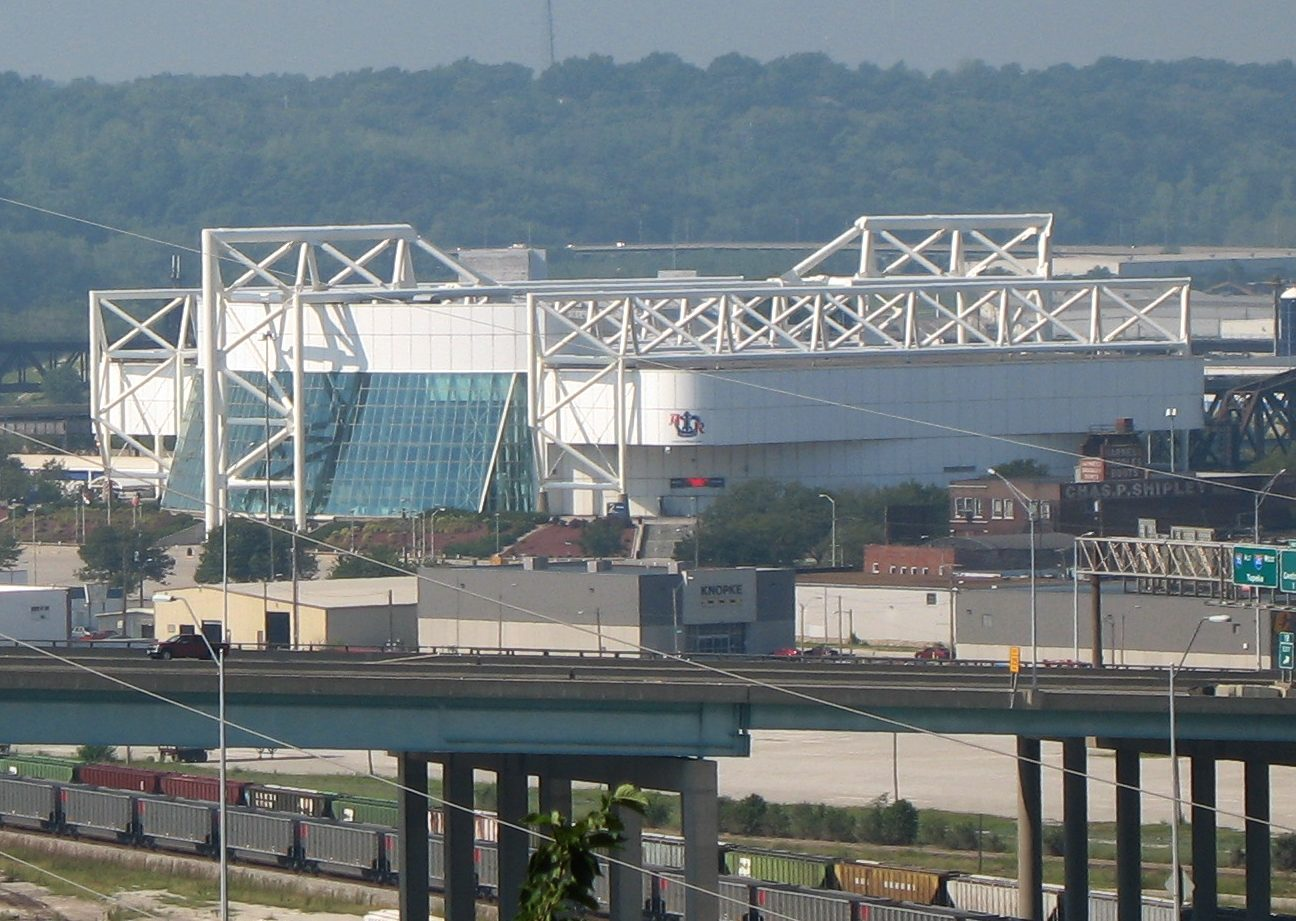
Le Kemper Arena

#### Nordiques de Québec
Les Nordiques de Québec sont une équipe de la ville de Québec, dans la province du même nom au Canada. L'équipe intègre d'abord la défunte Association mondiale de hockey en 1972-1973. Elle y remporte le trophée mondial Avco en 1976-1977. À la dissolution de la ligue, ils font partie des quatre clubs de l'AMH à se joindre à la Ligue nationale de hockey pour la saison 1979-1980.
Ils évoluent dans la LNH entre 1979 et 1995 puis la franchise déménagea à Denver au Colorado pour devenir l'Avalanche du Colorado. Au cours de son histoire, plusieurs grands joueurs et entraîneurs ont évolué à Québec tels que Jacques Plante, Michel Bergeron et Marc Crawford comme entraîneurs. L'équipe compte aussi des joueurs comme Michel Goulet, Dale Hunter, les frères Šťastný (Anton, Marián et Peter Šťastný), Guy Lafleur, Joe Sakic, Adam Foote et Peter Forsberg. Le club a évolué dans le Colisée de Québec (maintenant le Colisée Pepsi) durant toute son histoire.

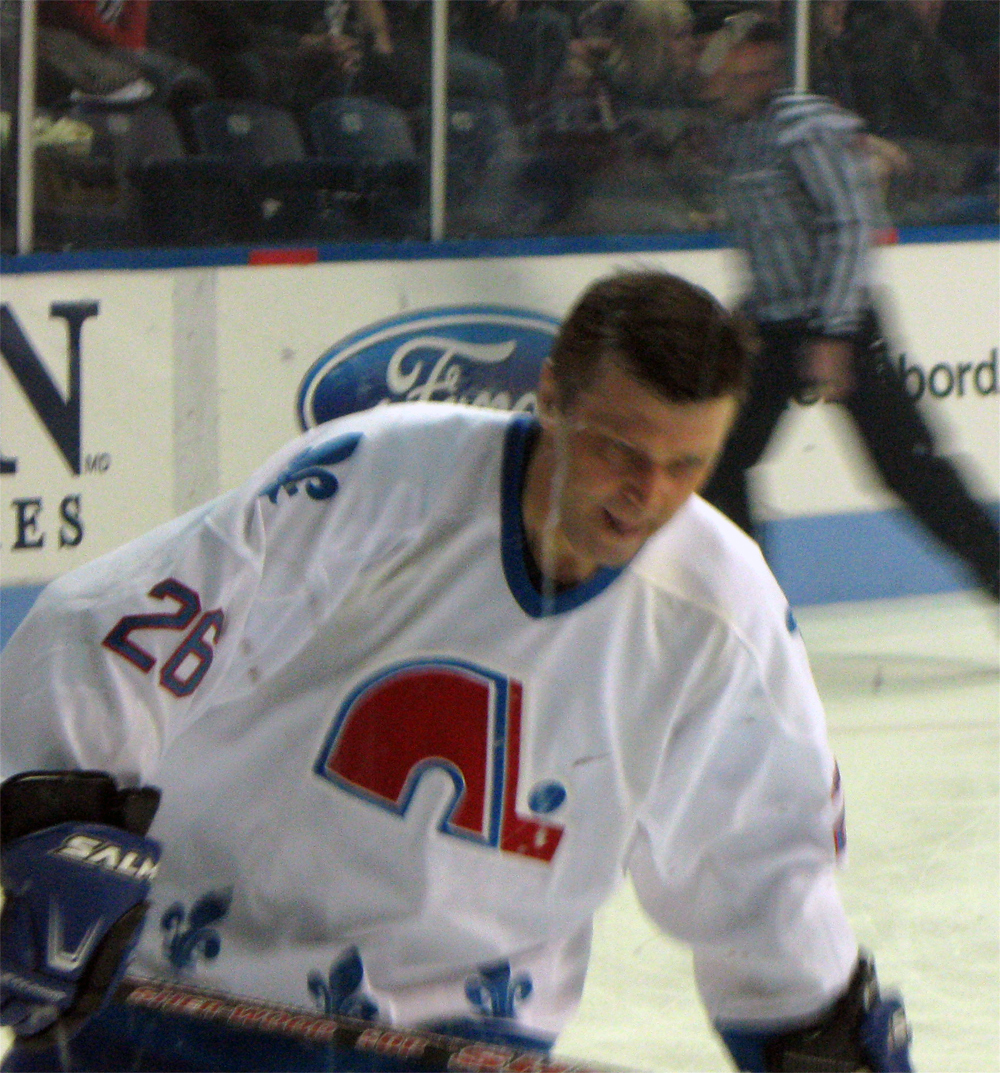
Peter Šťastný
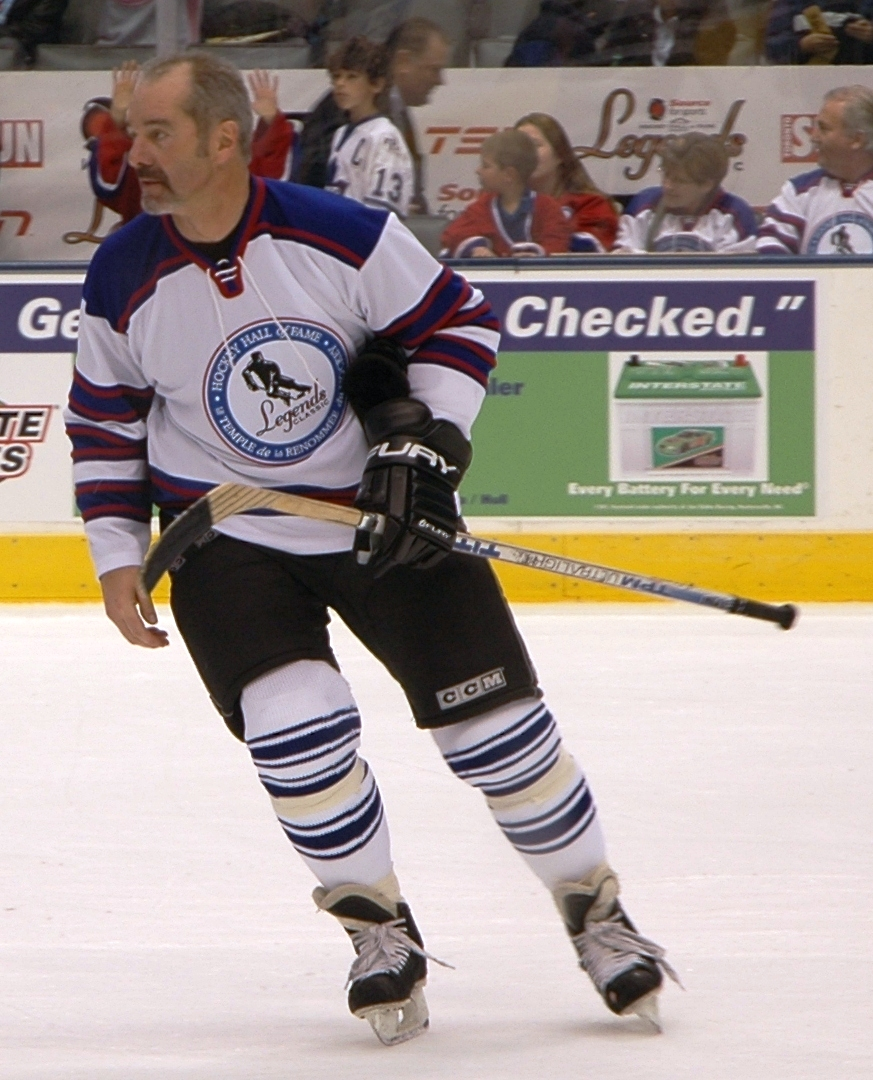
Michel Goulet
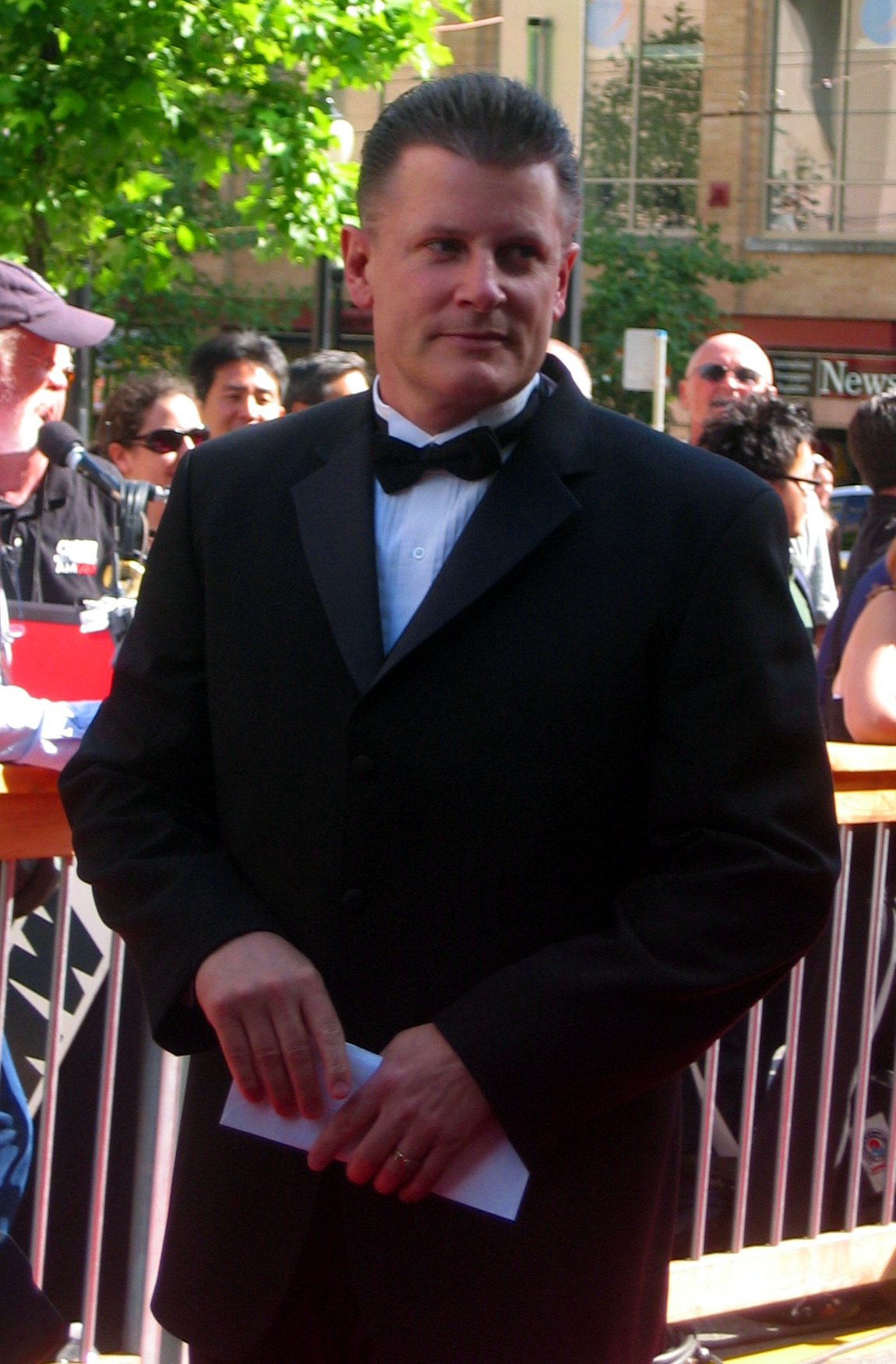
Marc Crawford
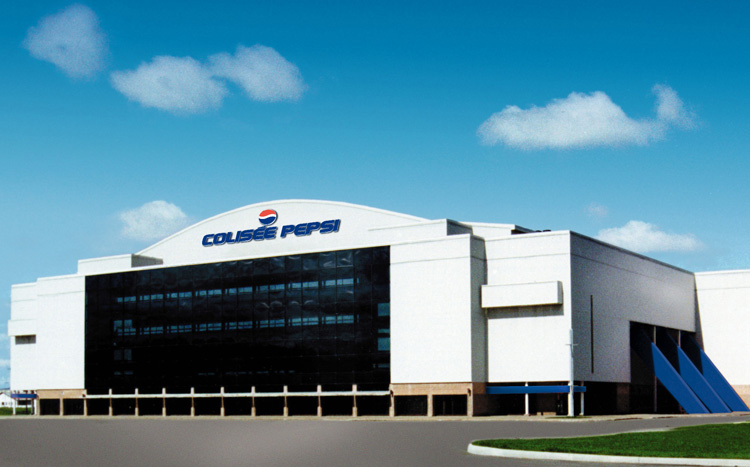
Le Colisée de Québec

#### Jets de Winnipeg (1972-1996)
Les Jets de Winnipeg sont une équipe de la ville de Winnipeg, dans la province du Manitoba au Canada. L'équipe intègre d'abord la défunte Association mondiale de hockey en 1972-1973.Elle y remporte le trophée mondial Avco à trois occasion en 1975-1976, en 1977-1978 et en 1978-1979. À la dissolution de la ligue, ils font partie des quatre clubs de l'AMH à se joindre à la Ligue nationale de hockey pour la saison 1979-1980.
Ils évoluent dans la LNH entre 1979 et 1996 puis la franchise déménagea  à Phoenix en Arizona, devenant ainsi les Coyotes de Phoenix en 1996-1997. L'équipe a joué dans le Winnipeg Arena durant toute son histoire.

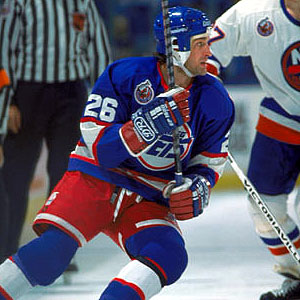
Dean Kennedy portant les couleurs des Jets.

#### Thrashers d'Atlanta
Les Thrashers d'Atlanta sont une équipe de la ville d'Atlanta dans l'État de la Géorgie aux États-Unis. L'équipe évolue dans la Ligue nationale de hockey entre 1999 et 2011. L'équipe s'est jointe à la LNH lors de l'expansion de 1999. Ils se qualifient pour la première et unique fois pour les séries éliminatoires de la Coupe Stanley en 2006-2007 mais sont éliminés dès le premier tour en quatre rencontres par les Rangers de New York.Ils jouent leurs rencontres à domicile au Philips Arena.
En 2011, l'équipe est vendue à la compagnie North Sports and Entertainment qui annonce son déménagement à Winnipeg au Manitoba pour la saison 2011-2012 et prend le nom des Jets de Winnipeg.

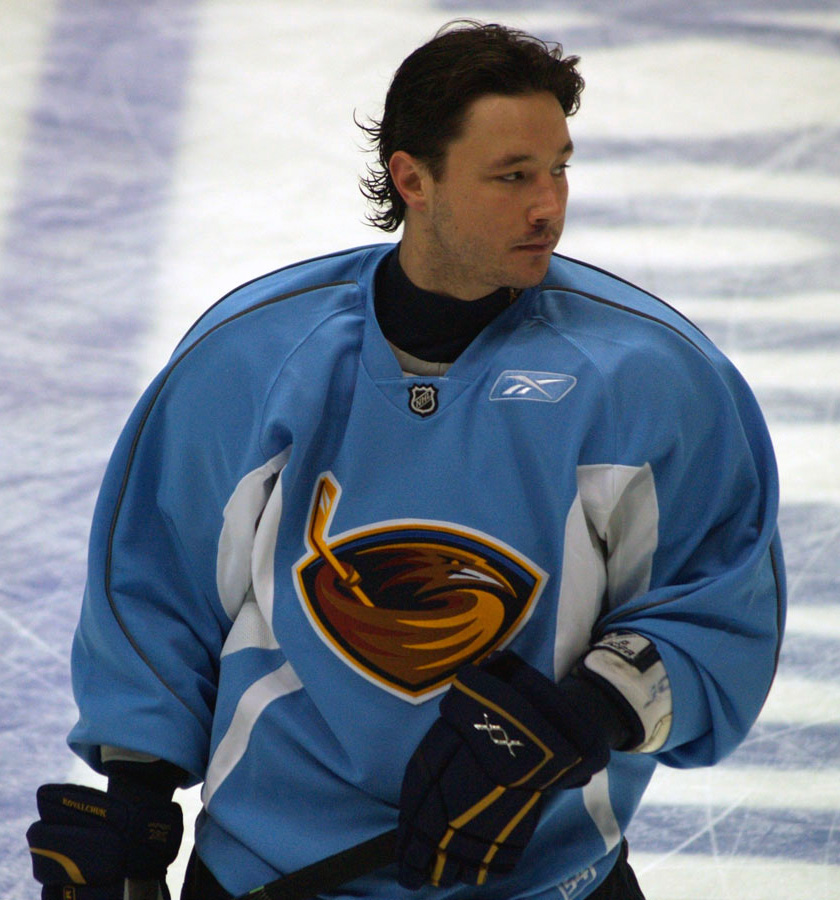
Ilia Kovaltchouk
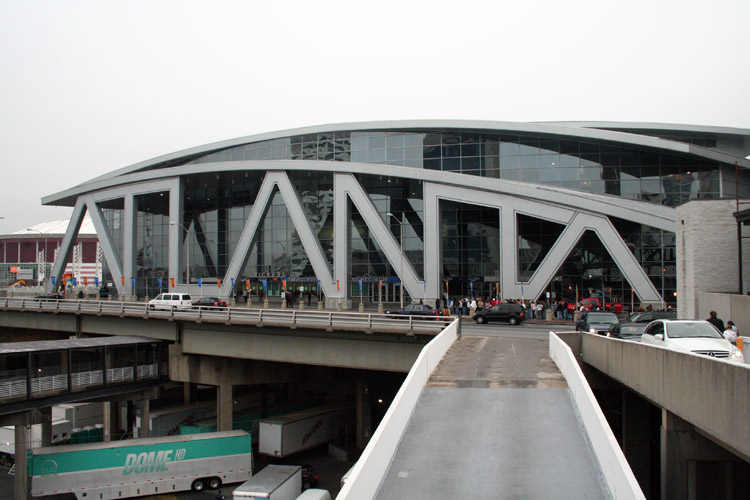
Le Philips Arena
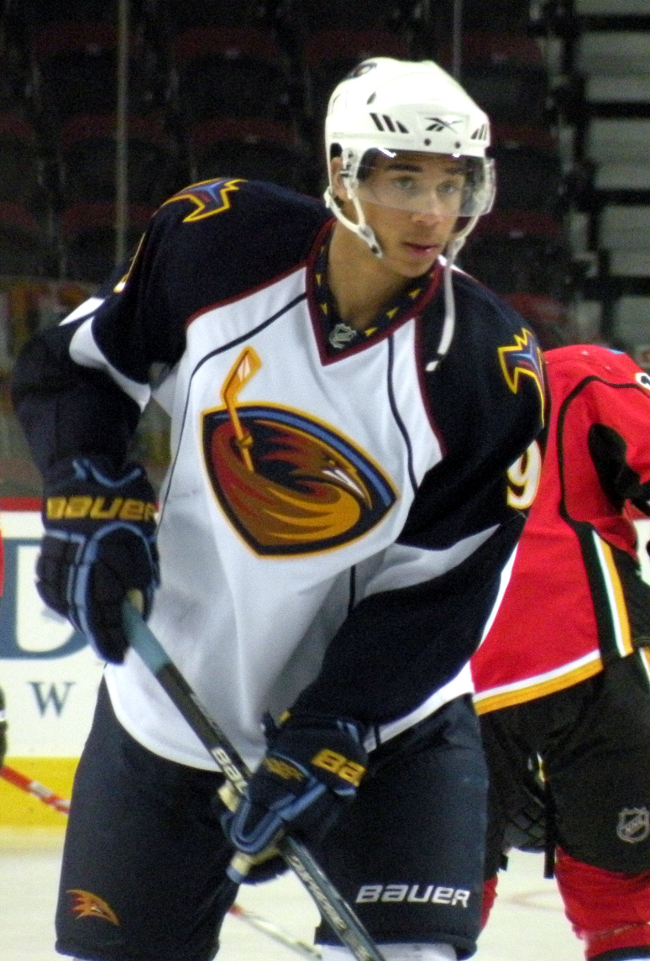
Evander Kane